# Abbatiale Sainte-Foy de Conques
L'abbatiale Sainte-Foy de Conques est une église abbatiale située à Conques (commune de Conques-en-Rouergue), dans le département de l'Aveyron.
En raison de sa vocation à l'accueil des pèlerins et au culte des reliques de sainte Foy, elle est qualifiée d'église de pèlerinage et constitue même le prototype d'autres grandes églises de pèlerinages, l'abbatiale Saint-Martial de Limoges, l'église Saint-Sauveur de Figeac, la basilique Saint-Sernin de Toulouse et la cathédrale de Saint-Jacques-de-Compostelle. Considérée comme un chef-d'œuvre de l'art roman du sud de la France, elle reste surtout célèbre pour son tympan et son trésor comprenant des pièces d'art uniques de l'époque carolingienne, dont la statue-reliquaire de sainte Foy.
Cette abbaye a été construite à partir de 1041 par l'abbé Odolric à l'emplacement de l'ancien ermitage de Dadon, datant de la fin du VIIIe siècle. Depuis 1994, l'intérieur est décoré avec des vitraux de Pierre Soulages, un enfant du pays.
Abbaye bénédictine jusqu'en 1537, elle fut ensuite placée sous la responsabilité de chanoines séculiers. Depuis 1873, l'abbatiale est confiée aux frères de l'ordre de Prémontré. Elle est actuellement un prieuré de l'abbaye Saint-Martin-de-Mondaye.
L'abbatiale de Conques a fait l’objet d’un classement au titre des monuments historiques par la liste de 1840. Elle est également inscrite au patrimoine mondial de l'UNESCO au titre des chemins de Saint-Jacques-de-Compostelle en France depuis 1998.

## Histoire

### Origines

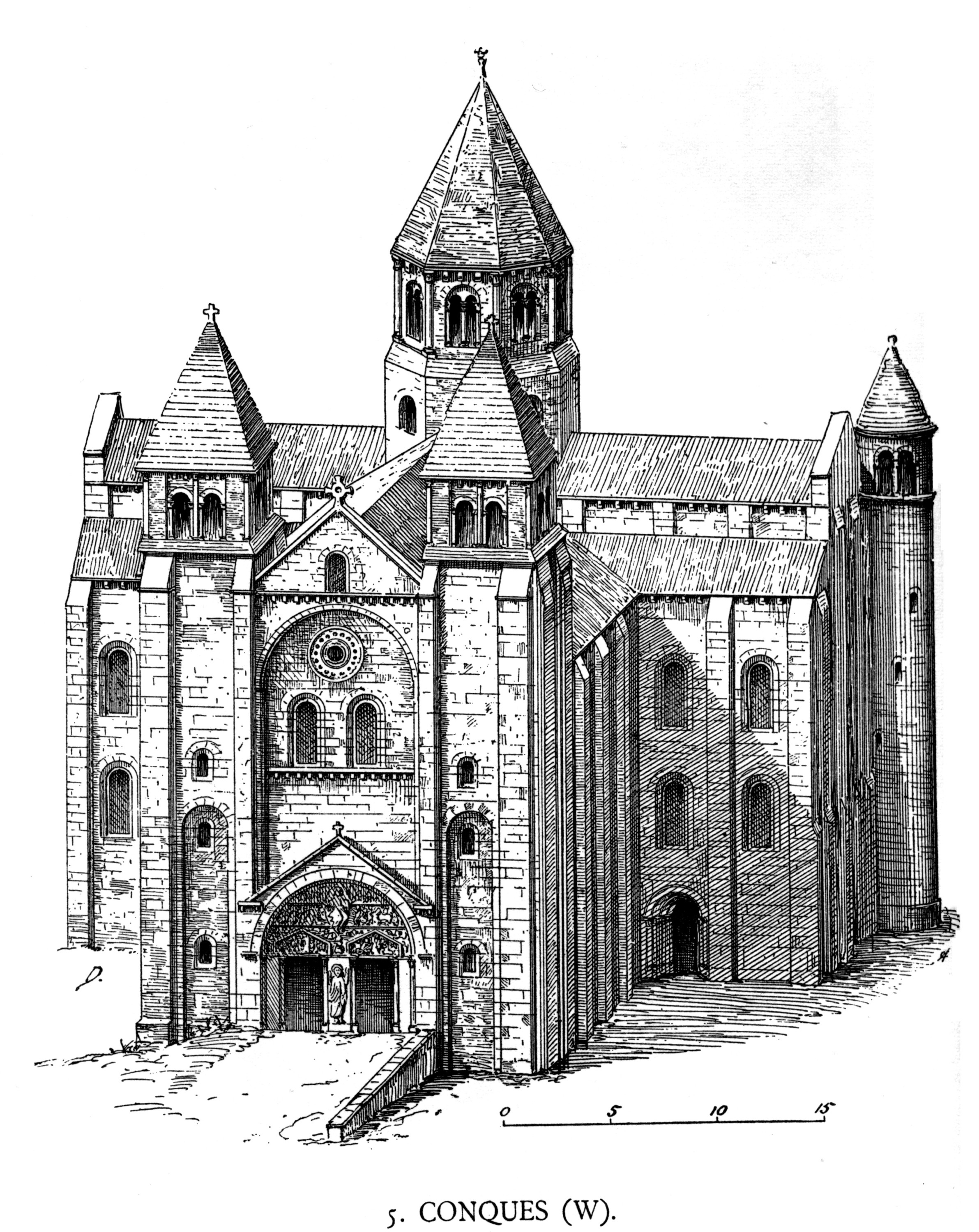
L'abbatiale Sainte-Foy, vue occidentale.

Les origines de Conques sont relatées dans des textes qui datent, pour les plus anciens, du IXe siècle. Il s'agit des chartes de 801, de 813, de 817, accordant donations et faveurs, et surtout d'un diplôme du 8 avril 819 signé par Louis le Pieux, ou encore d'un poème d'Ermold le Noir qui a écrit une épopée en l'honneur de ce souverain.
Le Livre des miracles de sainte Foy et la Chronique de Conques sont datés du XIe siècle. Selon cette chronique en partie légendaire, des chrétiens se seraient réfugiés dans les montagnes rouergates pour y fonder un ermitage avant d'être massacrés par les païens en 371. Diverses communautés cénobitiques auraient suivi, mais elles sont tourmentées par les Francs au VIe siècle, puis par les Sarrasins en 730.
Selon les récits magnifiés du poème d'Ermold le Noir et de la Chronique de Conques, l'ermite Dadon s'installe vers 790 dans un lieu désert et il y fonde un ermitage qui évolue en monastère en 800. La communauté monastique élève une église dédiée à Saint-Sauveur (Conques I). L'empereur Louis le Pieux, par le capitulaire de 817, impose la règle bénédictine à tous les monastères et place celui de Conques sous sa protection en 819, lui donnant une dizaine d'églises.

### Développement
En ce IXe siècle, les reliques revêtent une importance considérables dans la culture de l’Église : nécessaires à la consécration d'une église, elles garantissent une protection de la communauté et peuvent assurer sa prospérité si le culte du saint est important.

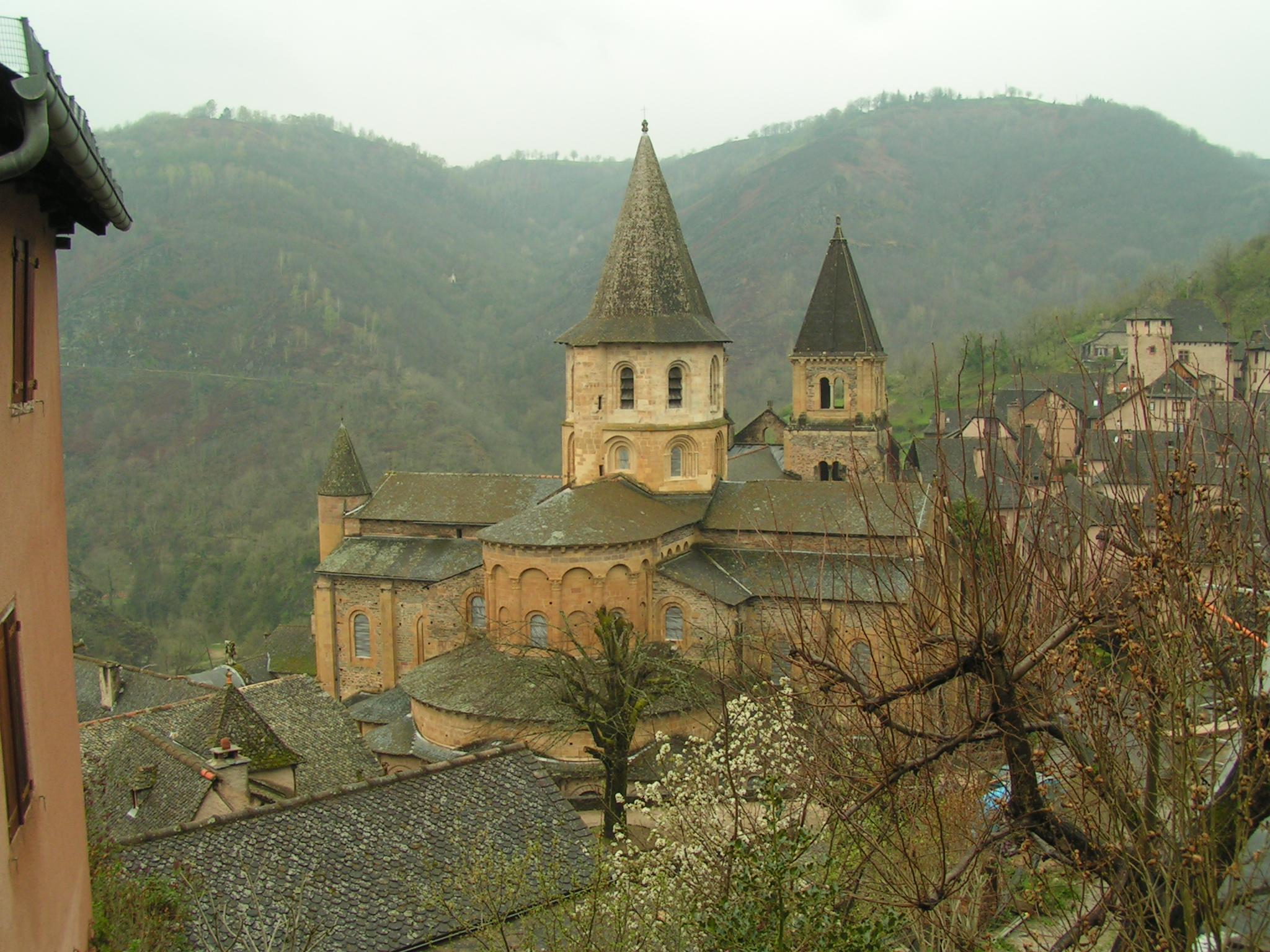
Au nord et à l'est, l'abbatiale se dégage à grand-peine de la pente du terrain qui a été vigoureusement tranché sur une dizaine de mètres.

Deux récits du XIe siècle racontent qu'un moine de Conques, Aronisde (nommé aussi Ariviscus) passe dix ans à Agen pour endormir la méfiance de la population et, un soir d'Épiphanie, vole les reliques de sainte Foy, une martyr enfant, dans l’église Sainte-Foy d'Agen dont il avait la garde (pieux larcin connu sous l'appellation pudique de « translation furtive »). Après un voyage miraculeux, il ramène les reliques, le 14 janvier entre 866 et 887, dans son abbaye de Conques où elles sont accueillies solennellement. Vers 900, l'ensemble du corps de Foy est placé dans une châsse. La partie la plus noble, le crâne, est logée dans une majesté.
Les miracles obtenus à l'invocation des reliques intensifient rapidement le pèlerinage à Conques, si bien que l'abbé Étienne Ier fait construire au milieu du Xe siècle une basilique plus grande à trois nefs (Conques II). Le culte de la sainte s'étend même dans toute l'Europe où des prieurés sont fondés en son nom.
L'afflux de pèlerins incite l'abbé Odolric (1039-1065) à construire l'abbatiale romane actuelle (Conques III). L'abbaye est alors un but de pèlerinage. Elle devient au XIIe siècle une grande étape sur la via Podiensis, route de pèlerinage du Puy-en-Velay à Saint-Jacques-de-Compostelle. L'édifice bénédictin est commencé, entre 1041 et 1052. Son chevet est certainement achevé avant le décès d'Odolric en 1065.
Ensuite, les travaux traînent quelque peu et la nef n'est terminée qu'au début du XIIIe siècle. Il est, en outre, possible que le monument ait été modifié en cours de chantier. Ainsi, le chevet débute-t-il par une série de quatre chapelles échelonnées pour n'adopter qu'ensuite le système à déambulatoire et chapelles rayonnantes[réf. nécessaire].
Elle est construite suivant un plan en croix classique, mais à cause de la configuration du terrain (en pente), le transept est plus long que la nef. Les deux tours de façade datent du XIXe siècle.
Sainte-Foy a été une des principales sources d'inspiration pour les églises romanes d'Auvergne. Par son architecture, l'église abbatiale se rattache à une série de cinq édifices dont elle constitue le prototype, Saint-Martin de Tours, Saint-Martial de Limoges, Saint-Sernin de Toulouse et Saint-Jacques-de-Compostelle, tous situés sur la route du pèlerinage de Saint-Jacques et présentant des caractéristiques communes : plan à déambulatoire et chapelles rayonnantes, transept pourvu de bas-côtés pour faciliter la circulation des pèlerins. Ces traits communs s'étendent également à l'élévation et au système de contrebutement.

### Déclin
Après la période des grands abbés bâtisseurs de Sainte-Foy, le déclin s'amorce pour la communauté monastique au début du XIIIe siècle. La sainte passe de mode et l'abbaye, pénalisée par sa situation marginale, perd de son rayonnement. En 1537, l'abbaye connaît une grave crise avec l'évêque de Rodez qui ordonne sa sécularisation. Ce sont dès lors, et jusqu'à la Révolution française, des chanoines séculiers qui ont en charge l'abbatiale.
Pendant les guerres de Religion, l'édifice est pillé, endommagé par un incendie (1568). L'abbaye connaît un sursaut au XVIIe siècle avant qu'elle ne subisse de sérieux dommages pendant la Révolution française : les chanoines sont dispersés et l'édifice est laissé à une municipalité appauvrie, le cloître abandonné est exploité en carrière par les villageois.

### Restauration et renouveau
Prosper Mérimée, inspecteur général des Monuments historiques, impose la réhabilitation du site en 1837.

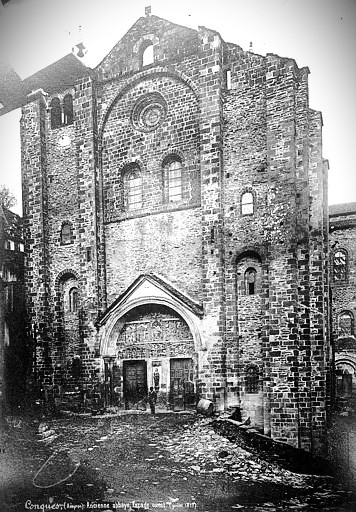
L'abbatiale en 1877.

Entre 1836 et 1849, Étienne-Joseph Boissonnade remet en état l'abbatiale Sainte-Foy de Conques en faisant les réparations les plus urgentes. Cette remise en état se limite d'abord à des opérations d'entretien : assainir l'édifice, enlever les terres accumulées au pied du mur nord, réouverture de certaines fenêtres, restauration de la couverture de la nef. À l'extérieur, il a repris la maçonnerie de la base des contreforts du côté nord et il a procédé à un rejointement général au chevet et à la façade sud du transept qui avaient souffert de l'incendie de 1568. À l'intérieur, il a fait gratter les nombreuses couches de badigeon sur les murs et les sculptures et a démoli la clôture du chœur en 1840.
L'abbatiale conquoise retrouve son statut de centre religieux et culturel actif en 1873 lorsque l'évêque de Rodez Joseph Bourret y installe les Pères prémontrés de Saint-Michel de Frigolet.

L'abbatiale de Conques.

## Description

### Extérieur

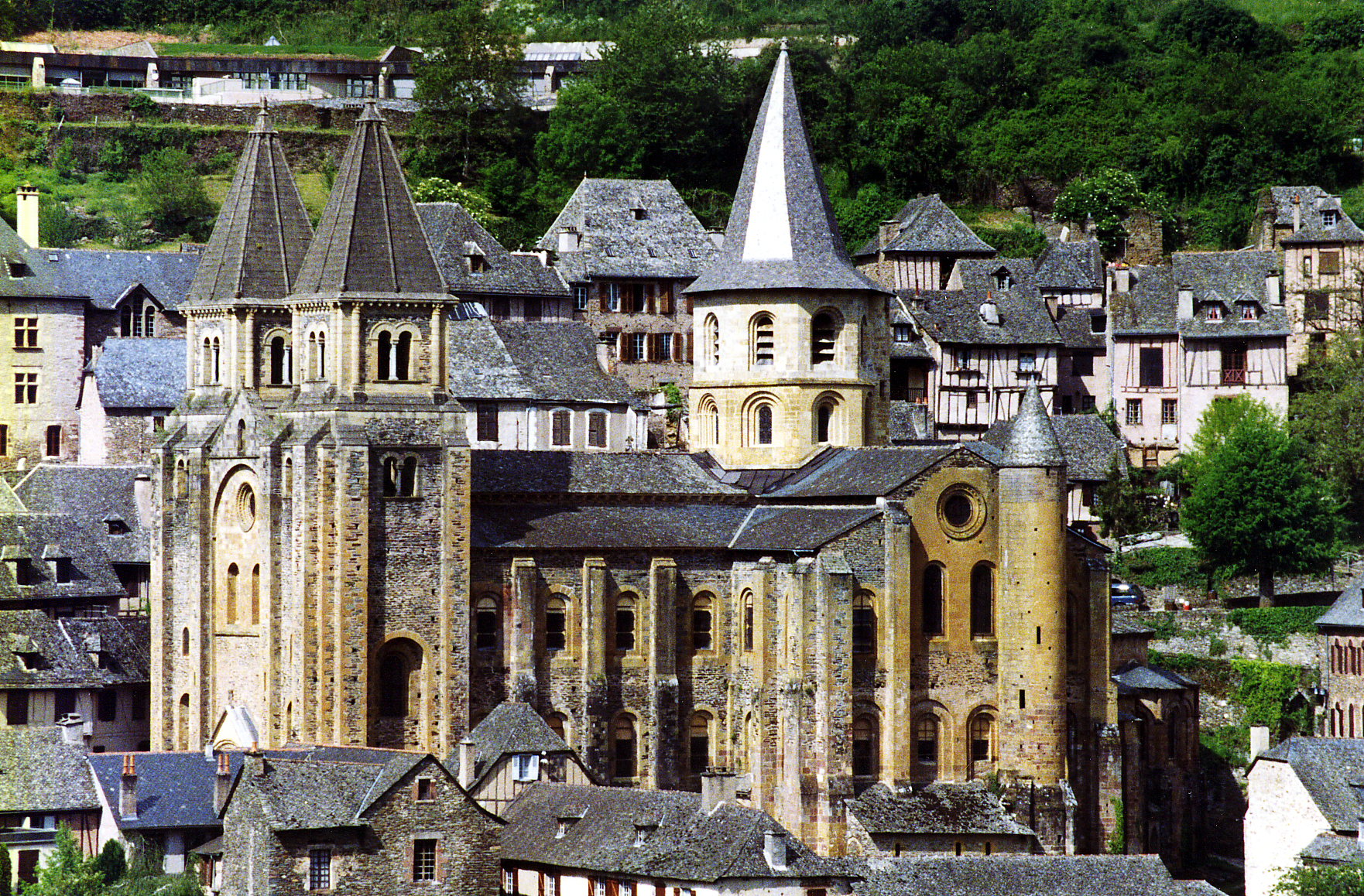
Vue sur l'abbatiale Sainte-Foy.

Les contreforts des absidioles du chevet dégagent l'espace des trois fenêtres encadrées de colonnettes à chapiteaux.
Le soubassement du chevet est en grand appareil de grès rouge et au niveau des chapelles rayonnantes en calcaire et grès jaune. Ce chevet comprend trois chapelles rayonnantes, tandis que le transept compte quatre chapelles. Cette prolifération provoque un raccord malaisé entre le transept et le chevet, raccord masqué par l'adjonction d'une fenêtre.

"
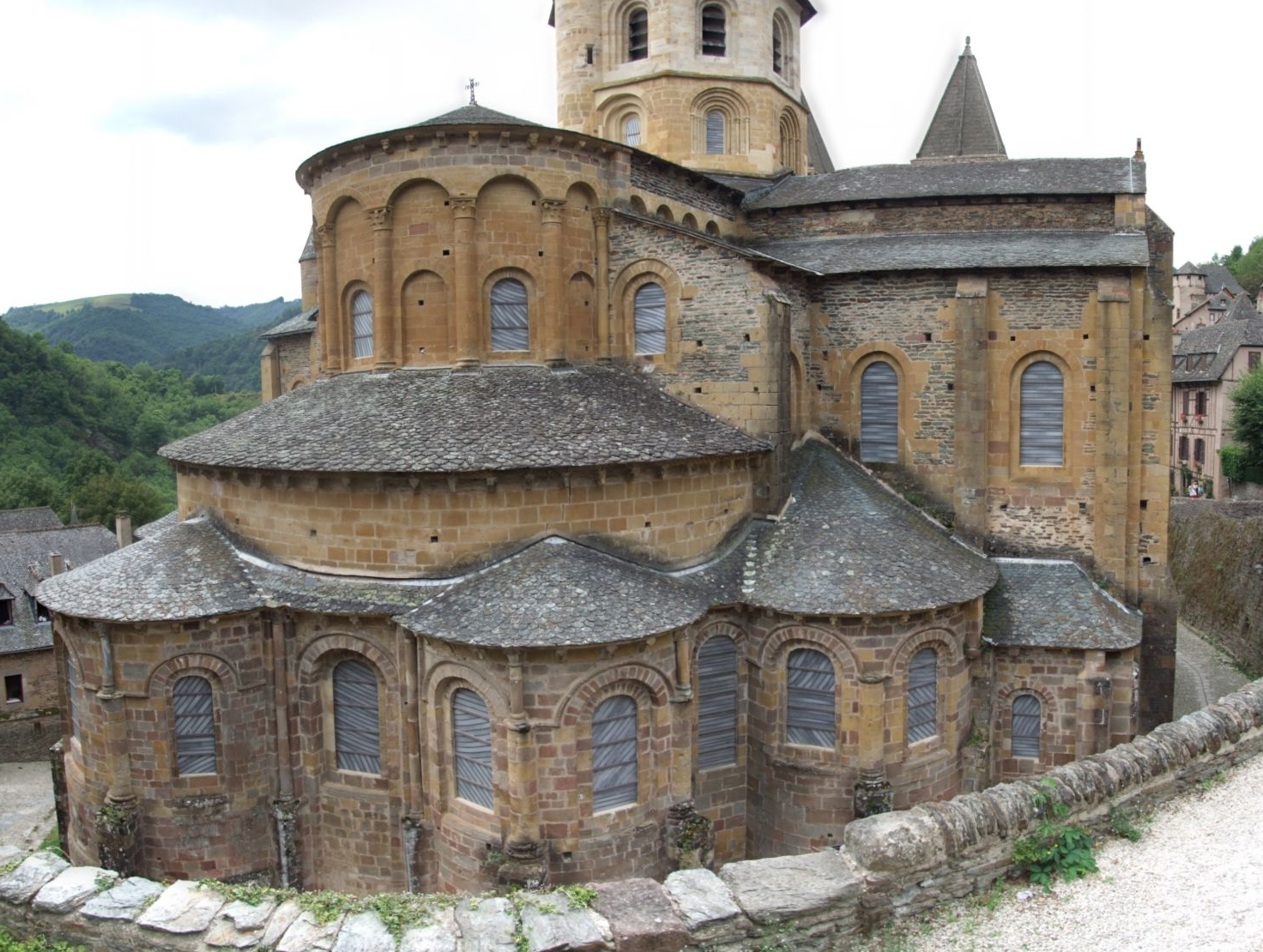
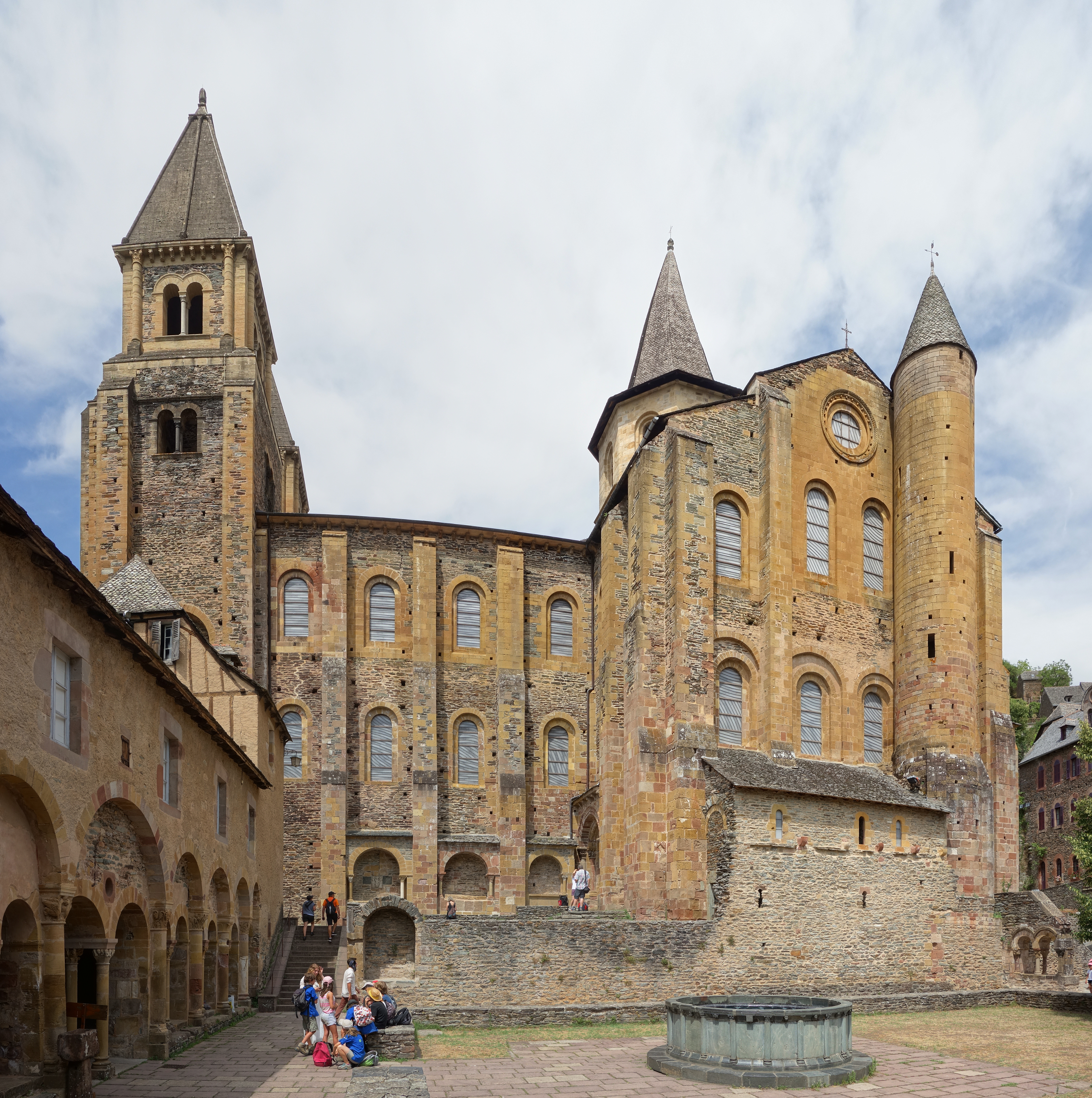
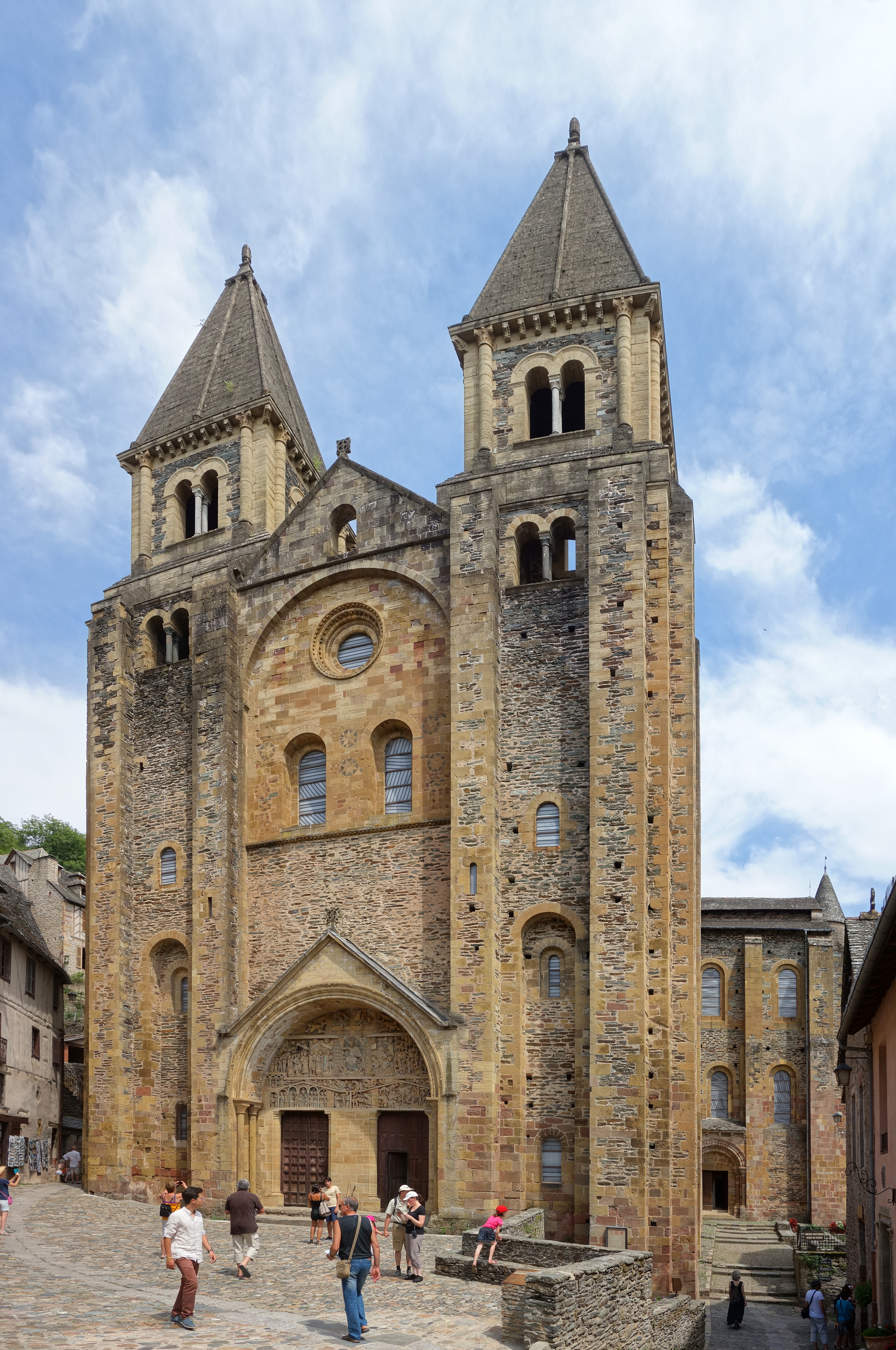
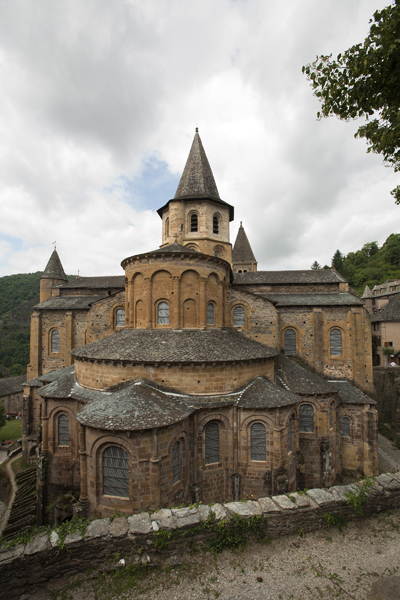

"
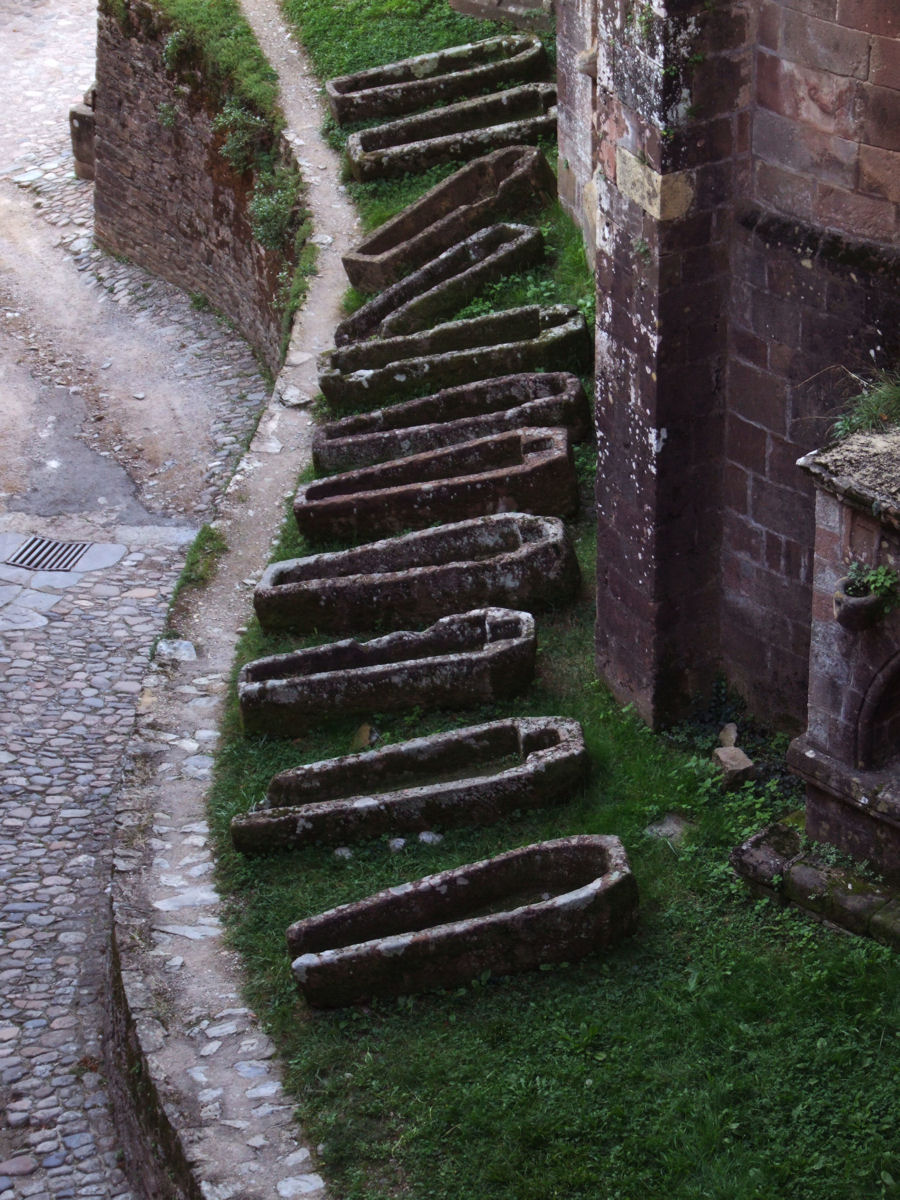
Sarcophages près de l'édifice.
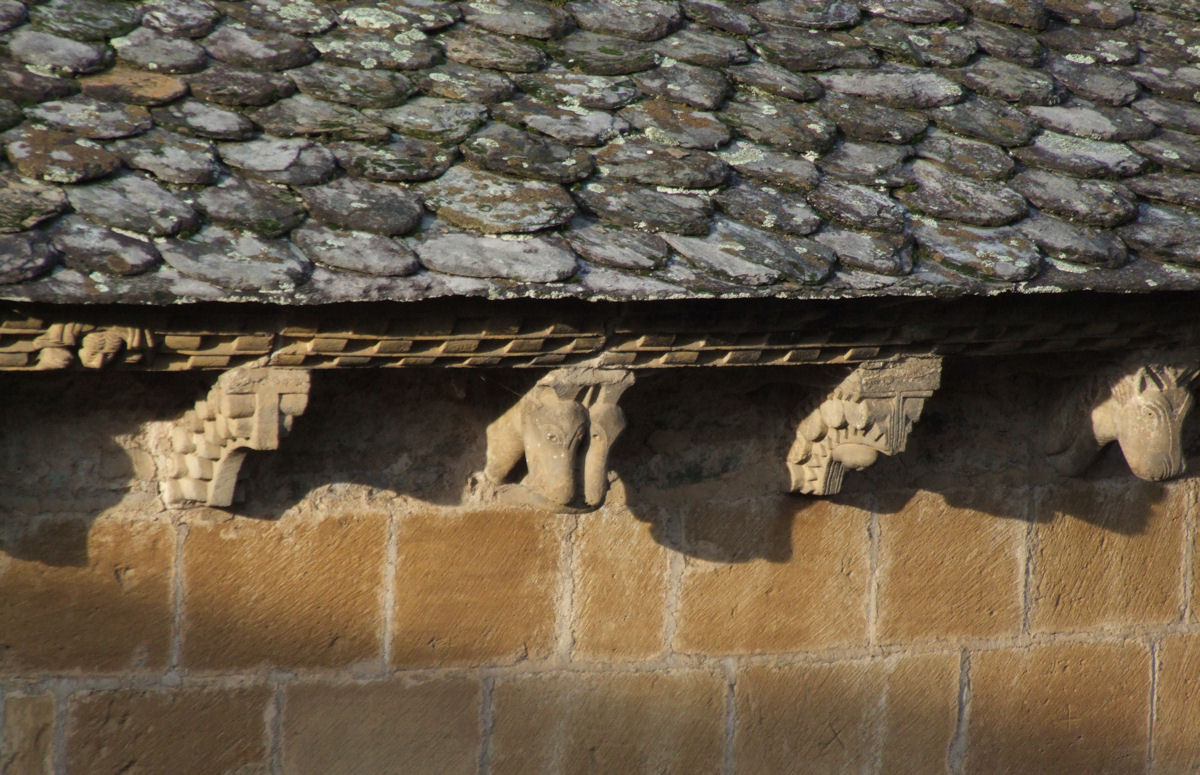
Détails du toit.
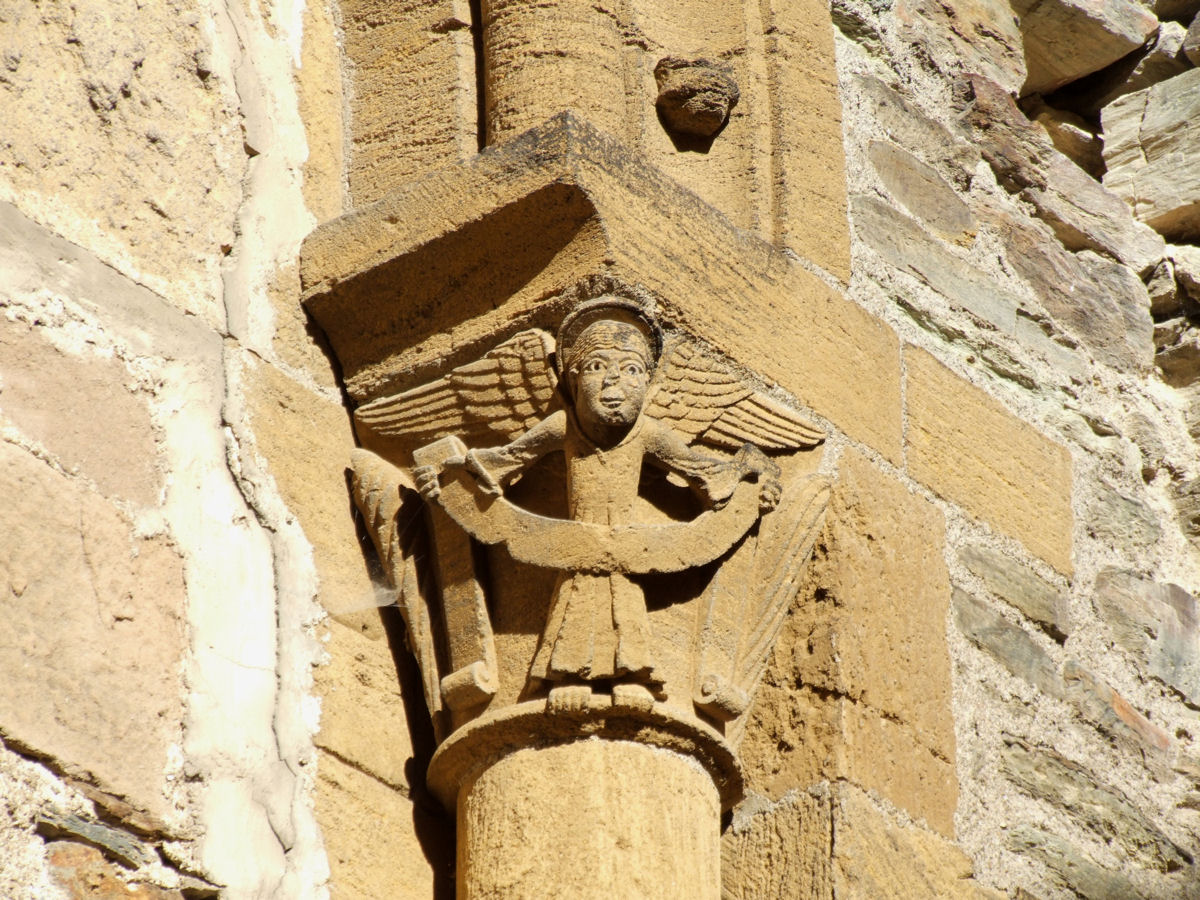
Chapiteau extérieur.

### Façade principale
Le porche est encadré de deux tours aux contreforts puissants. Ces tours massives ont été surélevées et surmontées de pyramides de pierre en 1881. Elles ont deux ouvertures géminées
dans leur partie supérieure que surmonte un toit quadrangulaire. Le portail occidental de l'abbatiale Sainte-Foy s'ouvre sur deux portes que sépare un large trumeau. Un vaste tympan en plein cintre les surmonte, abrité sous un fronton saillant. Plus haut, sous un arc de décharge en plein cintre, deux fenêtres de même forme sont surmontées d'un oculus. Six rosaces en marqueterie polychrome de pierre accostent ces fenêtres. La façade est couronnée par un pignon à rampants peu inclinés.

#### Tympan du Jugement dernier
Ce tympan est considéré comme « l'une des œuvres fondamentales de la sculpture romane par ses qualités artistiques, son originalité et par ses dimensions ». Il jouit dans le Midi d'une réputation qui lui vaut un dicton aveyronnais : 
«　Qui n'a pas bist Clouquié de Roudès, Pourtel de Counquos, Gleizo d'Albi, Compono dé Mondé, N'a pas res bist.　» (Qui n'a pas vu le clocher de Rodez, le portail de Conques, l'église d'Albi, la cloche de Mende, N'a rien vu).
Ce tympan représente une parousie, l'histoire du Salut et le Jugement dernier, d'après l'Évangile selon Matthieu. Le maître de Conques a sculpté sur 24 blocs de calcaire jaune (blocs juxtaposés, sculptés avant la pose et repris ensuite) trois registres en 29 tableaux et 124 personnages qui présentent des traces de polychromie. Ces trois registres correspondent à une organisation verticale du temps (les trois niveaux temporels) et de l'espace (les trois mondes célestes, terrestres et souterrains) : le registre inférieur représente les mondes souterrains, l'ici-bas des temps passés avec à gauche (à droite du Christ) le Paradis et le Limbe des patriarches, à droite le séjour des morts dans les enfers.

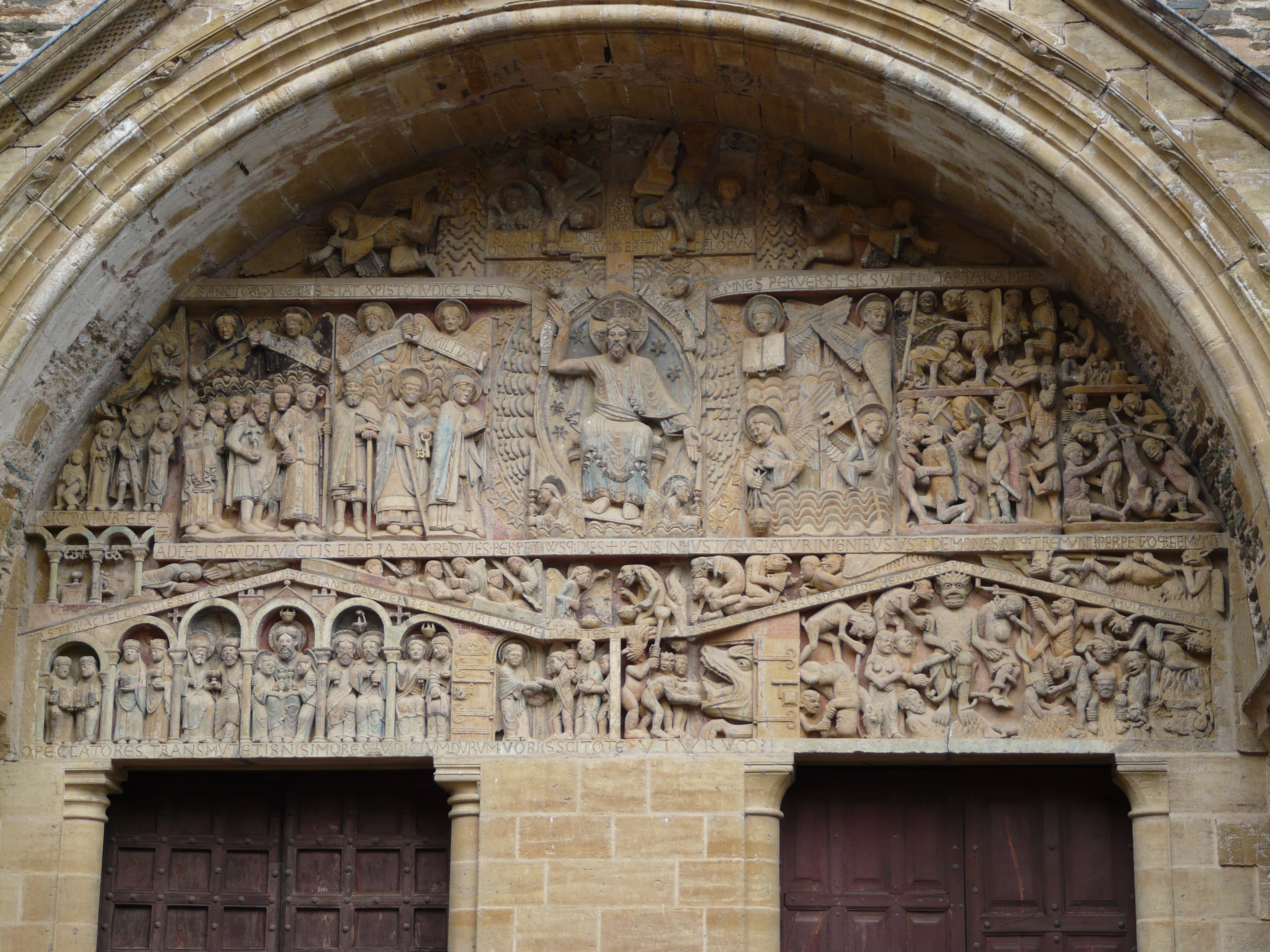
Le tympan.

Le registre médian est associé au monde terrestre, au temps présent, l'ici-bas des contemporains, avec à gauche la procession des élus et à droite les pécheurs vivants qui n'ont pas subi encore leur jugement particulier. Le registre supérieur correspond aux Cieux (domaines de l'éternité, de l'intemporel), à l'avenir, l'au-delà céleste d'après le Jugement.

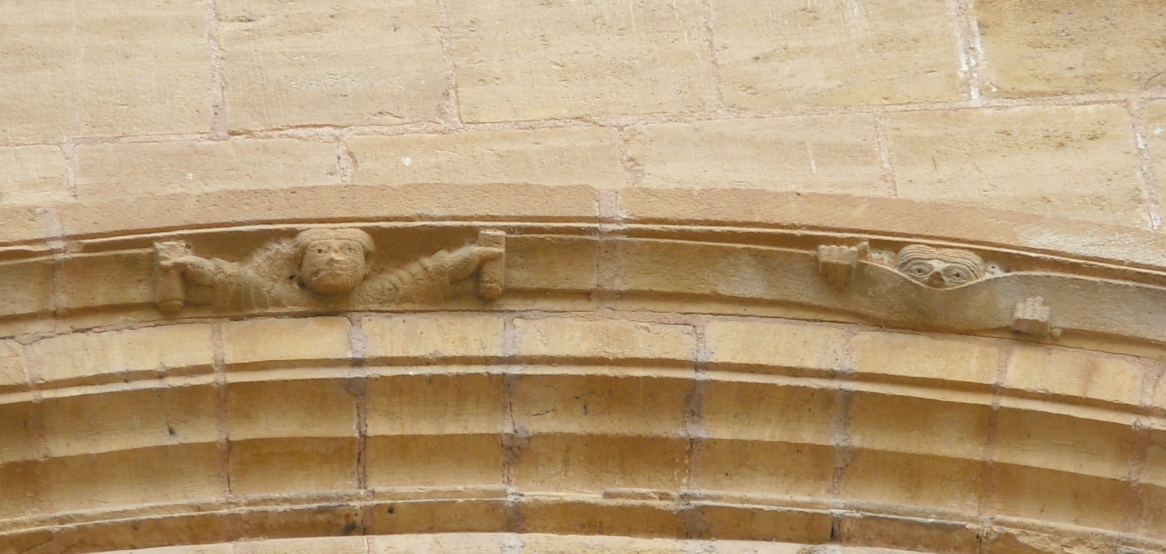
Les anges curieux de l'archivolte.

Quatre anges, curieux de l'issue du procès, sont sculptés sur l'archivolte. Ils pointent leur nez au-dessus du bandeau et, avec leurs mains, roulent le tapis du firmament.

##### Registre inférieur
Le registre inférieur est divisé en deux parties.
À gauche se trouve le Paradis, présidé au centre par Abraham  tenant entre ses bras deux élus (symbolisant peut-être les Saints Innocents), porteurs de sceptres ou de courtes tiges fleuronnées. À sa droite sont placés les martyrs reconnaissables à leurs attributs, les palmes, puis les Saintes Femmes portant des flacons de parfums et les Vierges sages tenant leurs lampes et un livre ouvert. À sa gauche, des prophètes portent des rouleaux de parchemins, puis les apôtres porteurs des codex. L'antichambre du paradis est symbolisée par la porte de la Jérusalem céleste avec un ange psychopompe qui accueille les élus. Un autre ange, les ailes déployées (avec le motif du type « toit à double pente », fortement récurrent), tient un élu par la main, comme s’il venait de le dérober à Satan.

Registre inférieur : le Paradis, l'Enfer
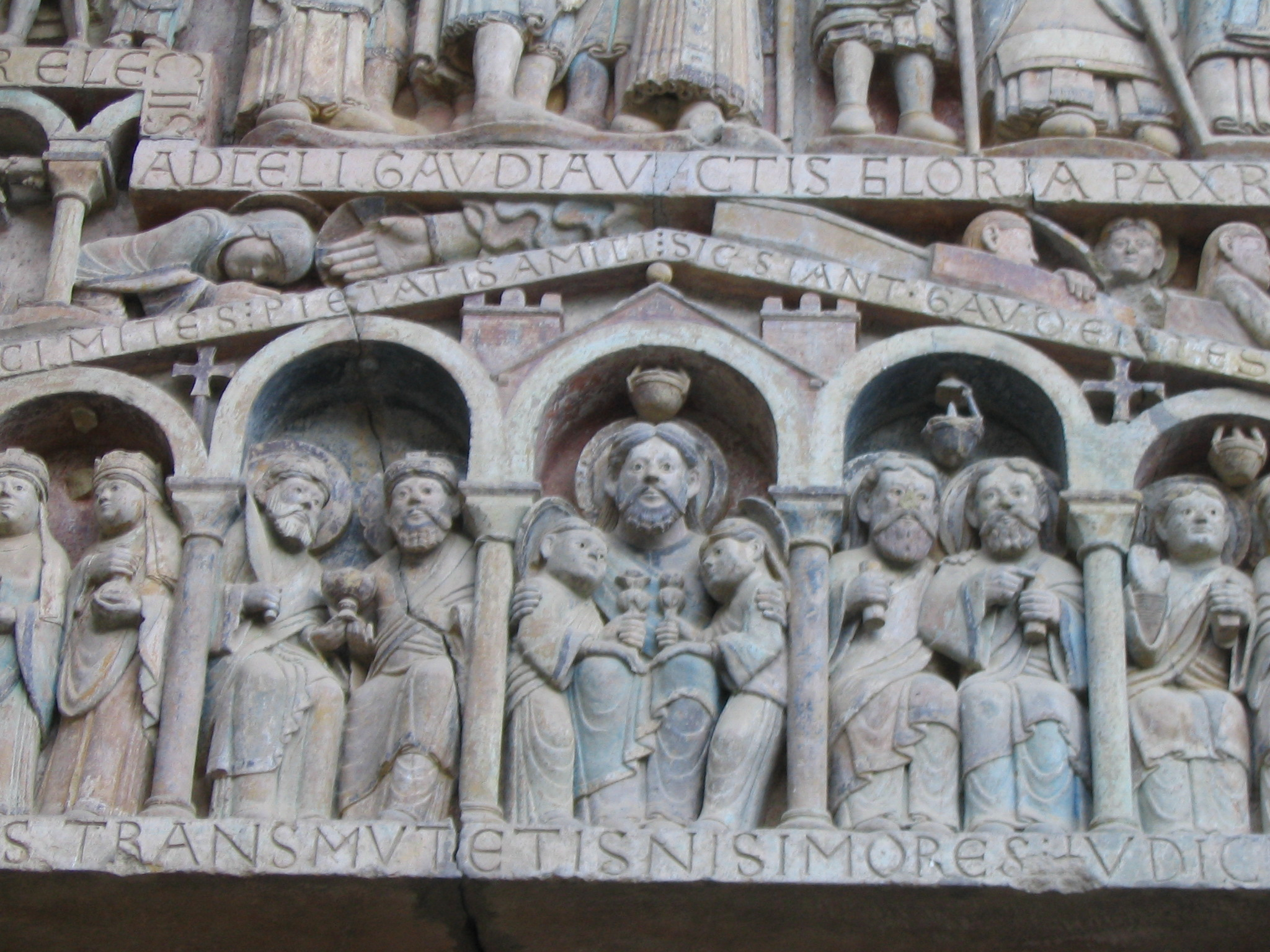
Le Paradis.
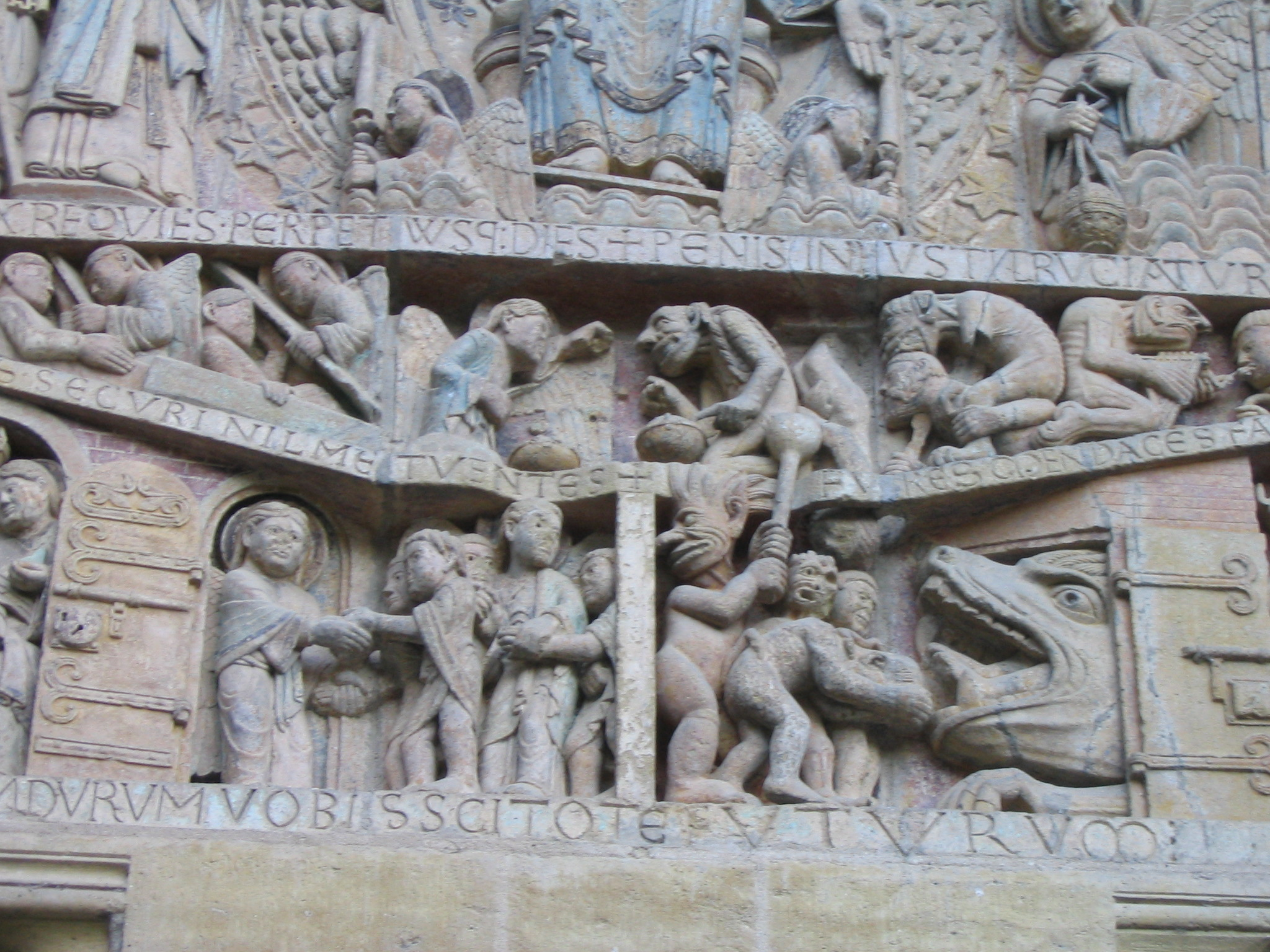
Abraham, les élus, les Saintes Femmes ; un damné poussé par un démon dans la gueule de Léviathan.
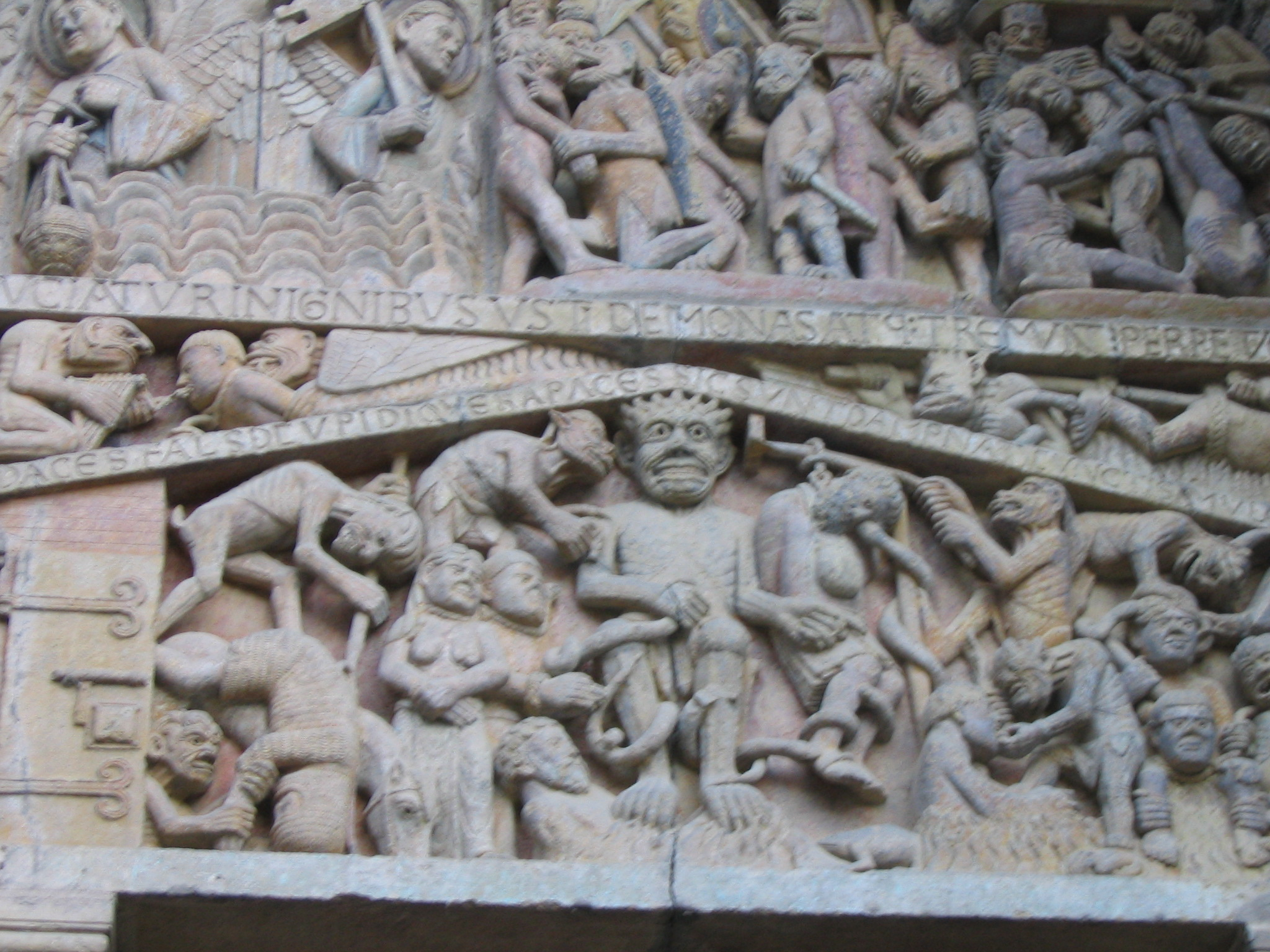
L'Enfer.

La partie droite est consacrée à l'Enfer. L'antichambre de l'enfer figure un démon hirsute et grassouillet qui brandit un pilon, un damné enfourné dans la gueule du Léviathan dans laquelle on voit les pieds d’un autre damné. Dans l'enfer, présidé par Satan, sont châtiés les péchés capitaux : l'Orgueil, personnifié par un chevalier désarçonné d'un cheval ; l'Adultère ou la luxure représentés par une femme, poitrine dénudée, liée par le cou avec son amant ; l'Avarice pendue haut et court avec son sac d’or au cou (un démon tirant la corde qui la pend à une potence) ; la Paresse avec un homme sous Satan et dont les pieds sont léchés par un crapaud ; la Médisance avec un homme assis sur le feu dont la langue est arrachée par un démon ; la Gourmandise, avec un damné au ventre rebondi qui est plongé dans un chaudron.
La femme juchée sur les épaules d'un homme pourrait évoquer le renversement de l'autorité maritale. Quatre anges voisinent à l'étage supérieur de ce registre, dans l'écoinçon central-nord : trois d'entre eux ont encore une tâche parallèle (ouverture de tombeaux), l'autre est l'archange saint Michel affrontant un démon autour d'une balance pour la pesée des âmes. Dans cette scène, le démon tente de tricher, en appuyant sur le plateau de la balance, mais échoue. Derrière ce démon, est représentée une âme qui descend par une trappe jusqu'aux portes.
Au-dessus de la gueule de Léviathan, le désespéré (ou le coléreux) se plante un poignard dans la gorge. À droite, un démon arrache avec un crochet la langue d'un artiste de scène (troubadour, jongleur ou  bateleur) dont il tient la cithare à la main. Allongé sur son dos, un autre démon lui mord la nuque. Enfin à droite, un homme est rôti à la broche par deux démons, dont l’un a une tête de lièvre, ce qui suggère que le damné est un braconnier.

##### Registre médian

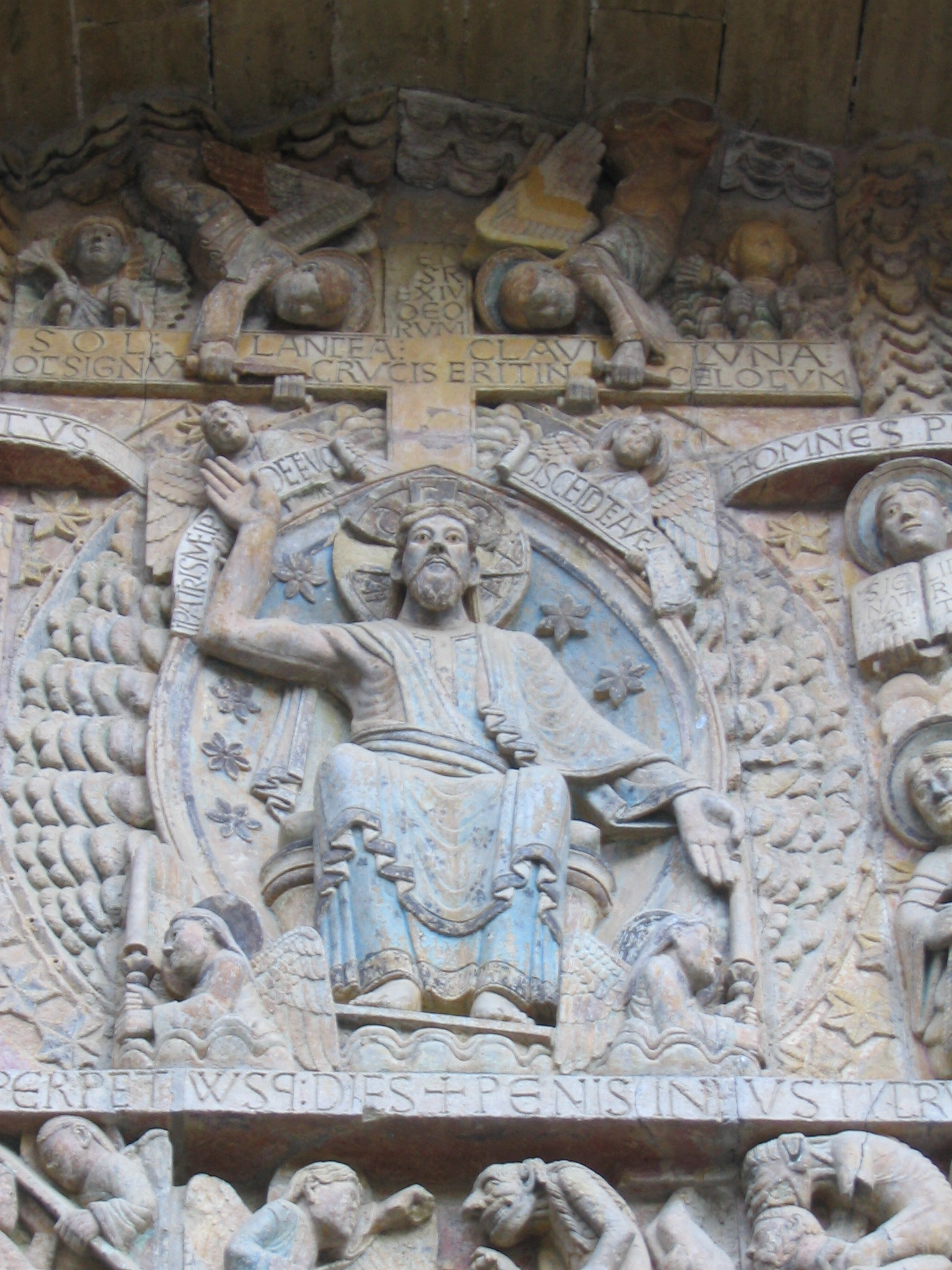
Le Christ en majesté.

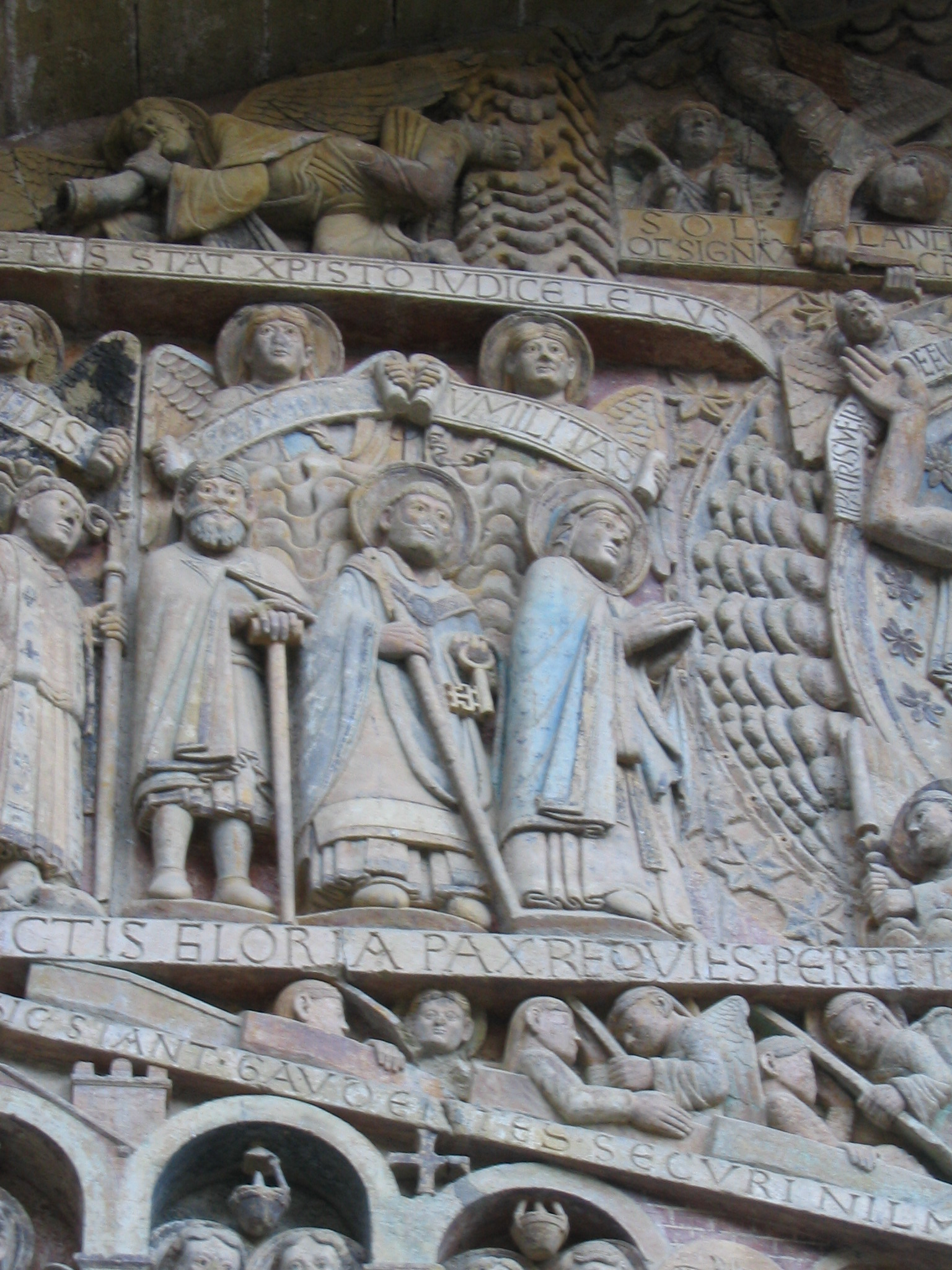
Procession des élus : la Vierge Marie et saint Pierre, suivis des fondateurs et abbés.

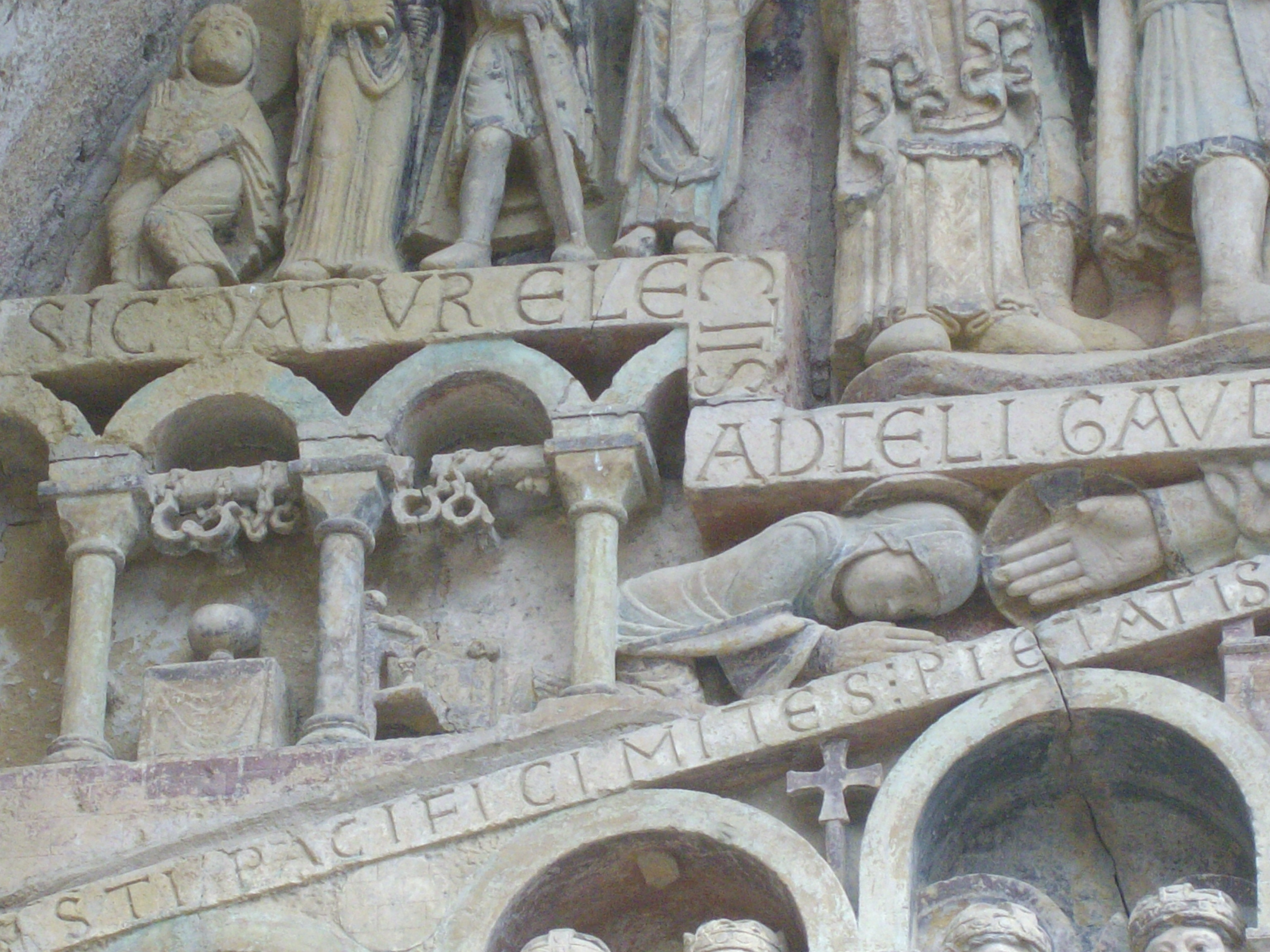
Sainte Foy, dans son église, se prosterne devant la main de Dieu.

Au registre médian trône le Christ en majesté, avec les élus à sa droite, au Paradis, et les damnés à sa gauche, en Enfer. La triple mandorle constellée dans laquelle s'inscrit le Christ trônant est portée par deux anges céroféraires (porteurs de cierges). À sa tête, deux anges portent des phylactères qui annoncent la scène : le cortège des élus est en marche vers le Christ. Dans cette procession des élus, on peut reconnaître la Vierge Marie et saint Pierre (personnages nimbés), qui sont suivis par des personnages, probablement ceux qui ont marqué l'histoire de l'abbaye : Dadon (son fondateur représenté en ermite), un abbé (Odolric ou Bégon) qui tient par la main un roi (Charlemagne, bienfaiteur légendaire de l'abbaye, ce que rappelleraient les deux clercs qui le suivent, porteurs de présents, un diptyque et une châsse).
Dessous dans l'écoinçon, faveur insigne, sainte Foy est prosternée devant la main auréolée de Dieu ; à gauche est représentée son église (symbolisée par l'autel, le trône de la sainte et les chaînes suspendues des prisonniers qu'elle a libérés). Les troupes des anges se déploient par paires, groupées en quaternités et entourant quasi symétriquement le Christ : « l'une timbre les angles du quadrilatère central, une autre à droite monte la garde dans un territoire-tampon entre le Christ et l'enfer, une troisième à gauche surplombe un cortège d'élus ».
La seconde troupe comporte deux anges officiants tournés vers le Christ (le thuriféraire du bas porte un encensoir, celui du haut tient ouvert le « livre de vie » sur lequel on peut lire : SIGNATUR LIBER VITE, « Le livre de vie est scellé ») et deux anges militants tournés vers les damnés (celui du bas porte une lance à gonfanon, celui du haut une épée et un bouclier sur lequel on lit : EXIBVNT ANGELI ET SEPARA[BVNT MALOS DE MEDIO IVSTORVM], « les anges sortiront pour séparer les méchants du milieu des justes ») qui essayent d'échapper à l'Enfer tandis que ces anges-chevaliers les repoussent.
La dernière troupe tient dans ses mains des phylactères dont la disposition en mitre définit deux places privilégiées, la tête et le centre. On peut voir parmi les damnés de mauvais moines ; un damné corde au cou, probablement poignardé par un démon, tient contre lui une sorte de sac, ce qui suggère la simonie ; un damné terrassé, tenant un livre à la main, évoque l'hérésie ; un faux-monnayeur, représenté avec son matériel de travail (enclume, sébile remplie de pièces) tenant en main le coin du frappeur de monnaies. À l'étage inférieur, trois démons portant des armes (bouclier, pic, lance, masse d'armes, arbalète, glaive) s'attaquent à des damnés ; un ivrogne (ou un gourmand, un avare), pendu par les pieds, dégurgite le contenu de ses intestins dans une sorte de plat contenant une bourse fermée par un lien.

Registre médian
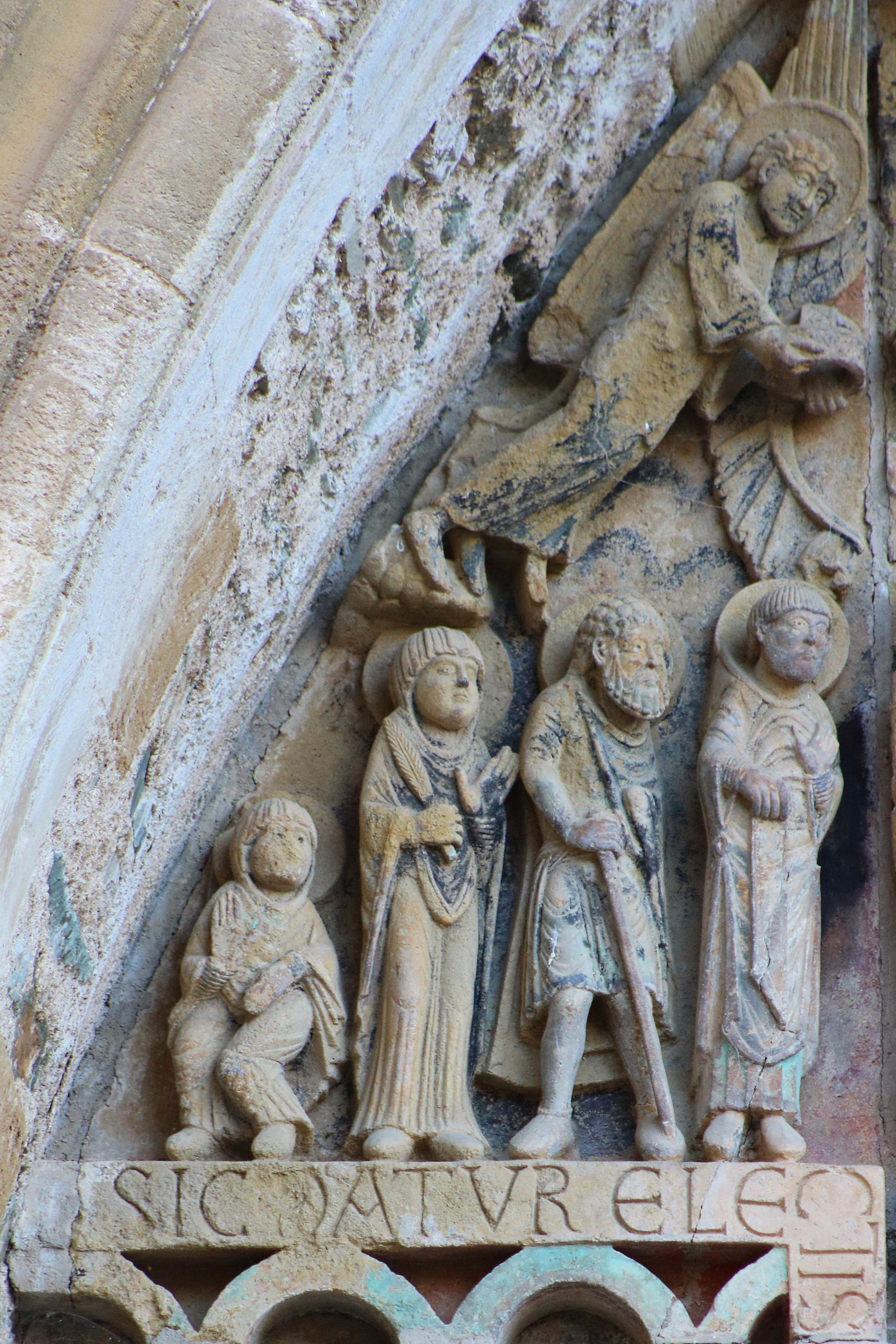
Les élus.
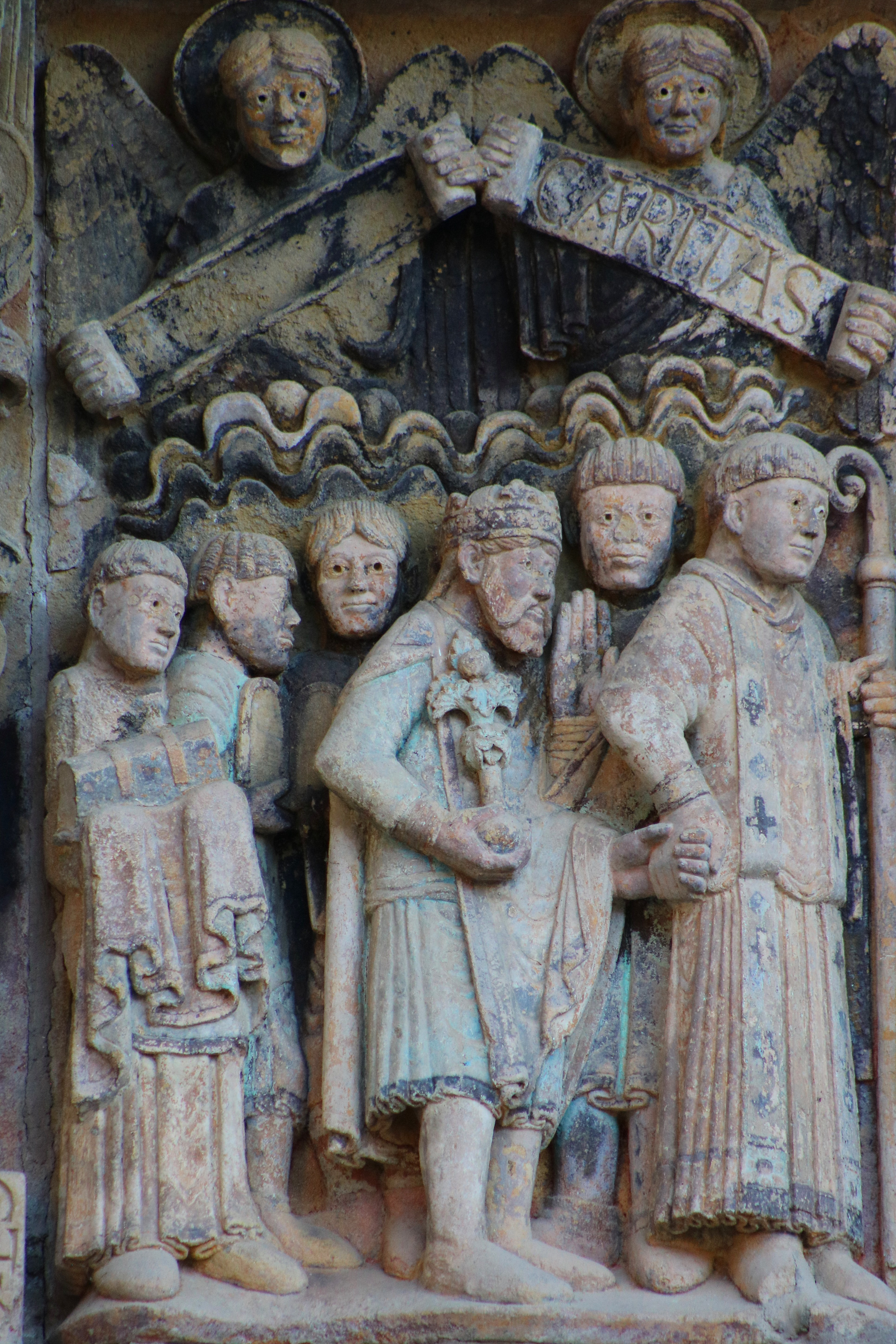
L’abbé, le roi, les clercs.
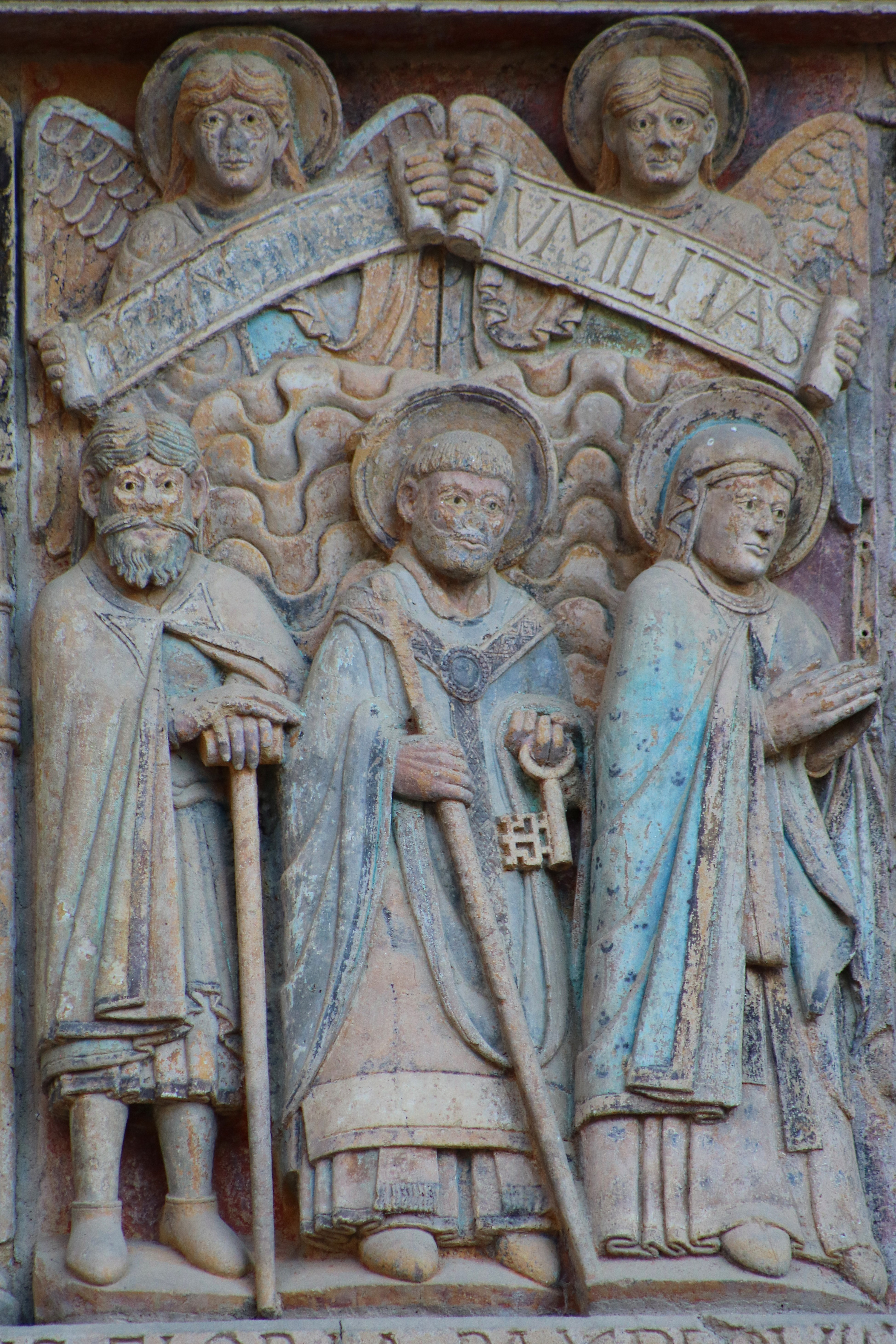
la Vierge Marie, saint Pierre, un fondateur.
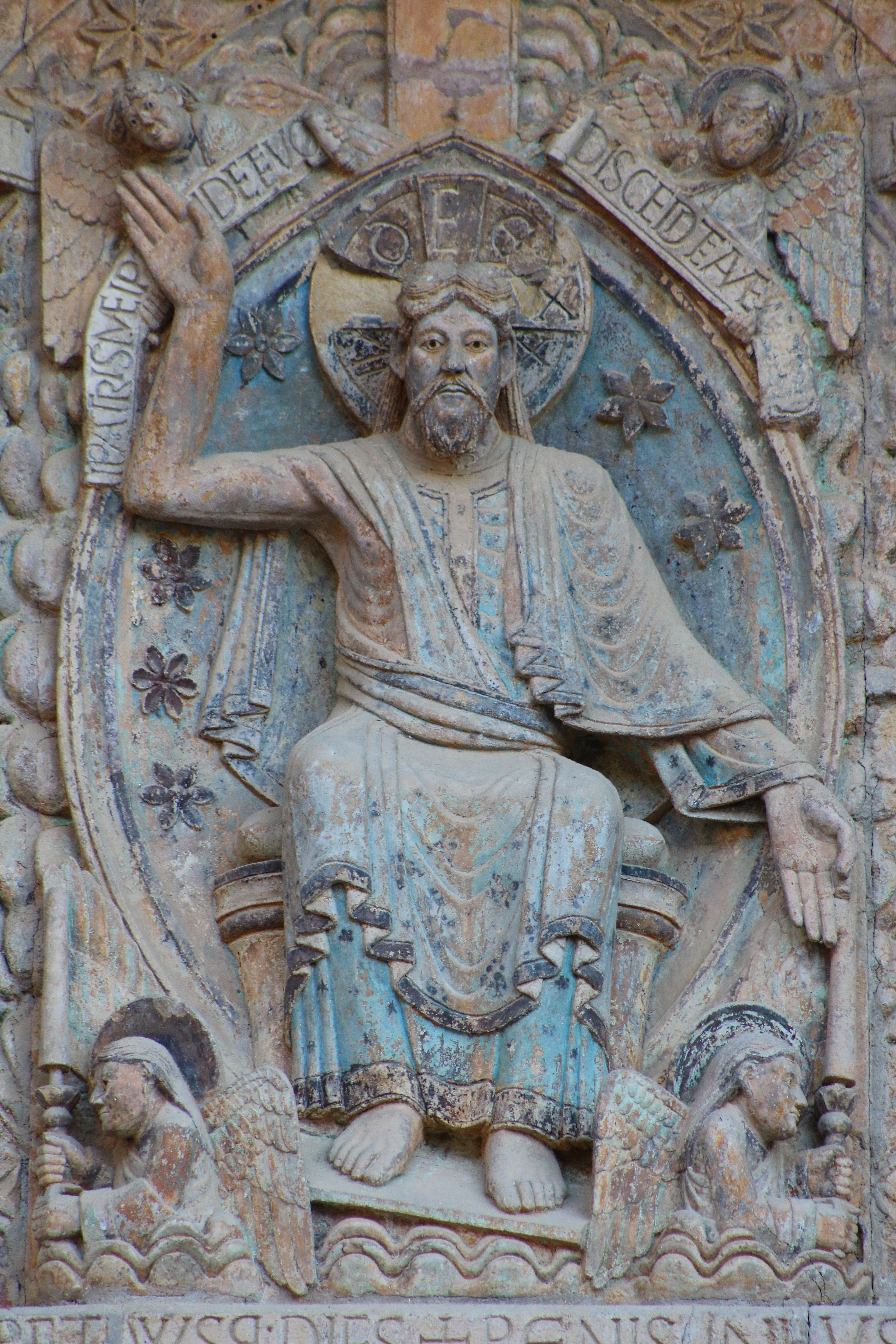
Le Christ ; ←les élus les damnés→
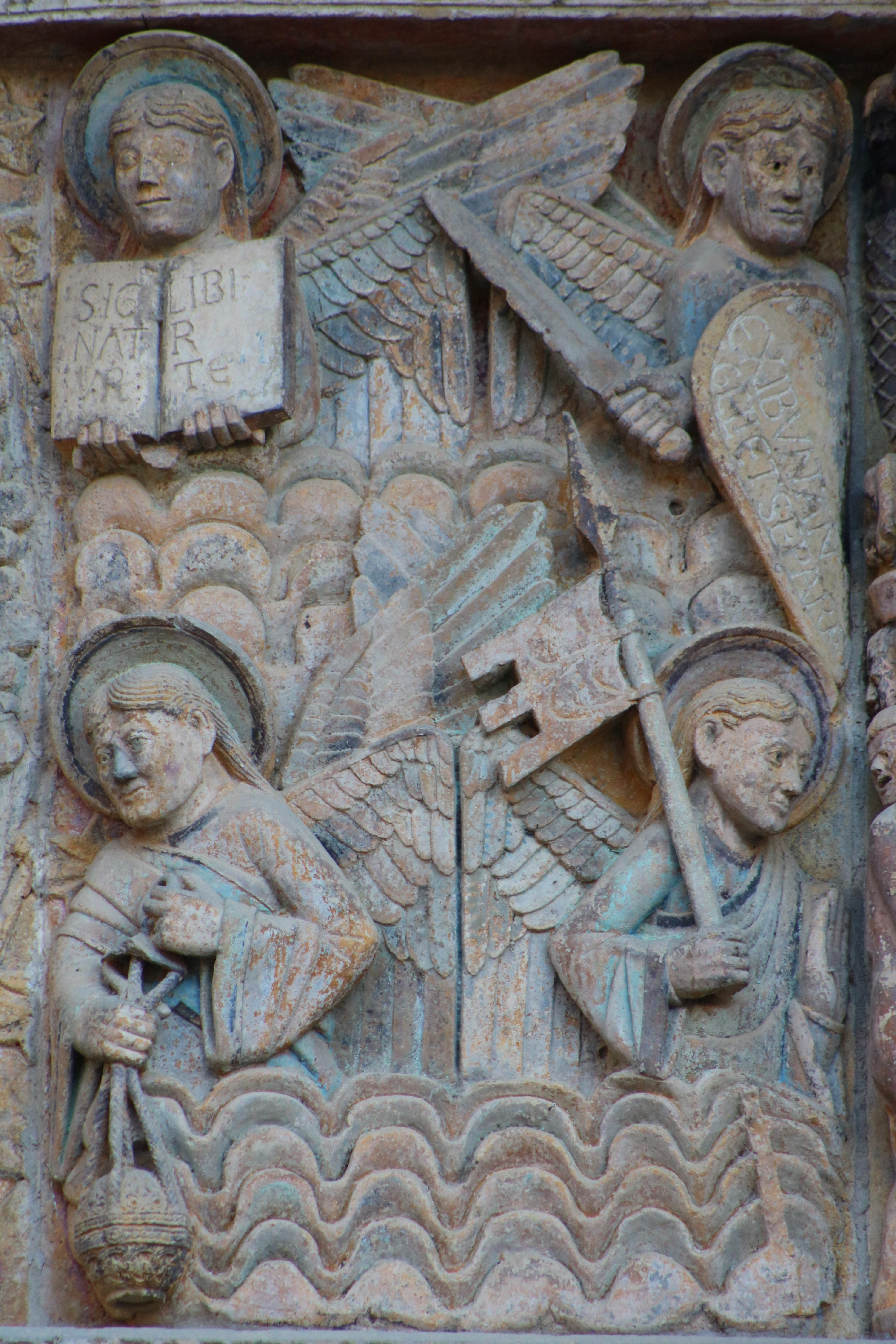
Les anges séparent les méchants des justes.
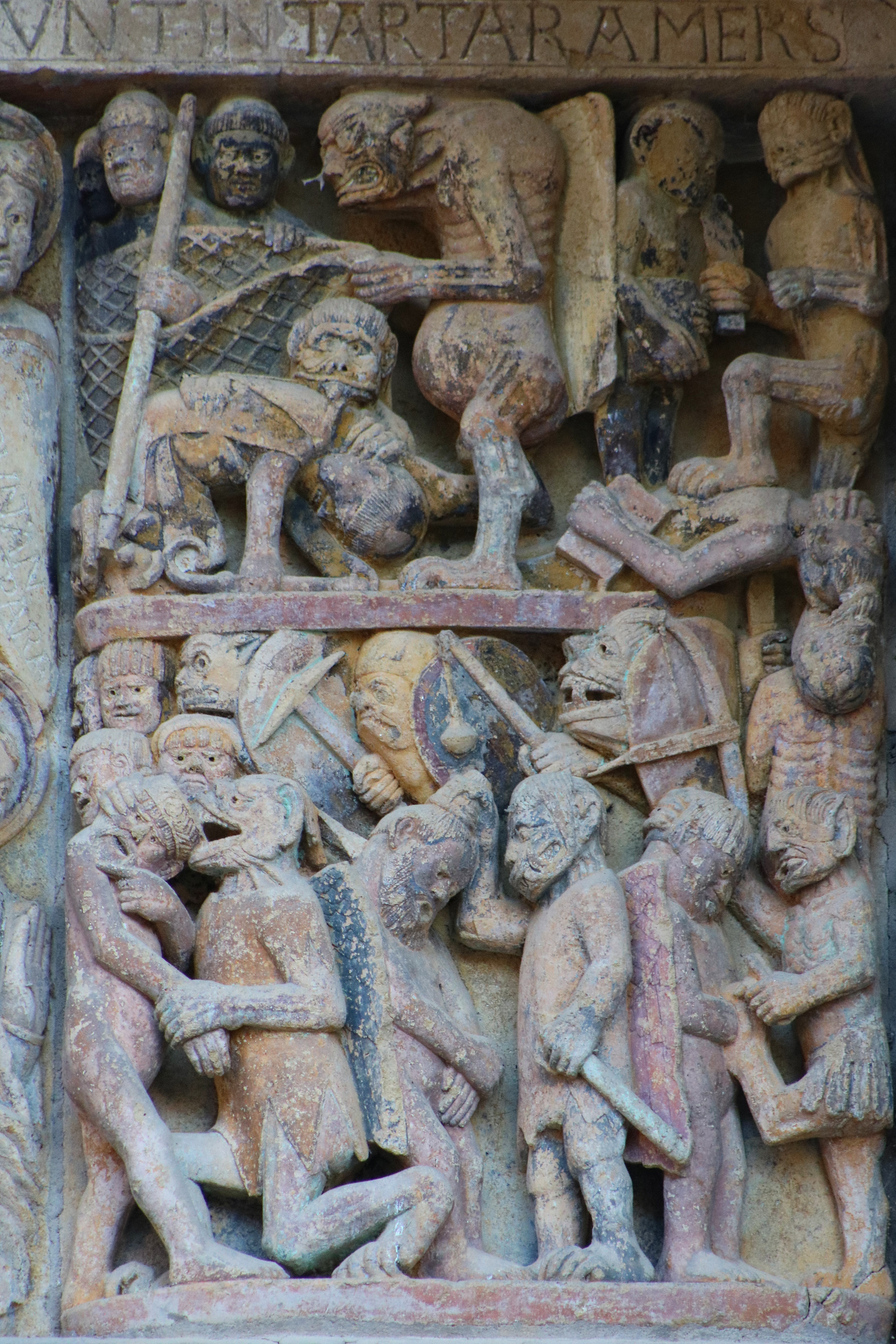
Les damnés : l'hérétique, le faux-monnayeur...
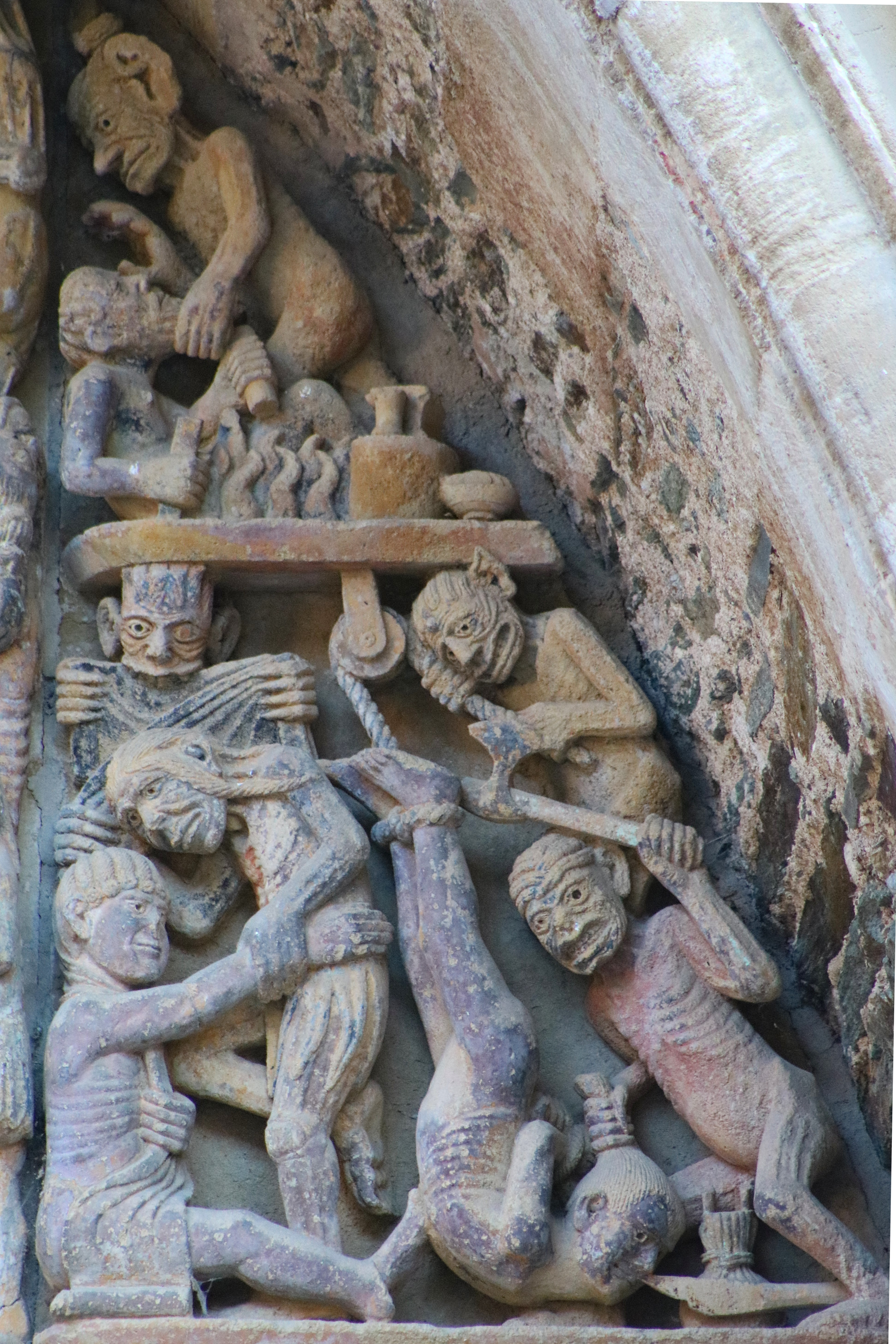
... l'ivrogne, le gourmand.

##### Registre supérieur

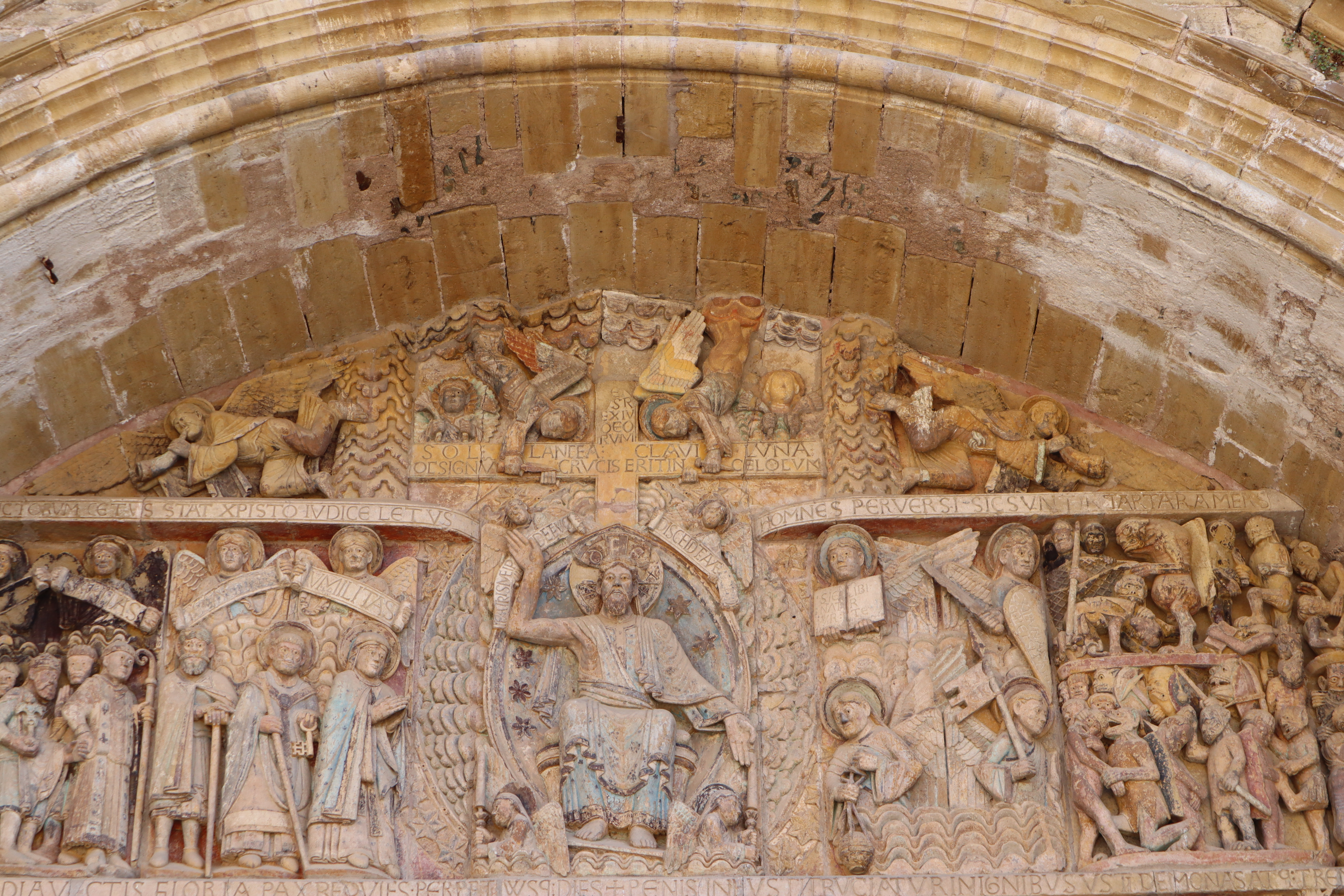
Le registre supérieur se trouve tout en haut, des deux côtés de la croix, au-dessus de la traverse horizontale.

Le registre supérieur est dominé au centre par la croix. Le sommet de sa poutre verticale évoque le titulus avec l'inscription (tronquée) en latin qu'aurait fait mettre Ponce Pilate : [IESVS NAZAR]ENVS REX IVDEORVM (« Jésus le Nazaréen, roi des Juifs »). La traverse horizontale porte des inscriptions sur deux lignes : la première est réservée pour identifier SOL (le Soleil) et LUNA (la Lune), deux astres personnifiés qui symbolisent, selon les interprétations, l'éclipse qui eut lieu le vendredi saint à l'heure de la mort de Jésus, ou leur disparition lors de la fin du monde, et deux instruments de la Passion, LANCEA (la lance) et CLAVI (le clou) tenus par deux anges. La seconde porte l'inscription [H]OC SIGNVM CRVCIS ERIT IN CELO CVM [DOMINVS AD IVDICANDVM VENERIT] (« Ce signe de la croix sera dans le ciel, lorsque le Seigneur sera venu pour juger »), selon la description de l'évangéliste Matthieu de la parousie.

Registre supérieur
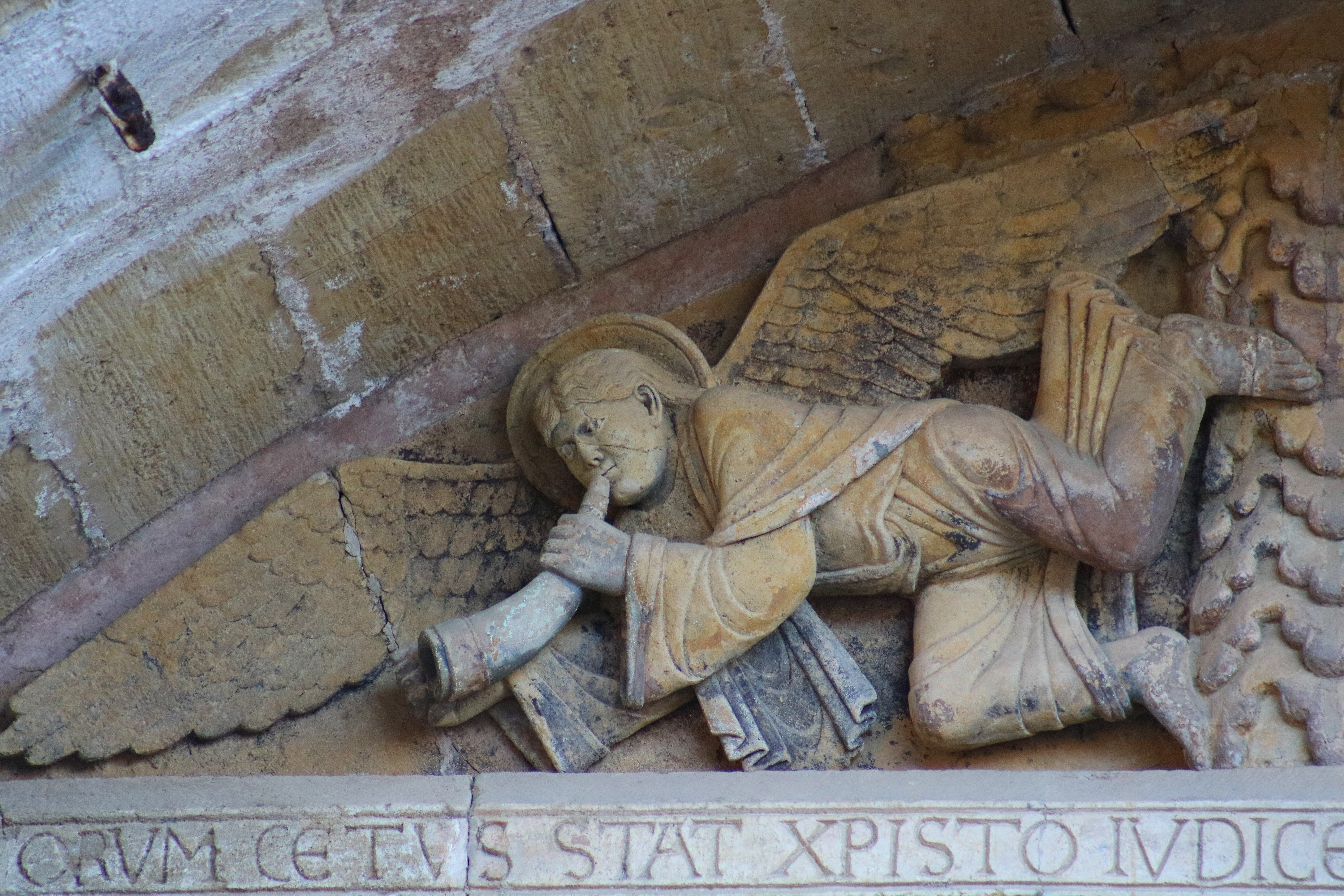
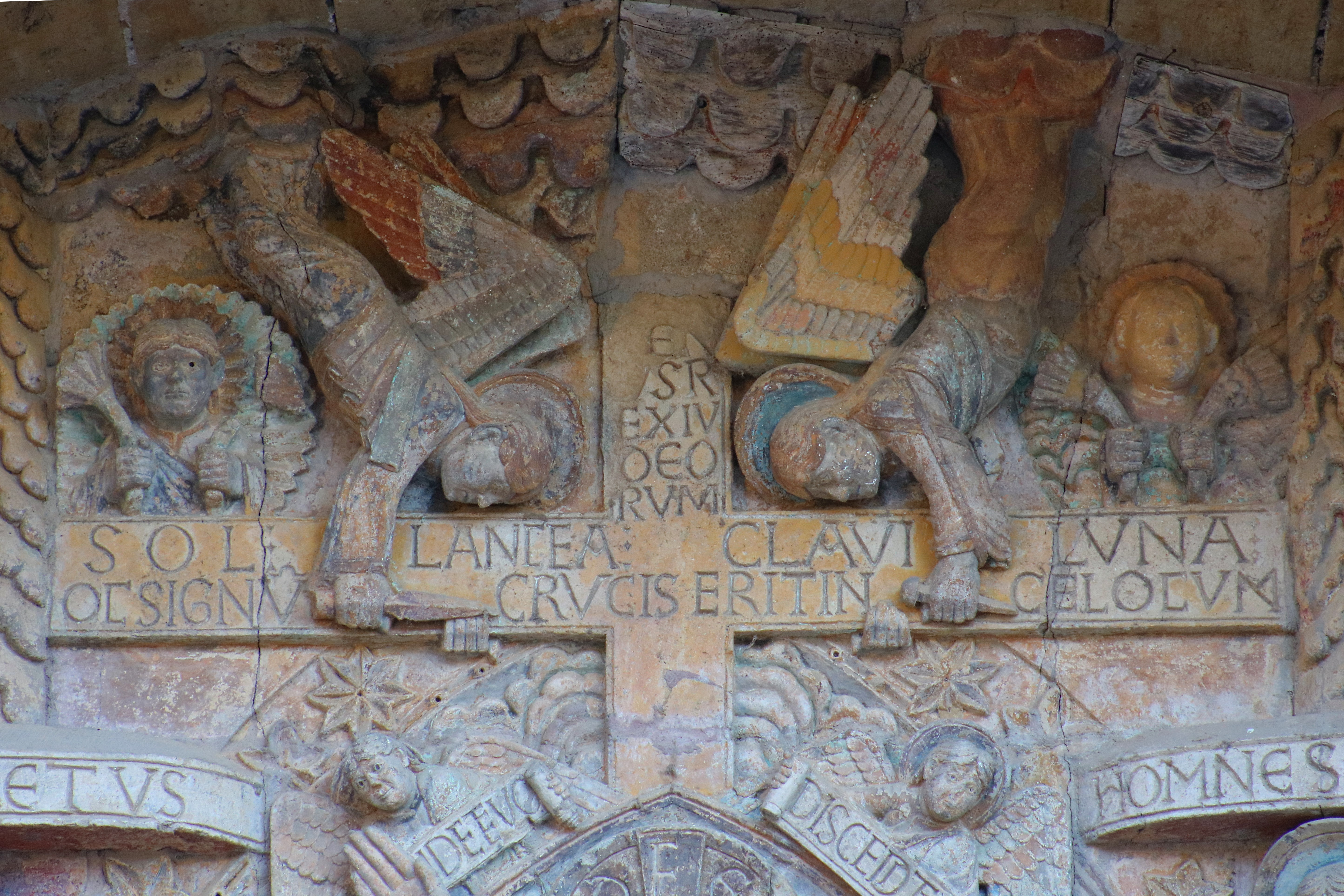
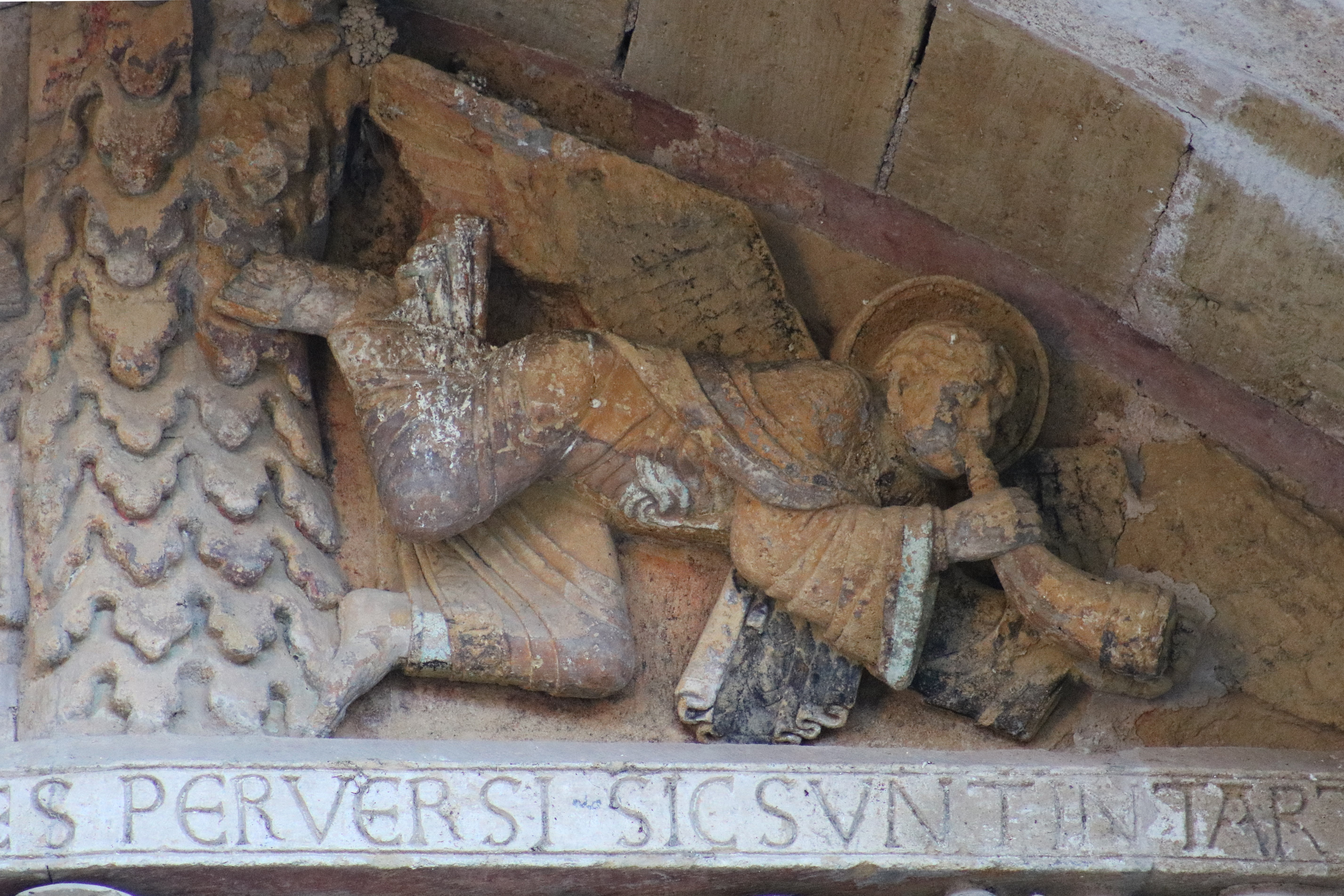

Dans les écoinçons, deux anges sonneurs de cor (ou d'olifant), les ailes déployées et les jambes tournoyantes « coudées en svastika », annoncent le retour du Christ aux quatre coins du monde. Ils forment avec les deux autres anges une quaternité qui entoure la croix en combinant une convergence vers le centre avec une divergence vers les côtés.

##### Inscriptions

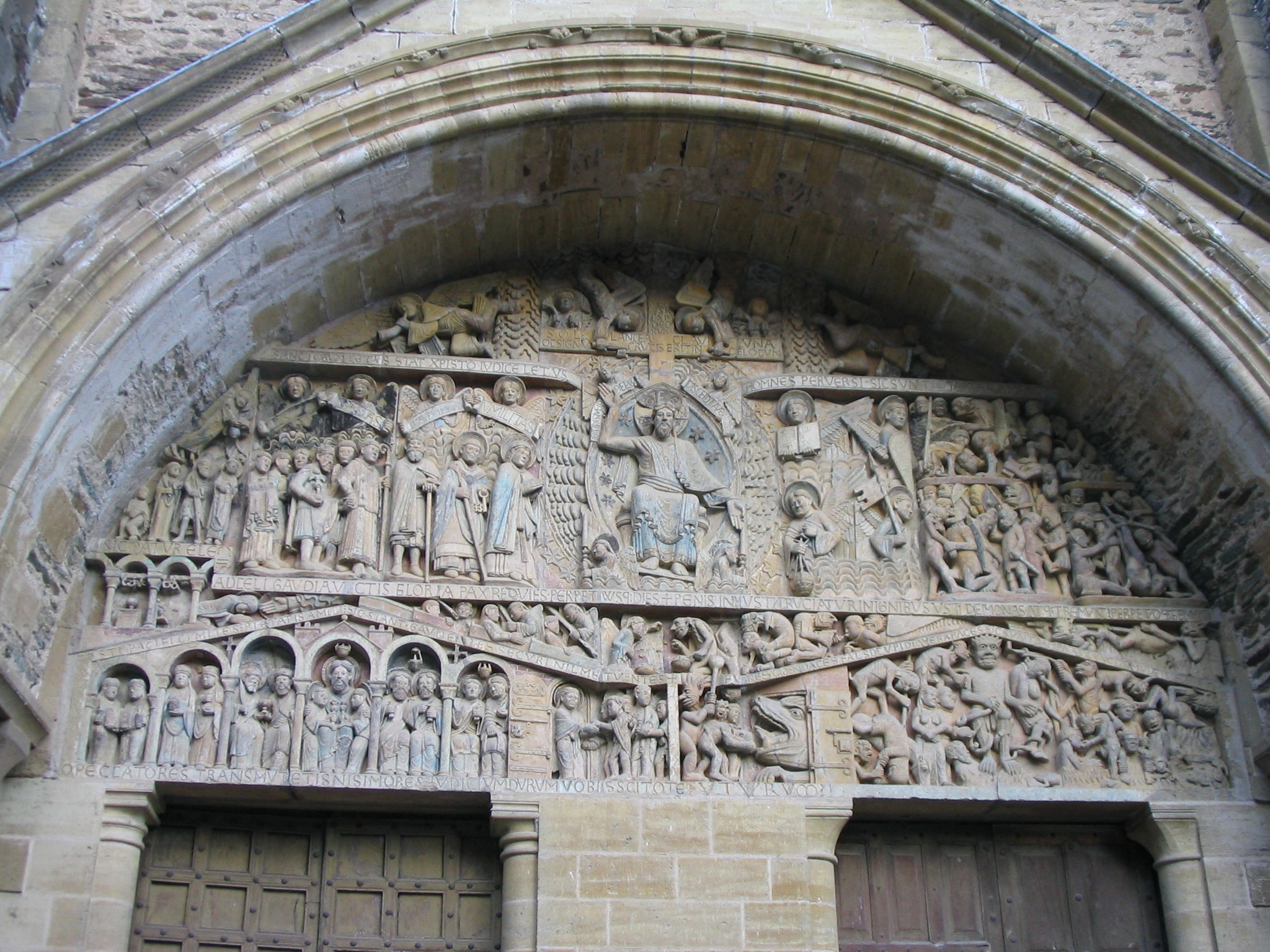
Détail du tympan.

Les inscriptions qui courent sur les corniches composent un poème en vers léonins. Le premier bandeau porte l'inscription latine SANCTORVM CETVS STAT XPISTO IVDICE LETVS (« L’assemblée des saints se tient debout, joyeuse, devant le Christ-Juge ») et HOM[I]NES PERVERSI SIC SVNT IN TARTARA MERSI (« Les hommes pervers sont ainsi plongés en enfer »).
Le second SIC DATVR ELECTIS AD CELI GAVDIA VECTIS (« Ainsi sont donnés aux élus, conduits vers les joies du ciel »), GLORIA PAX REQVIES PERPETVVSQVE DIES (« La gloire, la paix, le repos et la lumière perpétuelle »), PENIS INIVSTI CRVCIANTVR IN IGNIBVS VSTI (« Les injustes sont torturés par les tourments, brûlés dans les flammes »), DEMONAS ATQVE TREMVNT PERPETVOQVE GEMVNT (« Ils tremblent des démons et gémissent sans fin »).
Les linteaux triangulaires forment des lignes brisées gravées de CASTI PACIFICI MITES PIETATIS AMICI (« Les chastes, les pacifiques, les doux, les amis de la piété »), SIC STANT GAVDENTES SECVRI NIL METVENTES (« Se tiennent ainsi, debout, dans les joies, en sécurité et sans crainte »), FVRES MENDACES FALSI CVPIDIQVE RAPACES (« Les voleurs, les menteurs, les trompeurs, les cupides, les pillards »), SIC SVNT DAMPNATI CVNCTI SIMVL ET SCELERATI (« Sont ainsi damnés tous ensemble avec les scélérats »). La corniche inférieure porte l'inscription O PECCATORES TRANSMVTETIS NISI MORES, IVDICIVM DVRVM VOBIS SCITOTE FVTVRVM (« O pécheurs, à moins que vous ne changiez vos mœurs, sachez que le jugement sera rude pour vous »).

### Intérieur

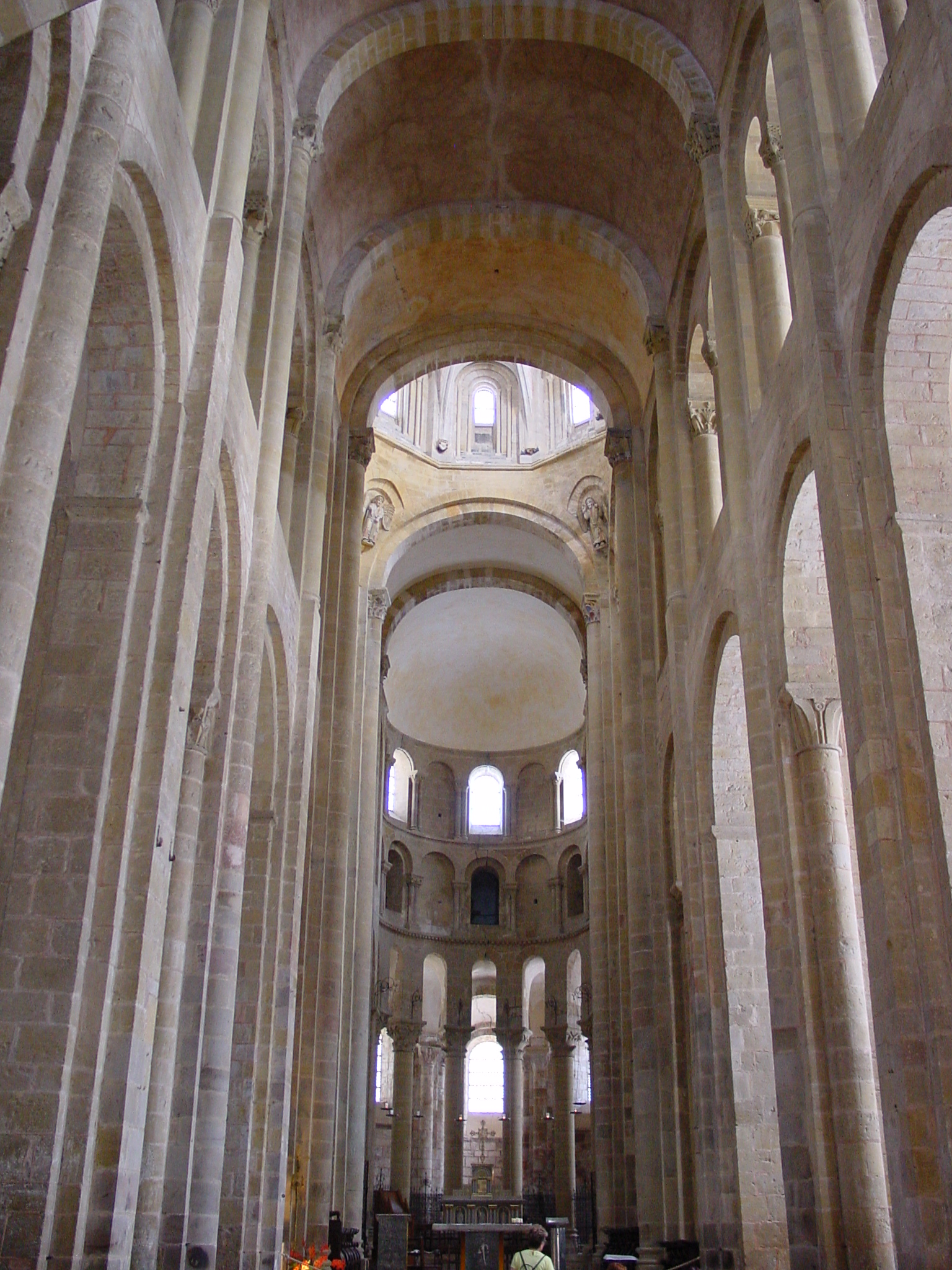
Dès l'entrée dans l'édifice, le visiteur est marqué par la verticalité de la nef principale que l'arcature large et basse du narthex cachait en partie.

L'église est construite sur un plan en croix latine à chapelles rayonnantes (trois sur le chevet) et bénédictines (quatre chapelles alignées sur le transept). Elle présente une double enveloppe (nef et abside pour la première, collatéraux et déambulatoire pour la seconde), et une élévation à deux niveaux, les tribunes donnant sur le vaisseau central par des baies géminées. Elle présente des volumes ramassés en raison des contraintes topographiques, le premier ermitage ayant été fondé dans la vallée escarpée de l'Ouche.
L'abside est de faible profondeur, la nef petite (longue de 20,70 m et large de 6,80 m) par rapport au transept (35 m). La voûte en berceau (contrebutée par les voûtes en demi-berceau de la galerie supérieure) de 22,10 m de hauteur et les arcatures surhaussées des bas-côtés de 9,40 m de hauteur révèlent une réelle recherche de verticalité du projet architectural.
L'intérieur de l'abbatiale est très sobre avec le chœur, la voûte peinte et les tribunes sont peints en clair, presque blanche. Le haut des murs, l'abside et de nombreuses piles sont en pierre calcaire de Lunel de couleur jaune variable. Les murs Est du Transept, du déambulatoire et des chapelles, ainsi que les murs du collatéral Sud sont en grès rouge de Nauviale.
La travée du narthex est la plus large (5,70 m), les trois suivantes sont identiques (4,30 m), la cinquième accuse un élargissement (5,20 m) qui semble prévenir le rétrécissement de la suivante (2,90 m) donnant sur le transept.
Le chœur est entouré d'un déambulatoire permettant aux fidèles de défiler autour des reliques de Foy d'Agen. Il est orné de grilles en fer forgé datant du XIIe siècle et qui, selon la tradition rapportée dans le Liber miraculorum sancte Fidis de Bernard d'Angers, auraient été réalisées avec les chaînes, colliers et bracelets de fer apportés par d'anciens prisonniers délivrés par l'intercession de la sainte.
La sacristie est décorée de fresques du XVe siècle qui racontent le martyre de la sainte. Au fond du transept gauche, on peut admirer un haut-relief représentant l'Annonciation, sculpté par le même artiste que celui qui exécuta le tympan.
Les vitraux de Pierre Soulages réalisés entre 1987 et 1994 en collaboration avec le verrier Jean-Dominique Fleury ajoutent un aspect contemporain à l'atmosphère sobre et recueillie de l'église.
L'ensemble de près de 250 chapiteaux sculptés constitue un exemple parfait de l'art roman. Alors que les chapiteaux étaient ornés jusque-là que de motifs végétaux et géométriques, ceux de Conques voient l'apparition de figures humaines, d'abord timidement prises dans le motif ornemental puis de plain-pied.

Chapiteaux
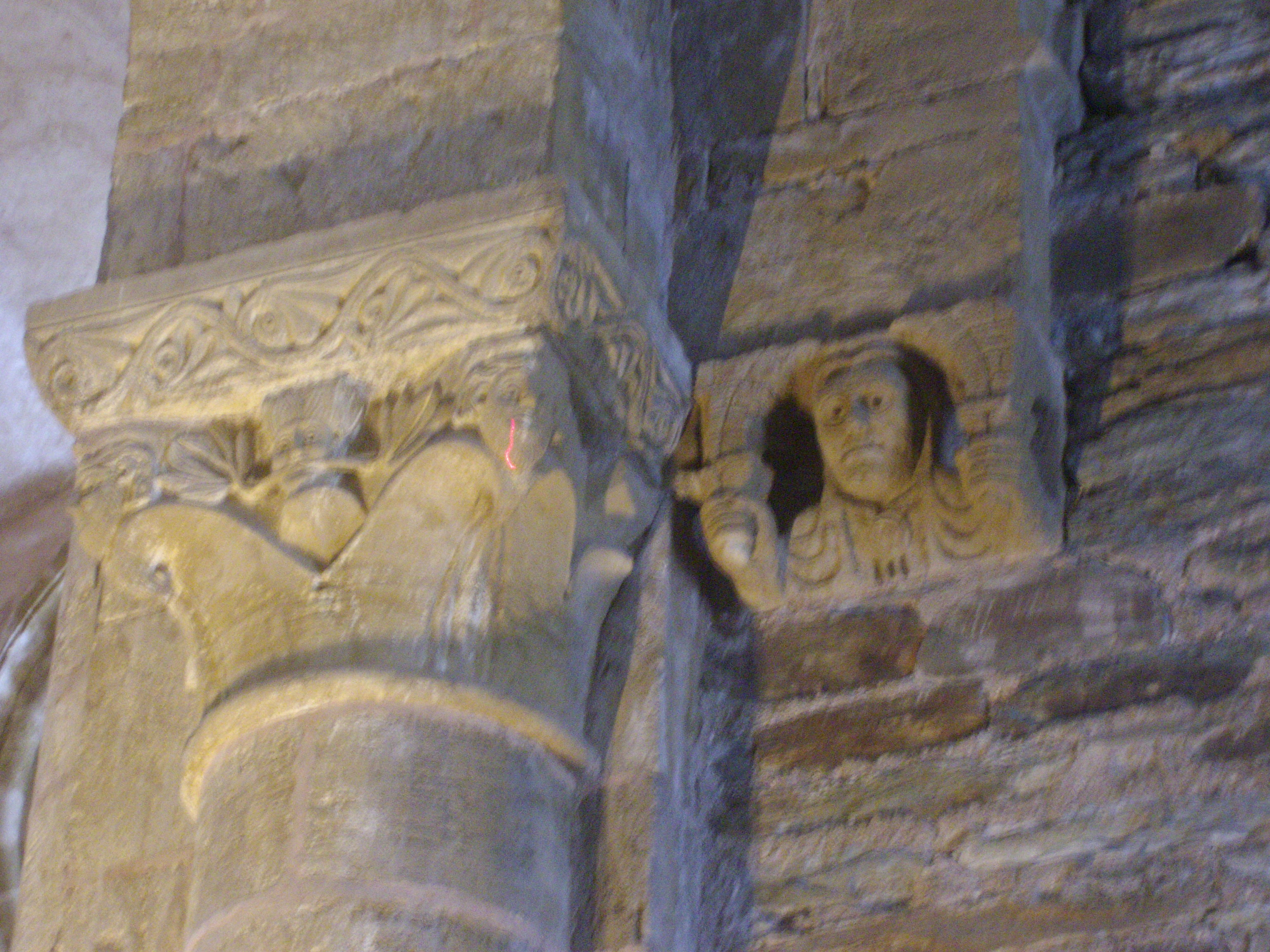
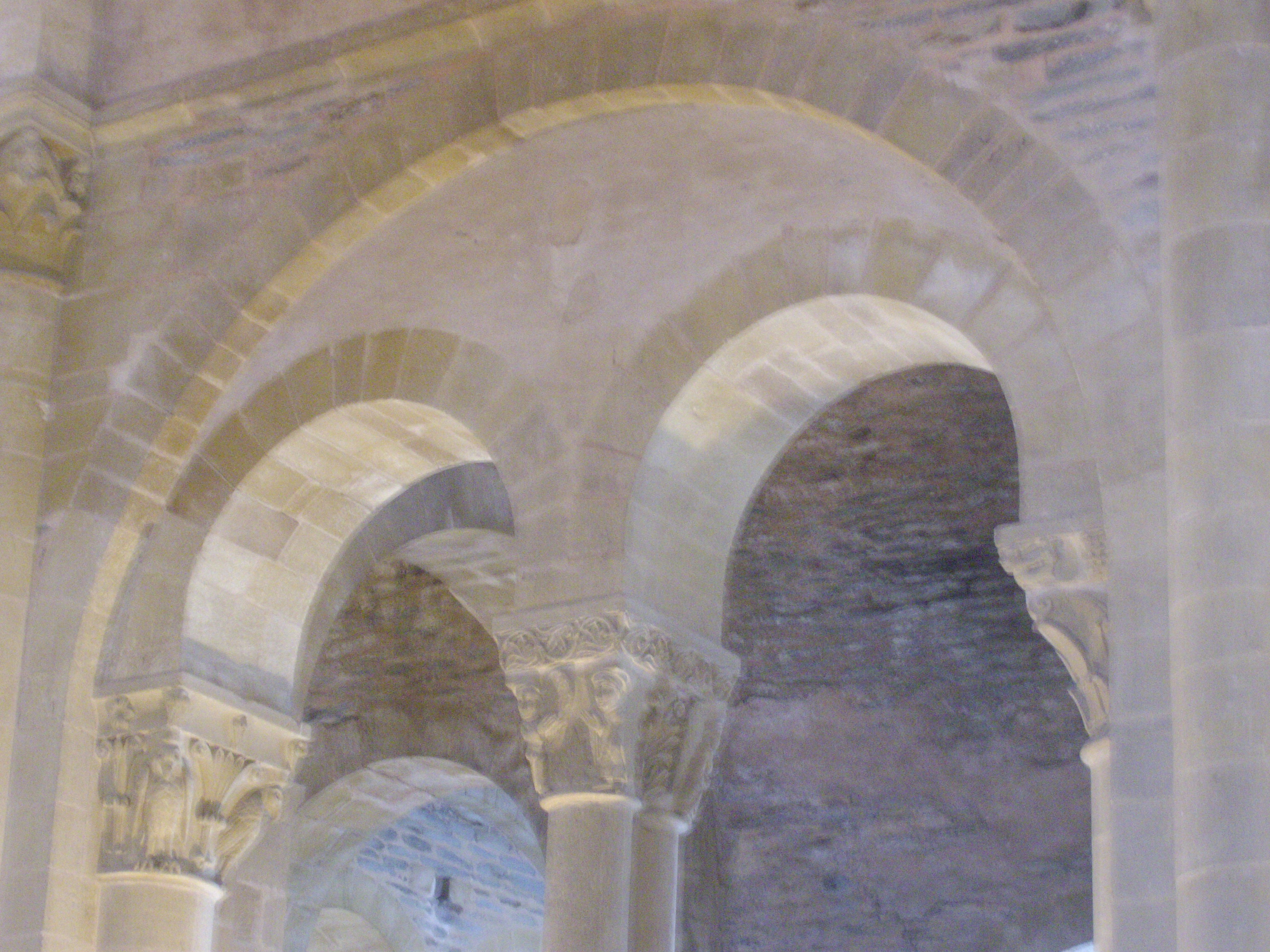
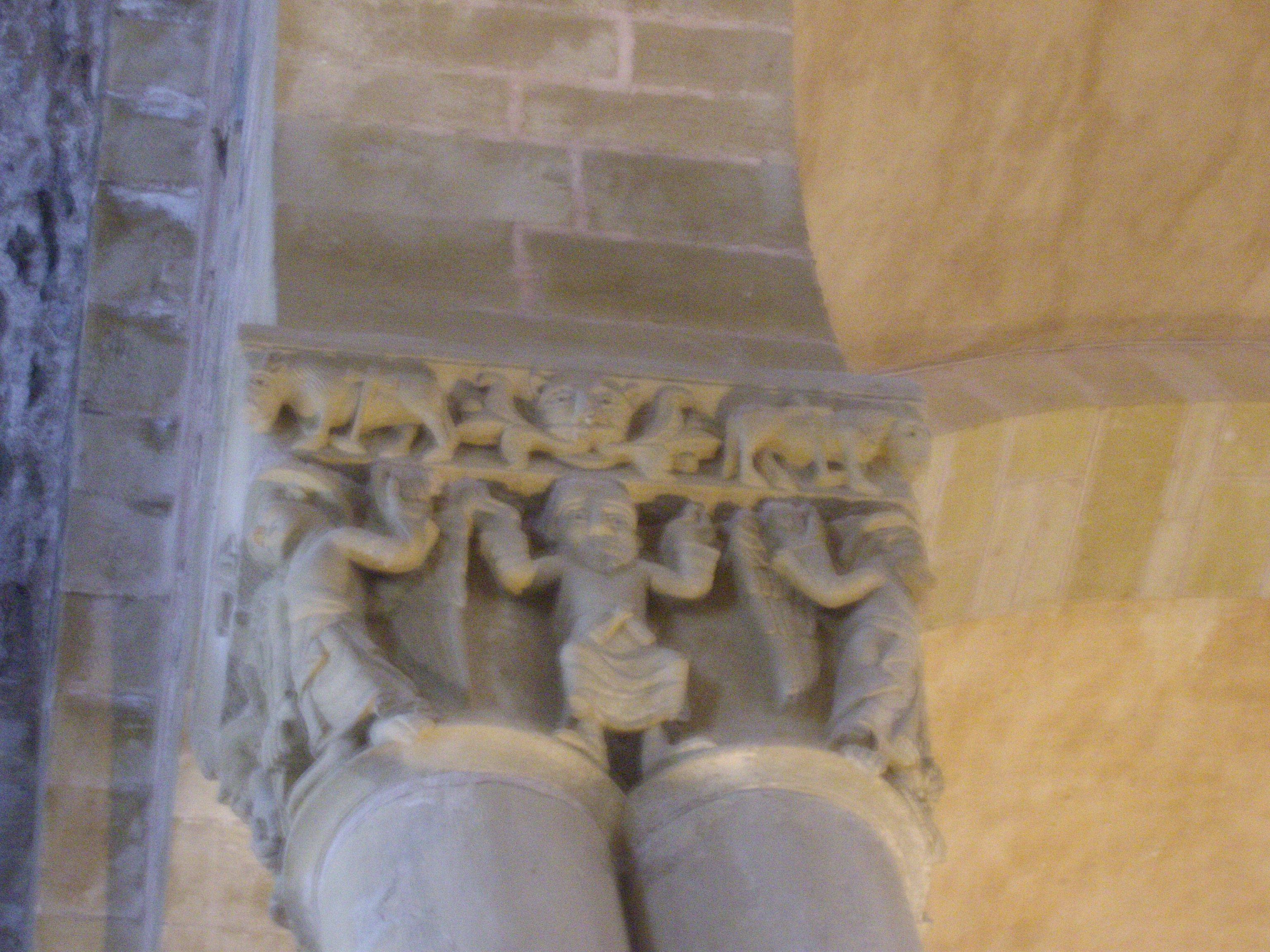
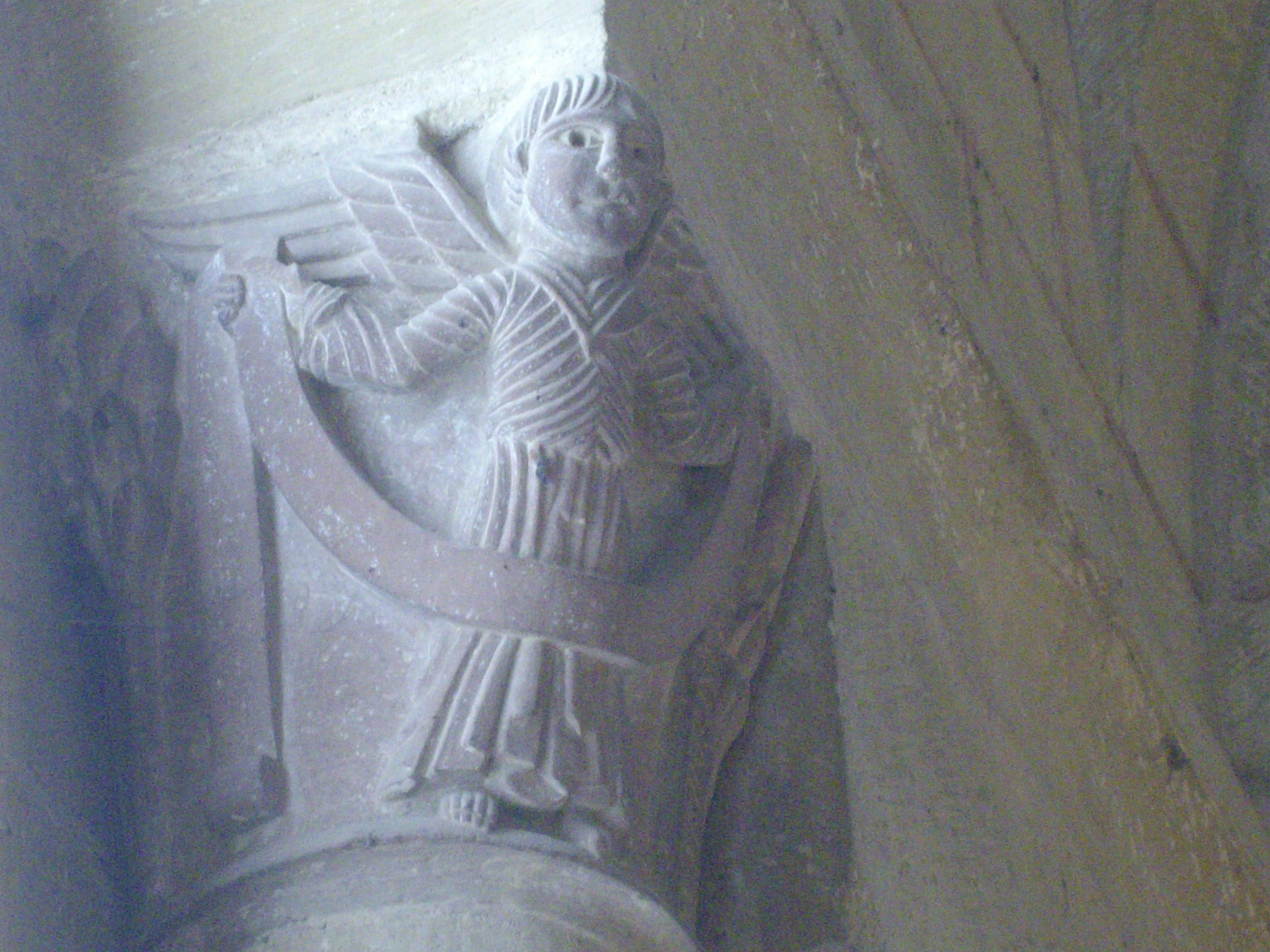
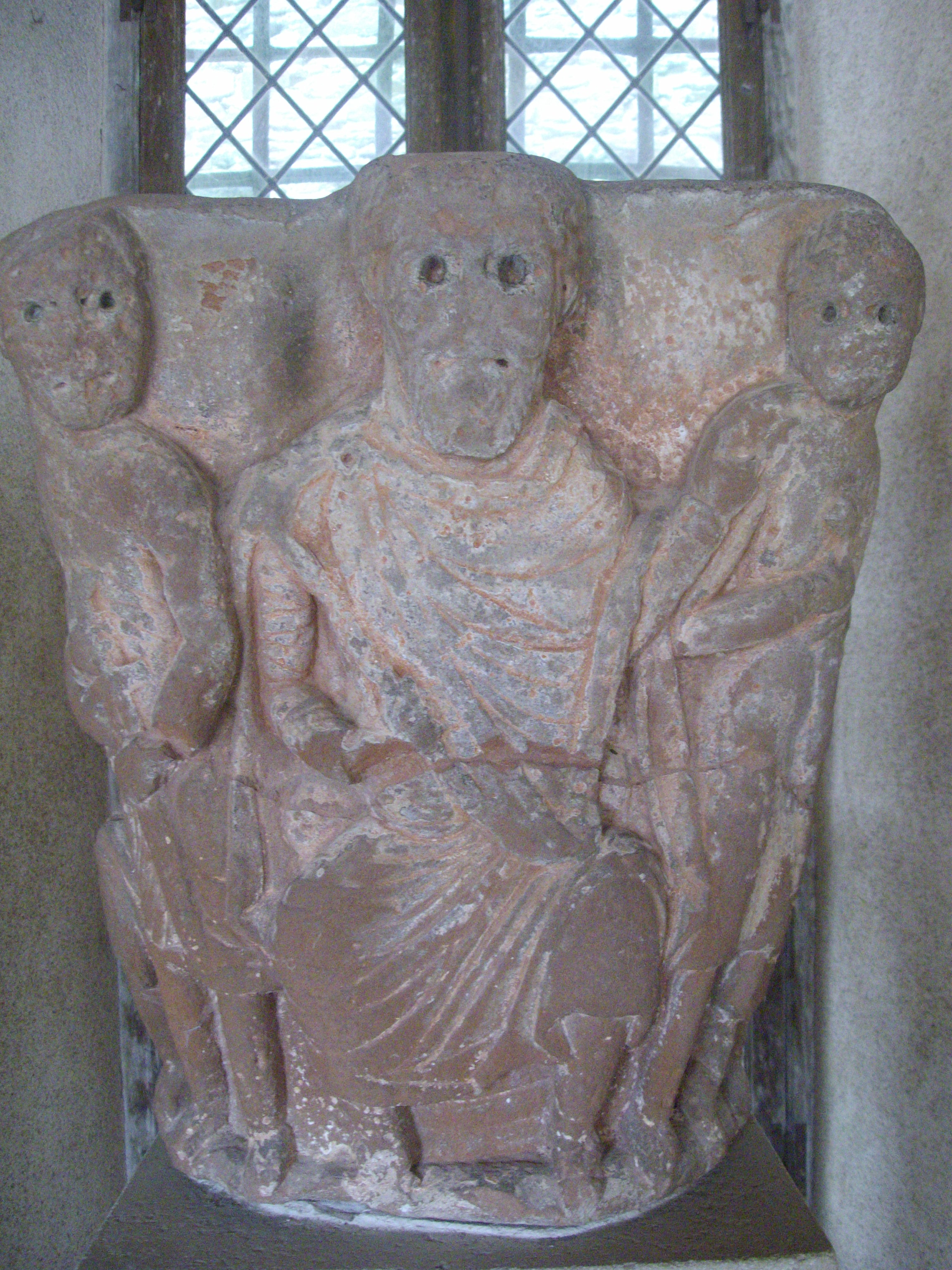

Le plus ancien de ceux-ci semble être celui de saint Pierre crucifié la tête en bas (un ensemble de chapiteaux constitue le cycle de saint Pierre : reniement, évasion). Sur un chapiteau du croisillon nord est représentée la scène de l'Ascension d'Alexandre le Grand grâce à deux griffons ailés. Des chapiteaux à entrelacs sont également présents. Il y a aussi l'arrestation de Sainte-Foy et des thèmes de combats entre cavaliers et hommes d'armes, peut-être liés aux croisades.

Stalles du chœur
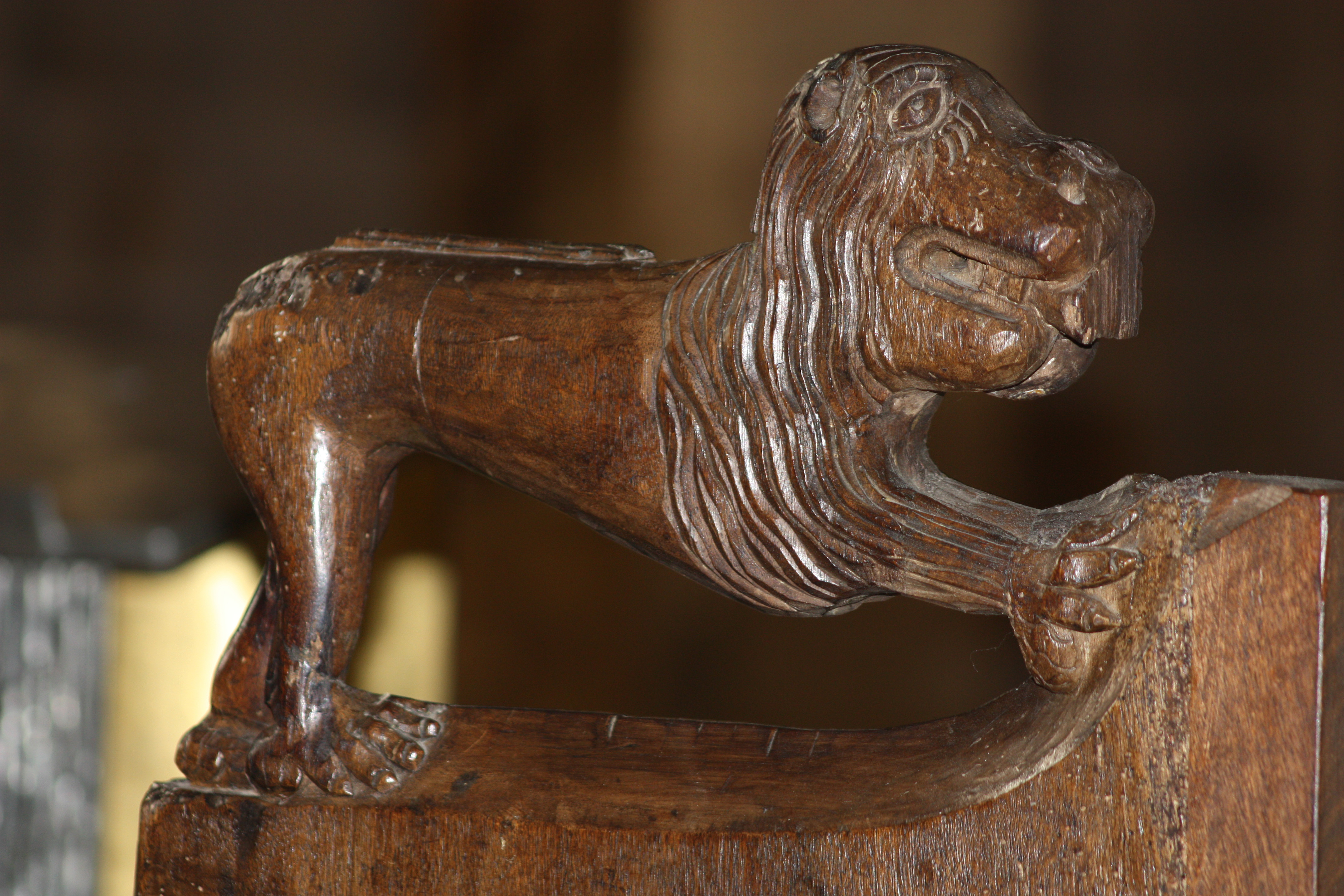
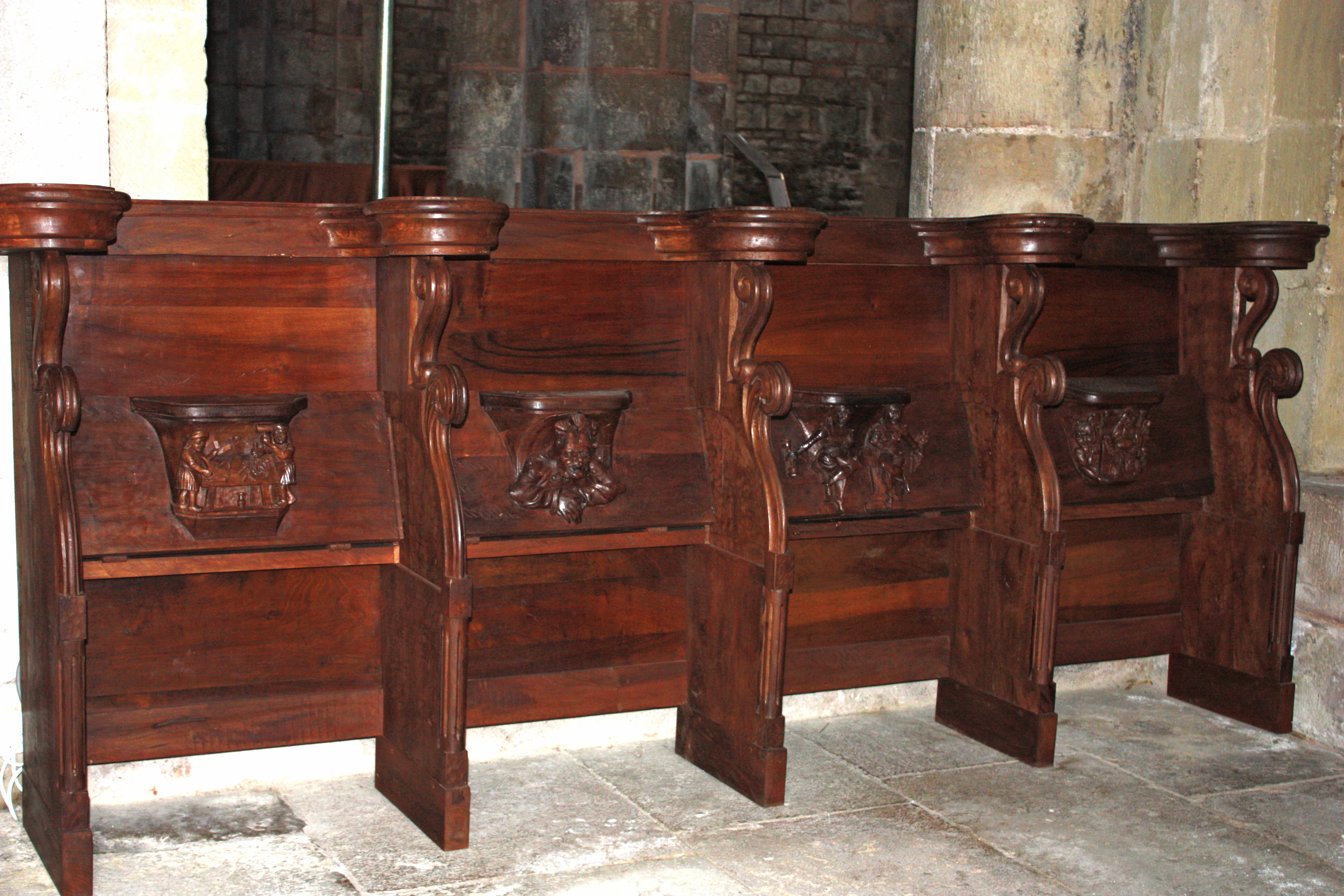
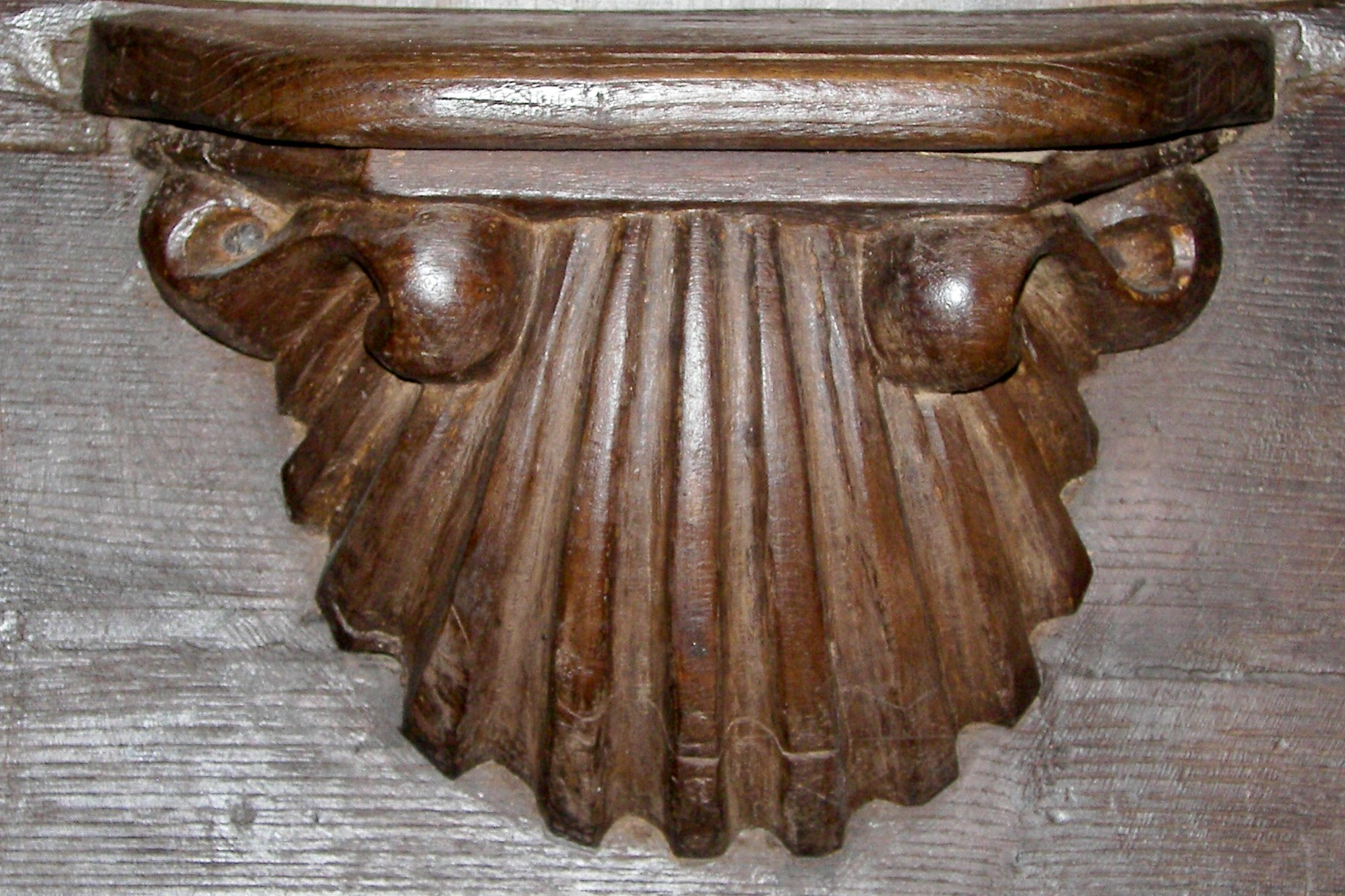
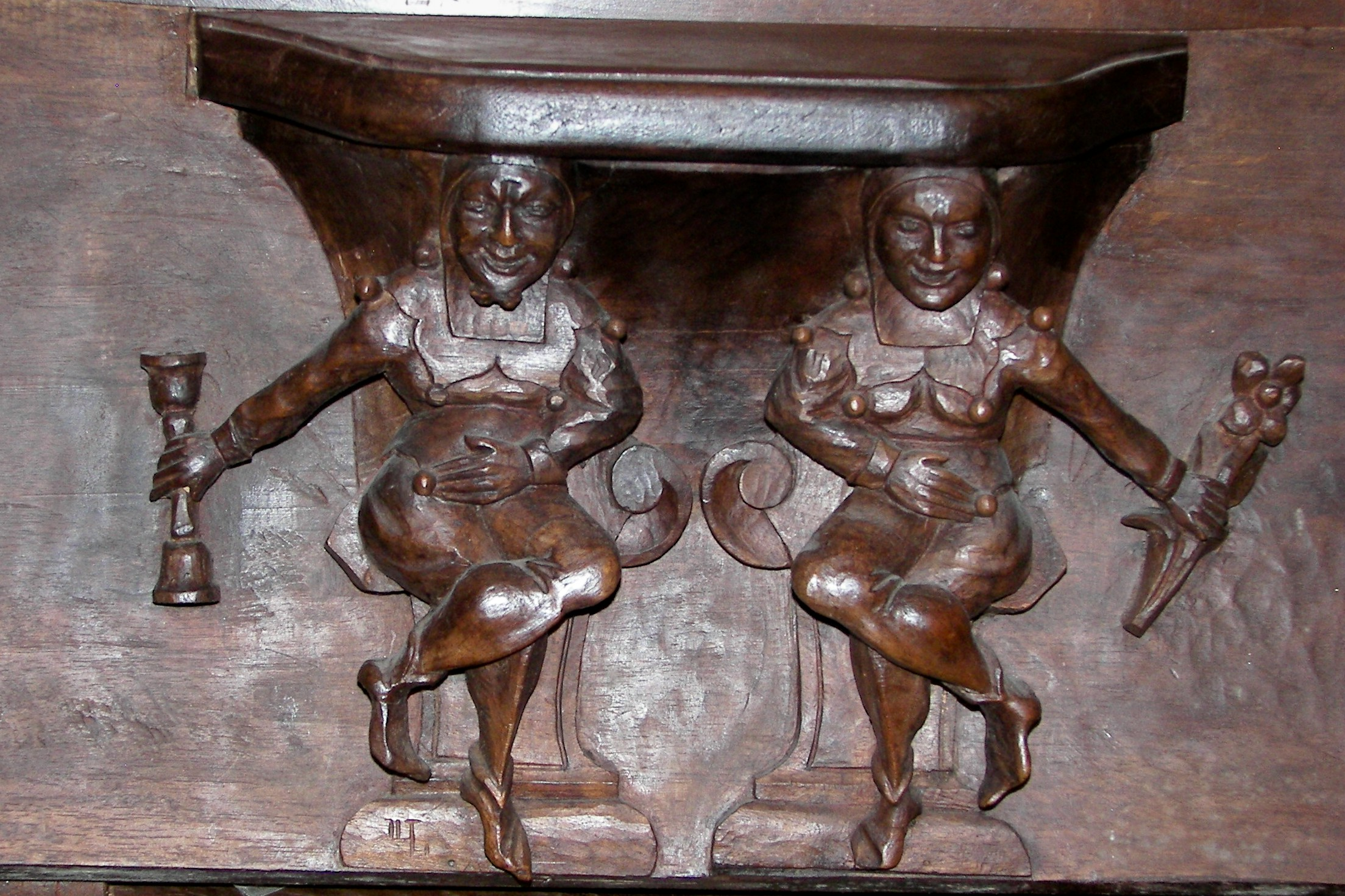
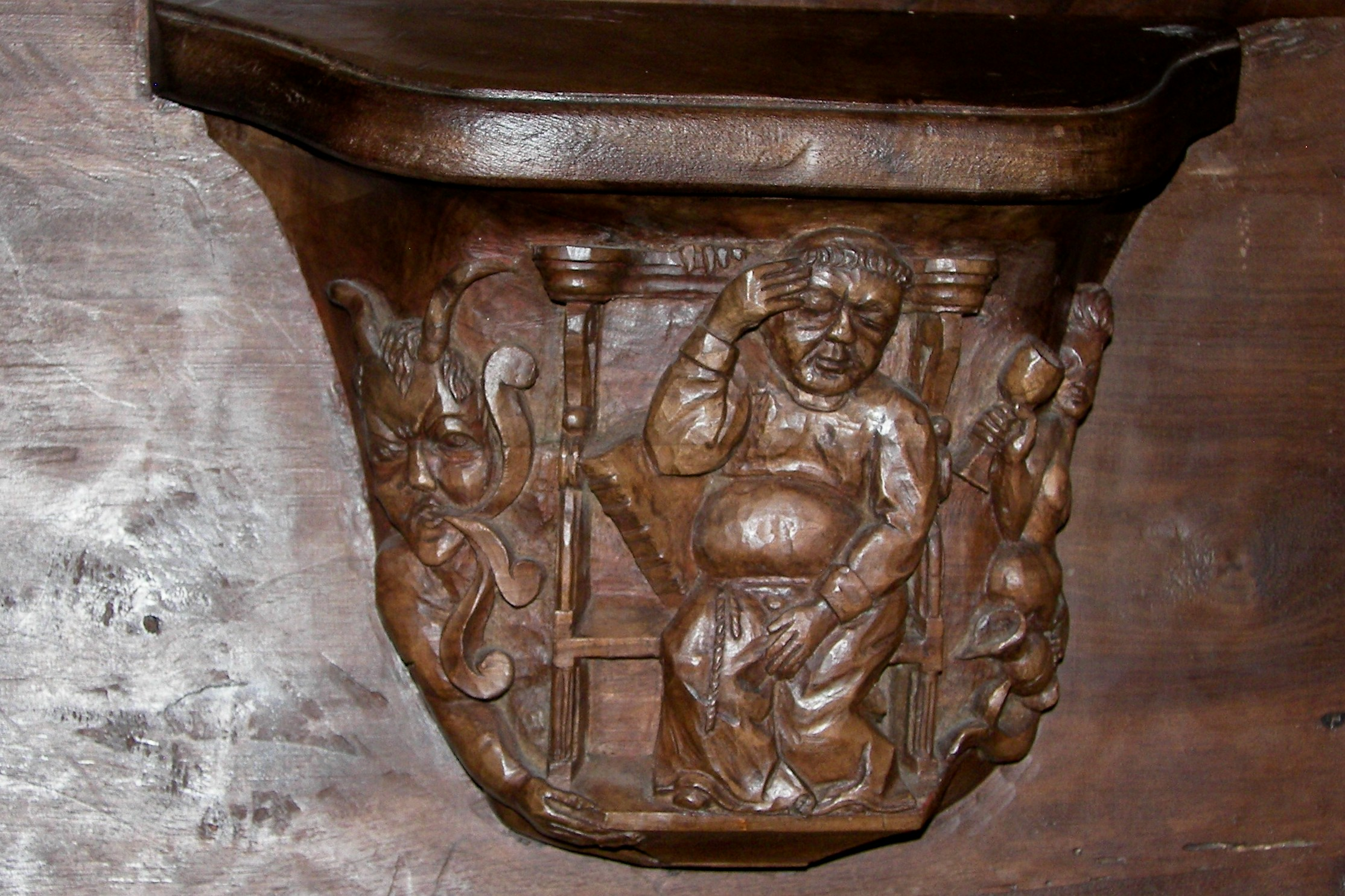
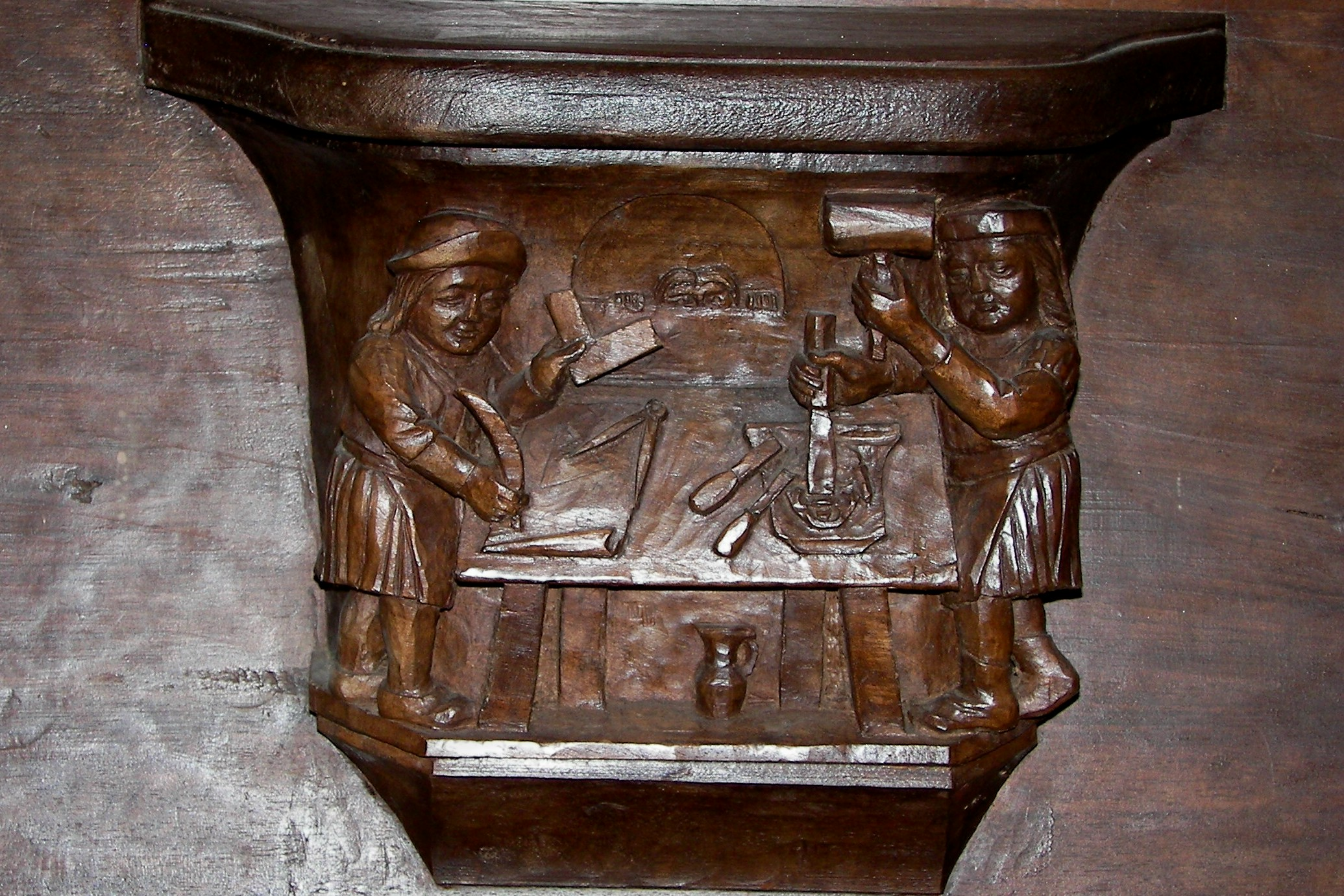

### Cloître
Au sud de l’abbatiale subsistent quelques vestiges du cloître, dont six baies géminées de la galerie occidentale. Il servit longtemps de réserve de pierres pour construire les maisons du village.

Au centre le bassin claustral de serpentine verte. Remontée et restaurée, cette grande fontaine, de 2,72 m de diamètre, est dépourvue de sa vasque centrale. Sous la margelle, entre les colonnes décorées de motifs végétaux, animaux ou imaginaires, qui cernent le bassin, des atlantes ont été sculptés, des têtes encadrées par les bras et les mains qui les soutiennent.

Le cloître et son bassin
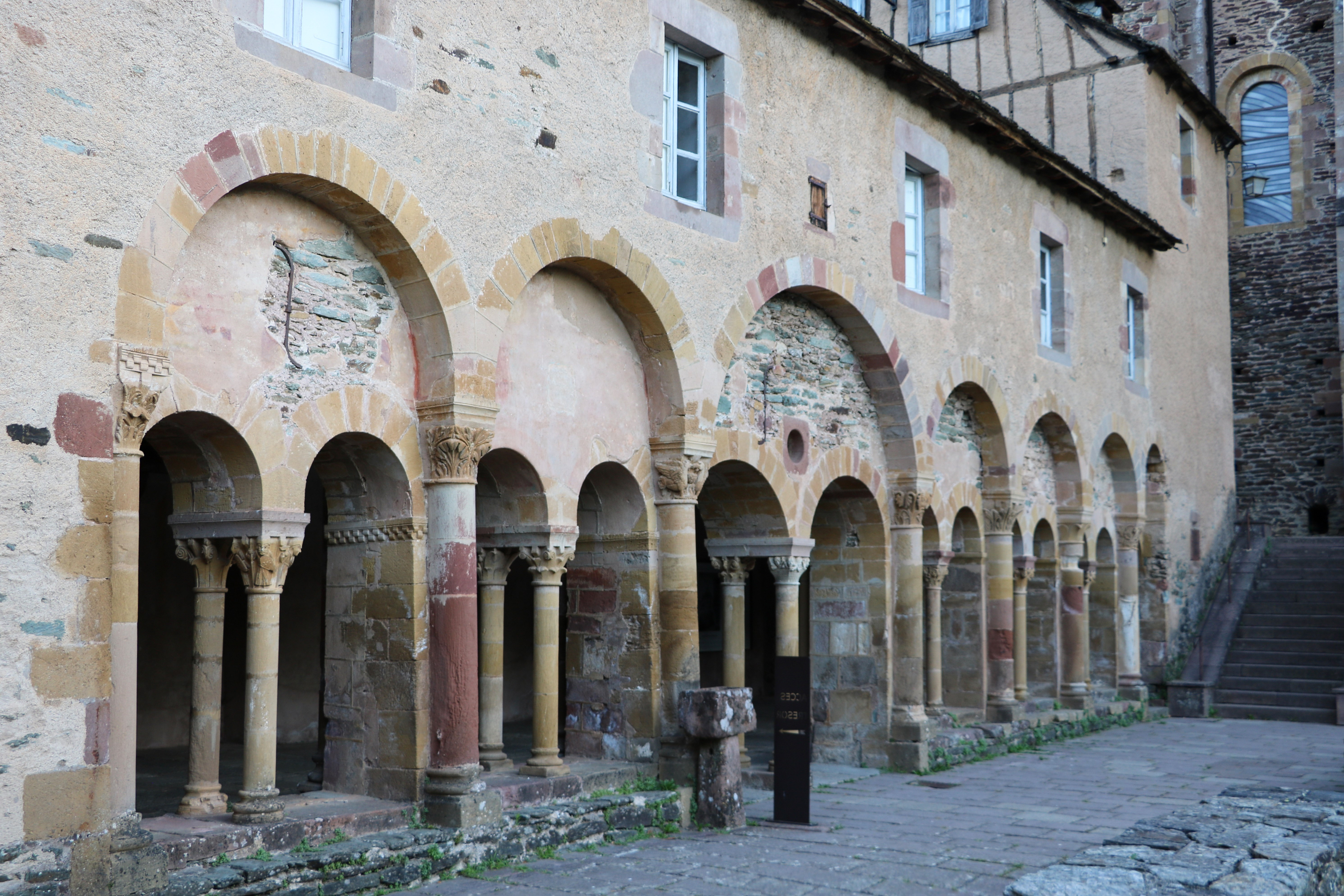
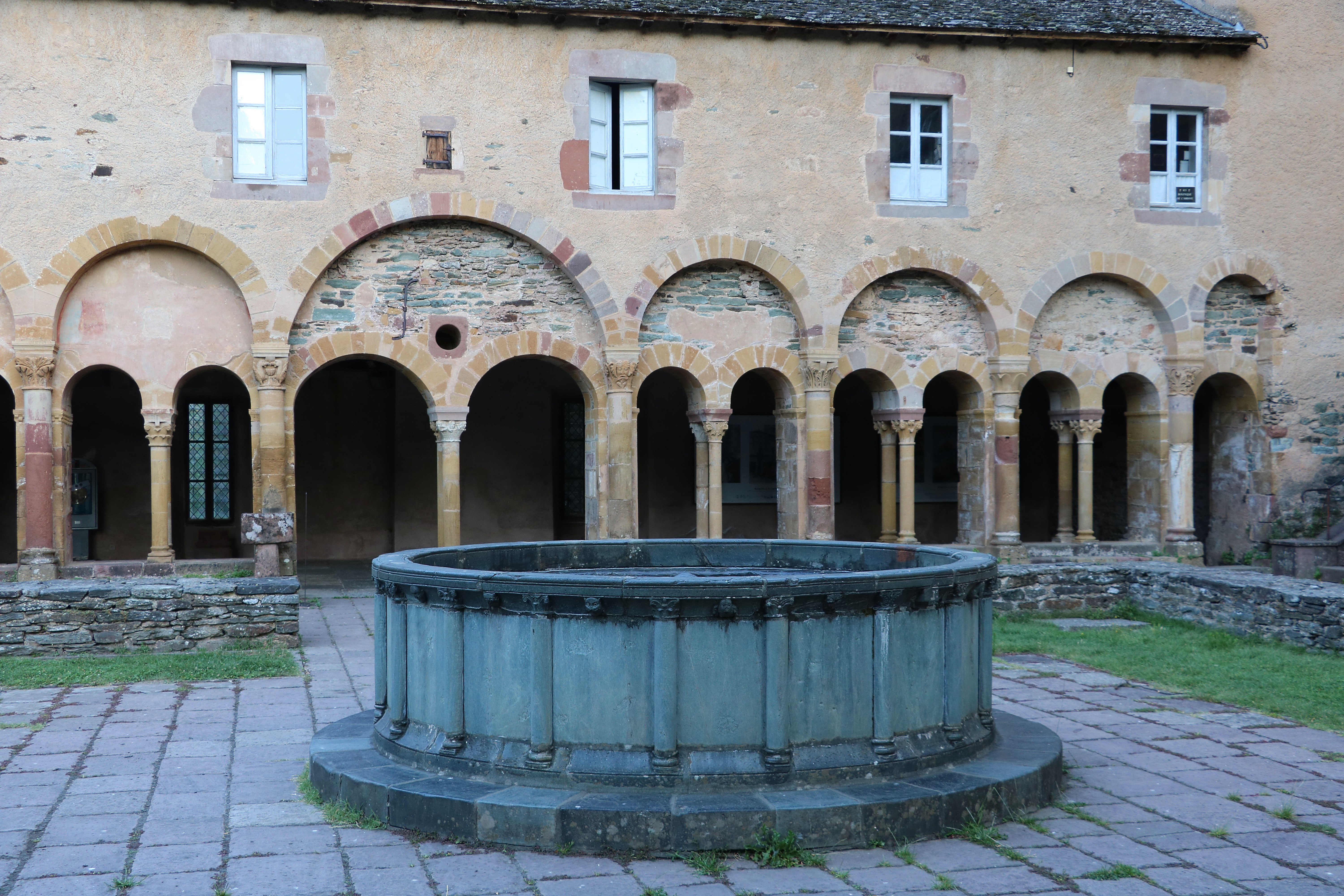
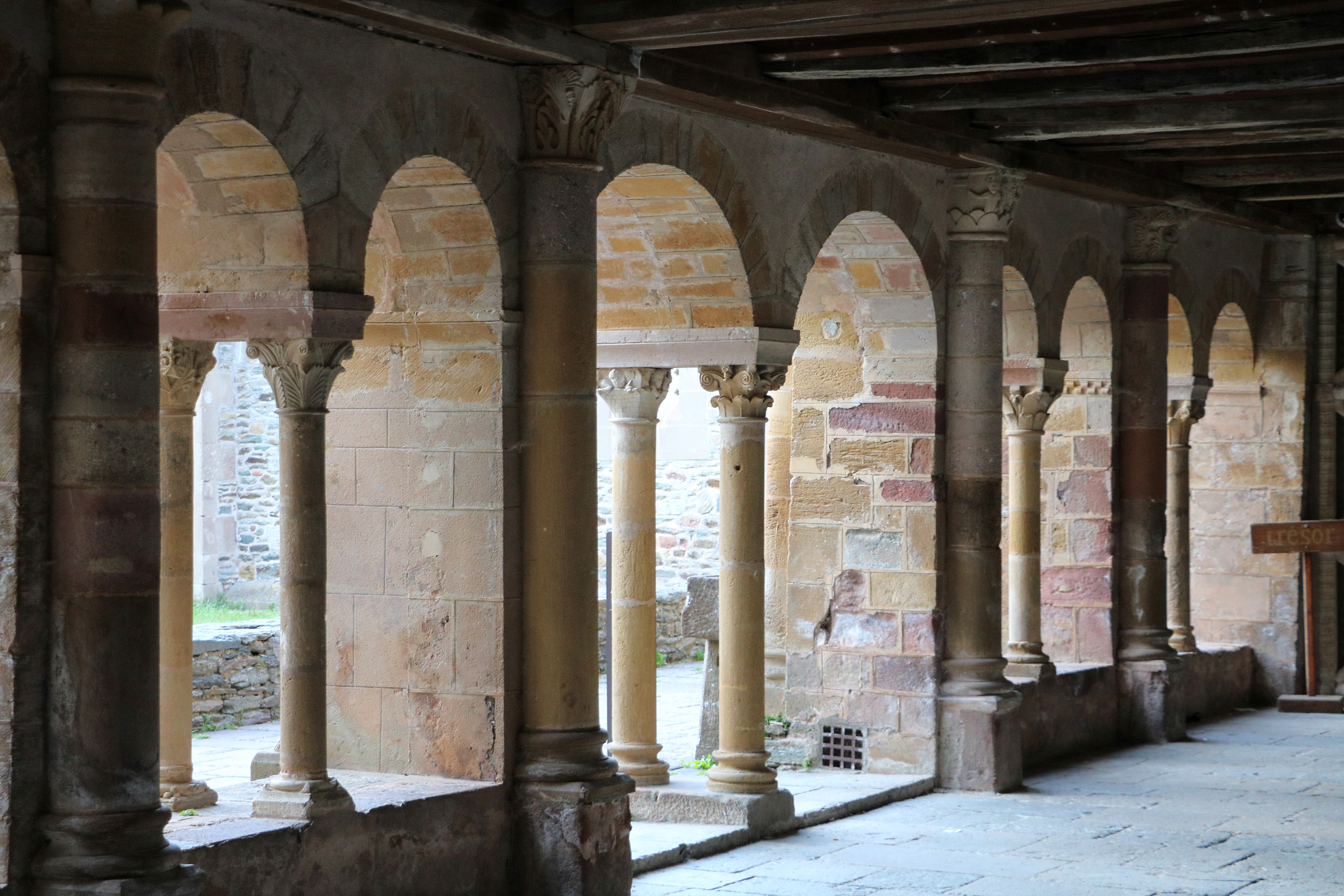
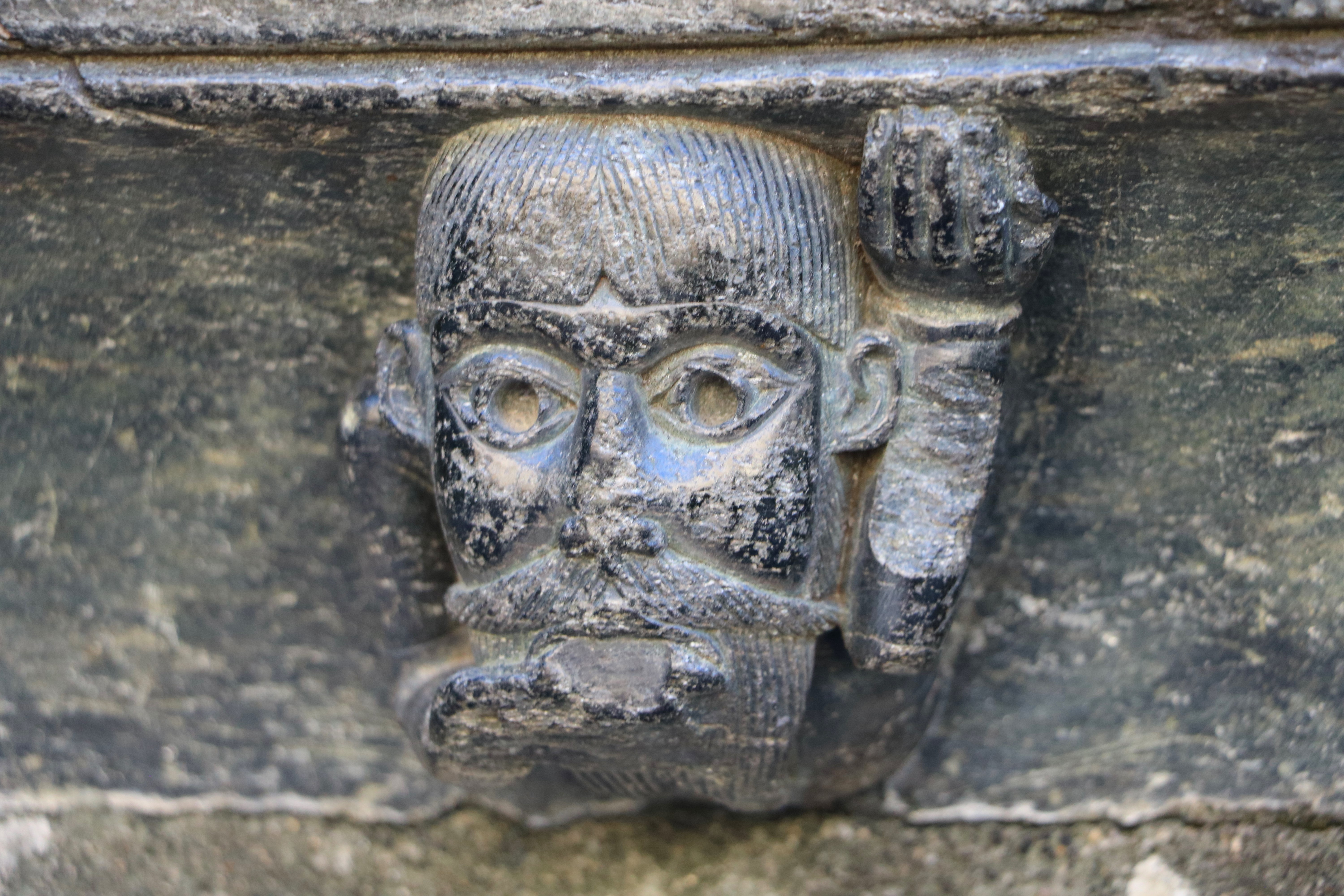
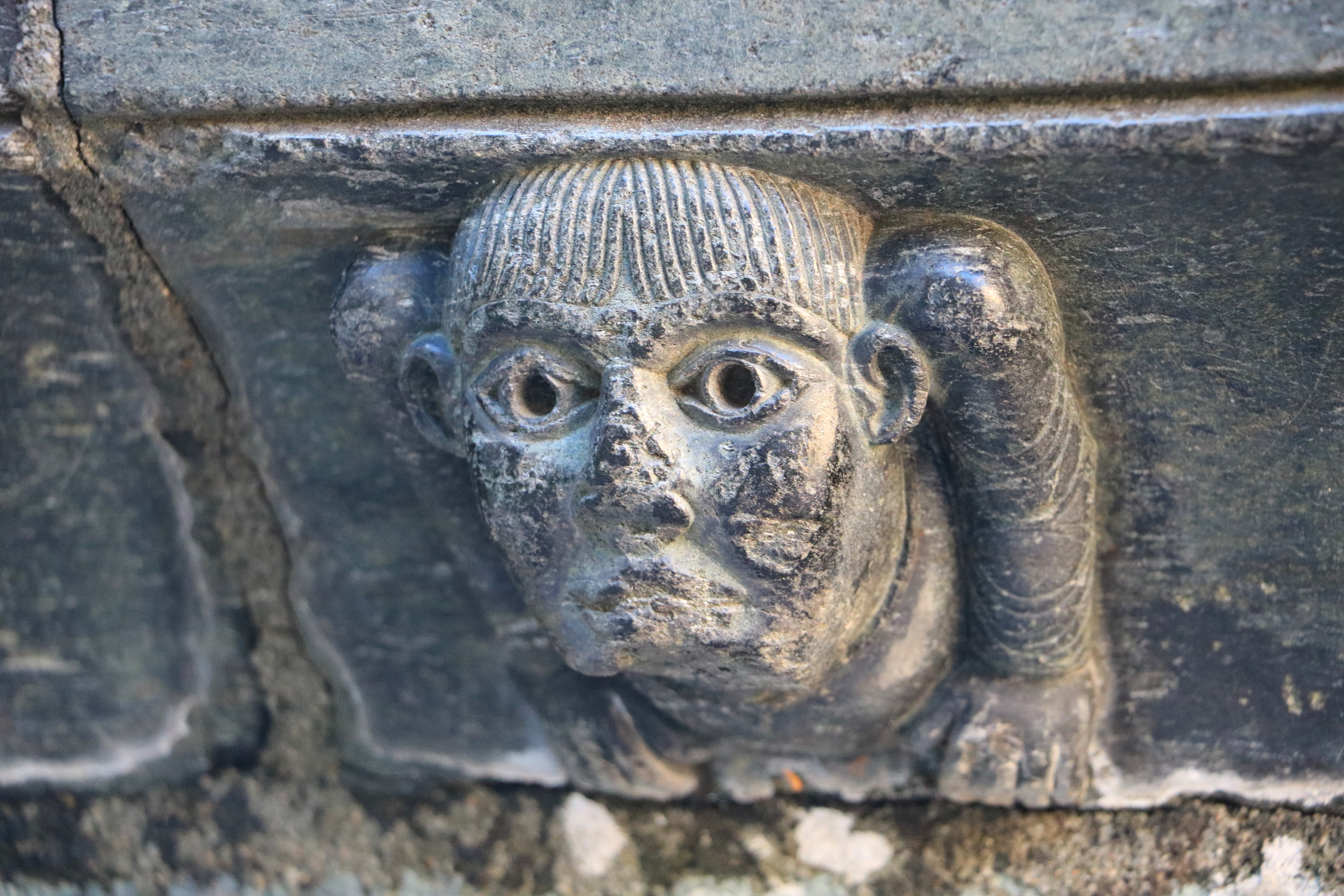
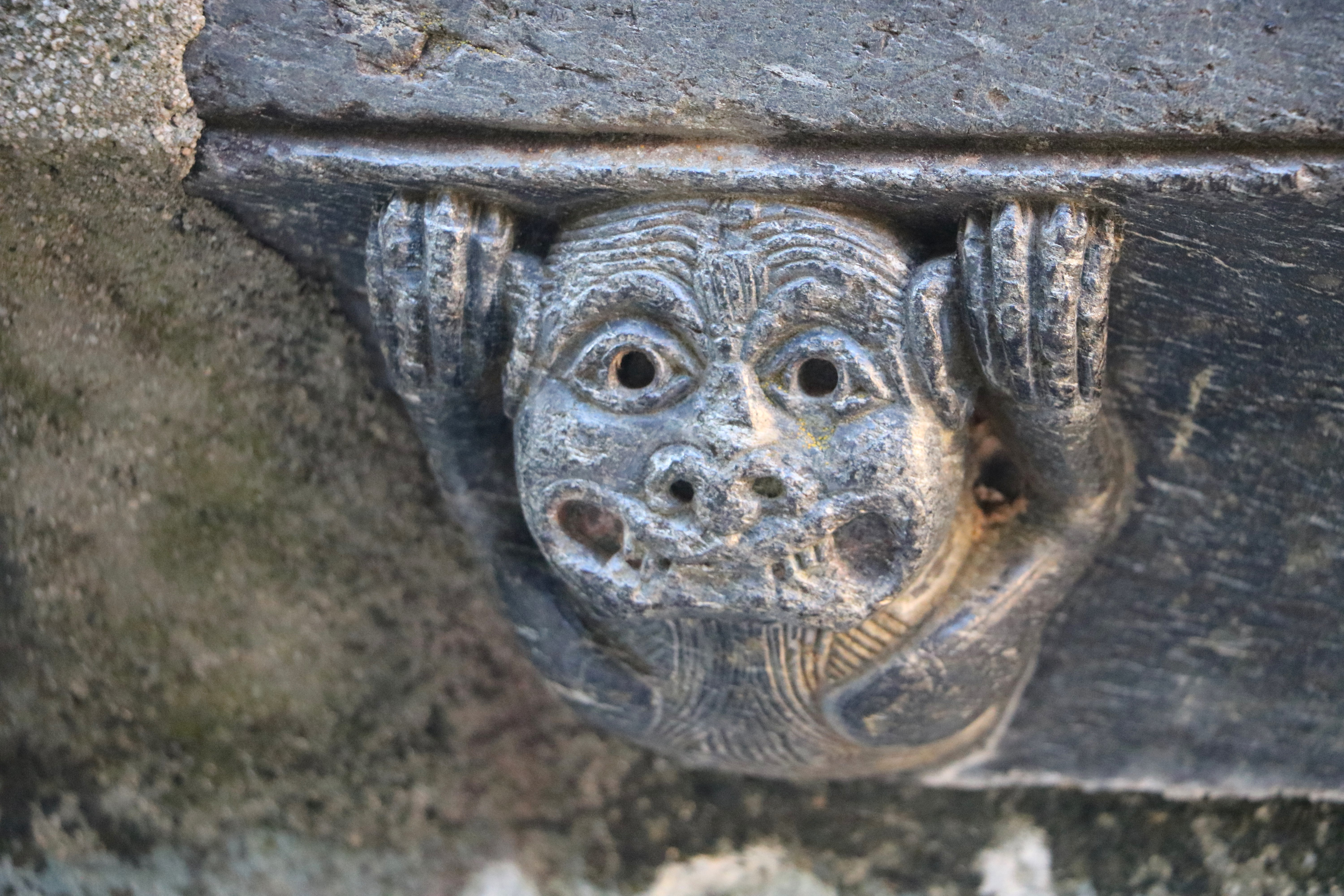

La construction du cloître par l'abbé Bégon III, à la charnière des XIe et XIIe siècles, entraîna à son tour une véritable floraison de chapiteaux. Dix-neuf d'entre eux restent en place dans la galerie occidentale ouvrant sur l'ancien réfectoire. D'autres se trouvent déposés au musée lapidaire. Un certain nombre ont disparu après la ruine et la destruction du cloître, vers 1830. 

Chapiteaux
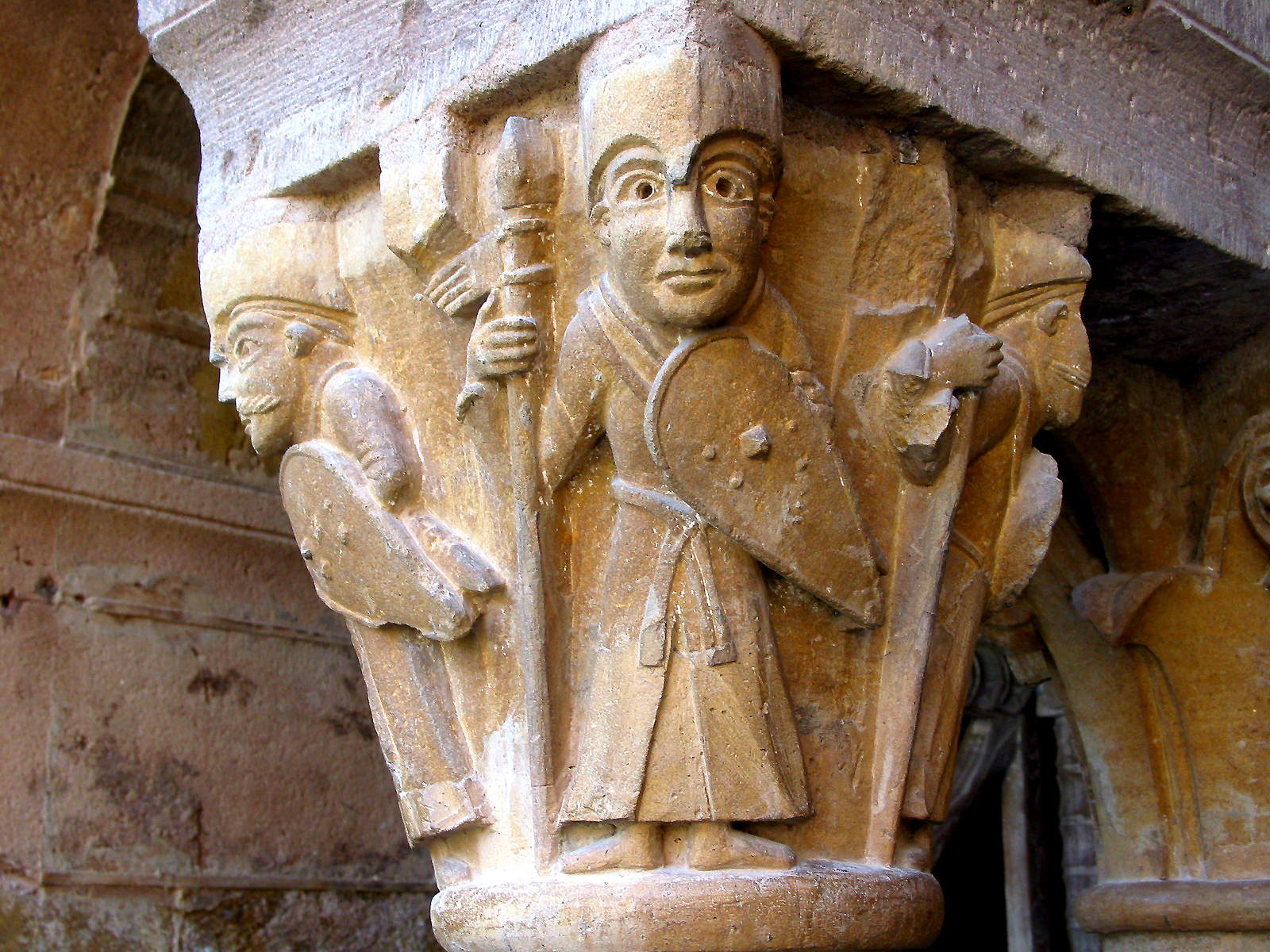
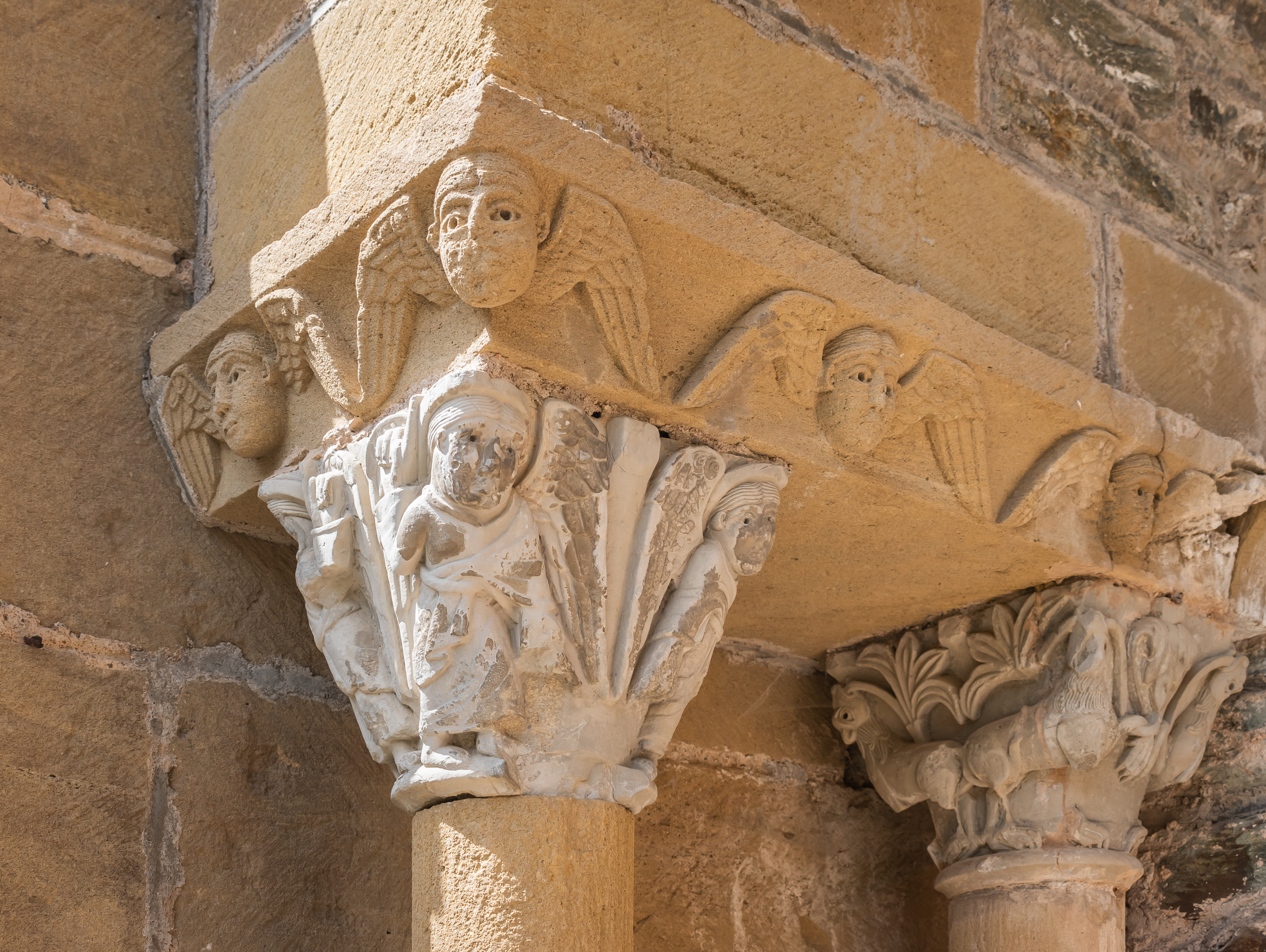
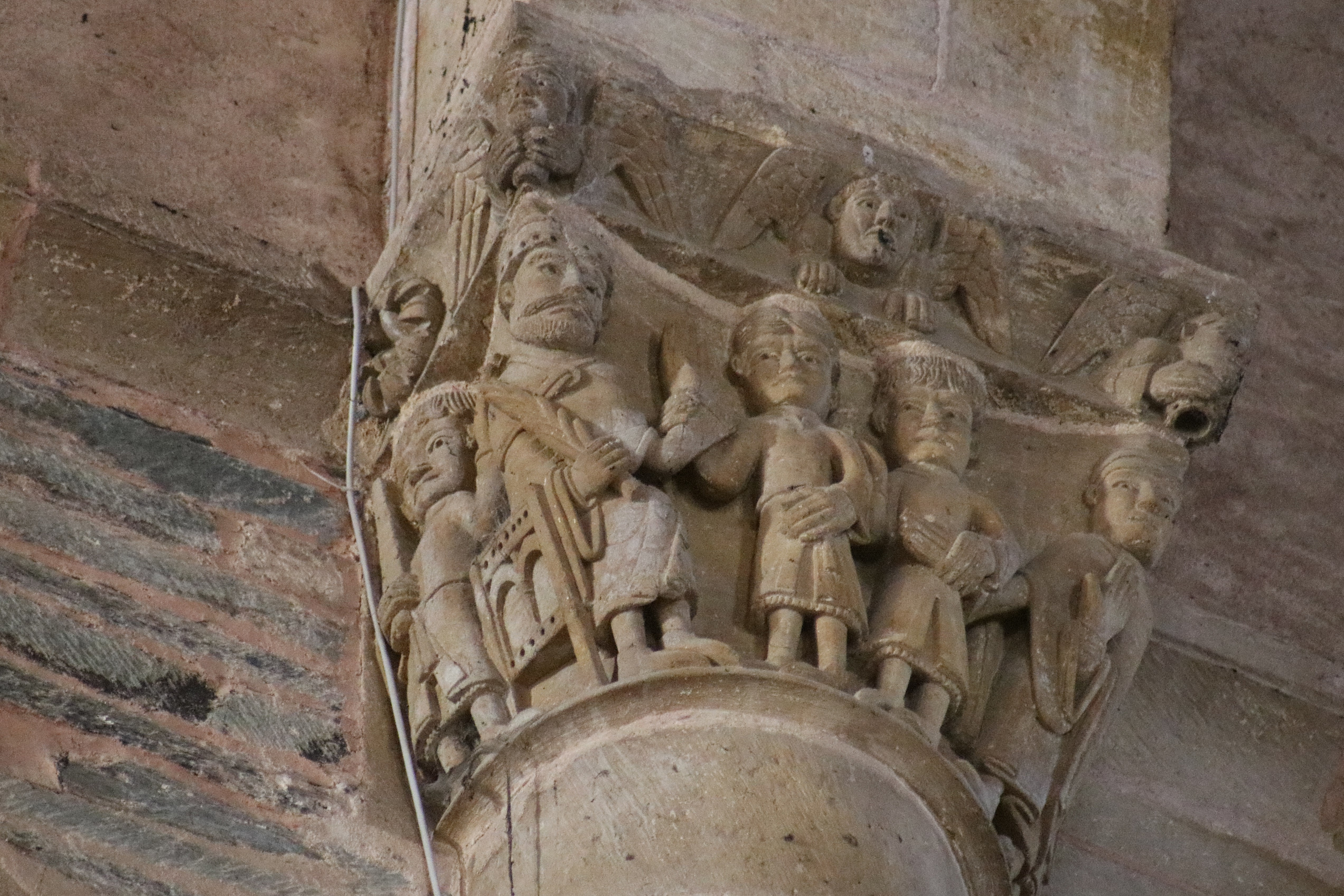
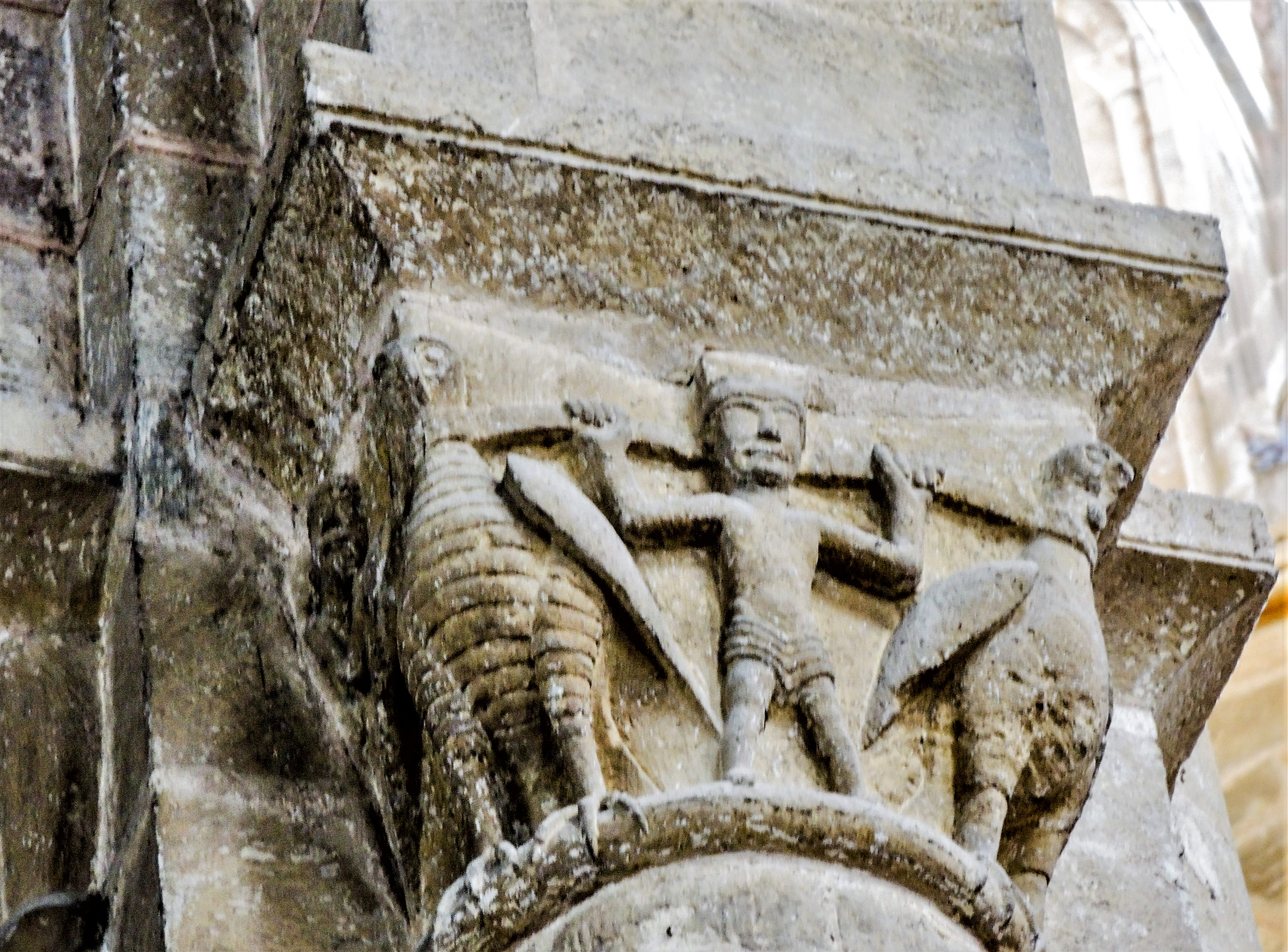
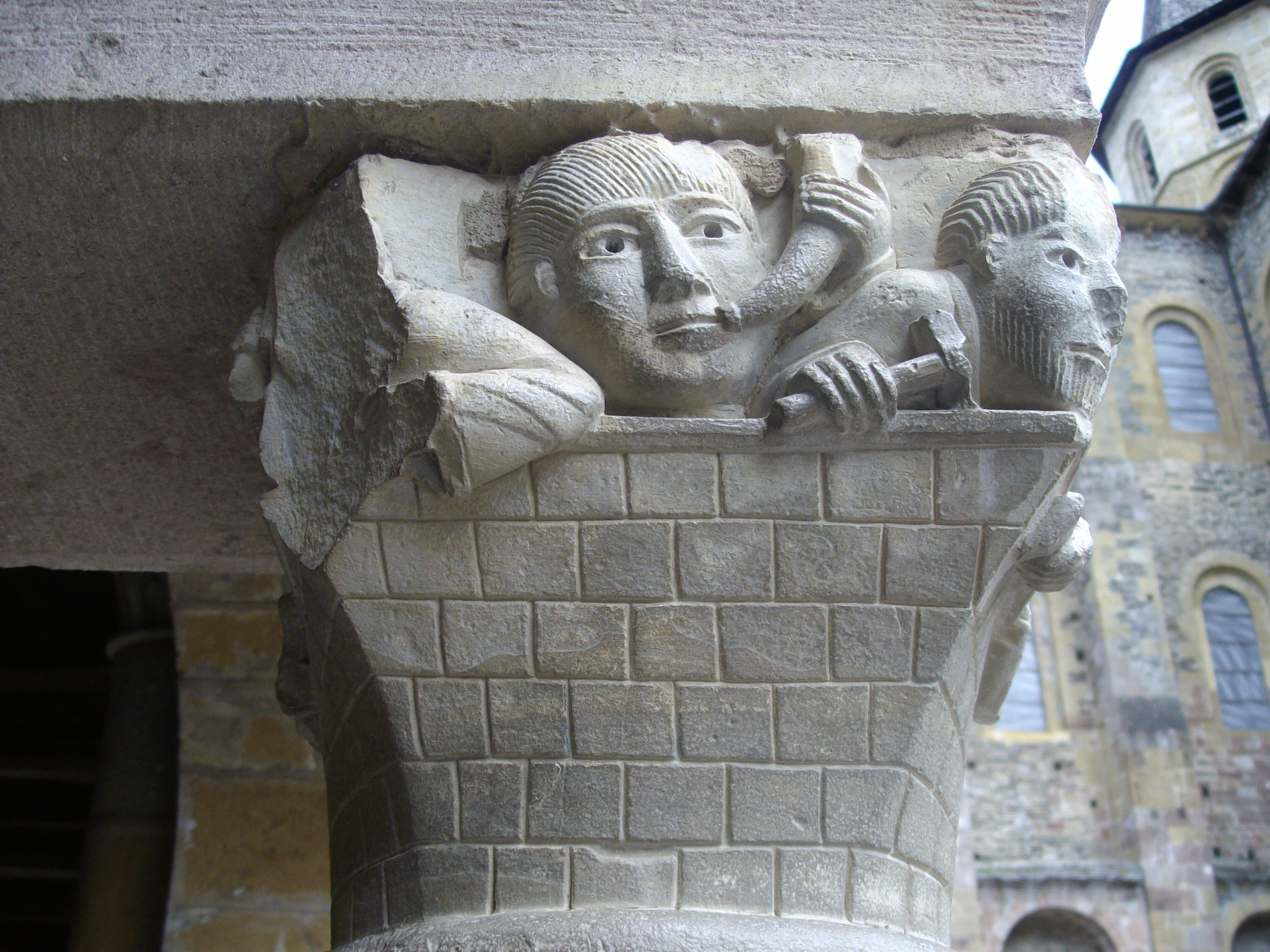
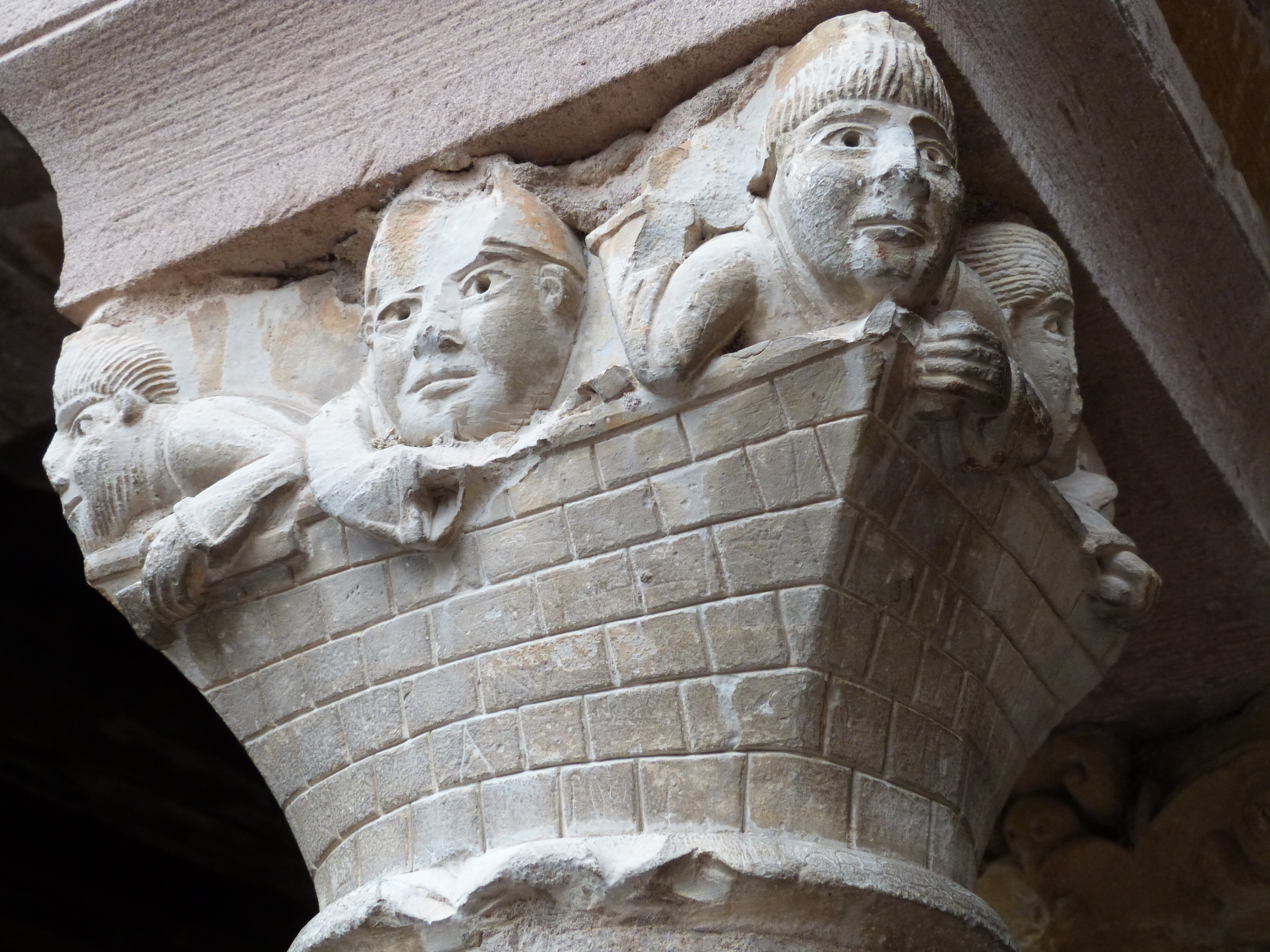

Depuis 1975, l'aire du cloître a été rétablie avec un chemin dallé par Bernard Fonquernie, architecte en chef et inspecteur général des Monuments historiques. Cette aire, ainsi que les bâtiments adjacents, a été classée aux monuments historiques le 22 novembre 2002.

### Trésor, ferronnerie

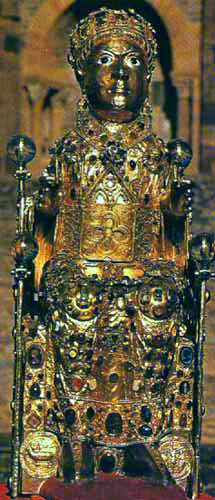
Statue reliquaire de sainte Foy (IXe siècle). Trésor de l'abbatiale Sainte-Foy de Conques.

Exposée dans l'ancien réfectoire des moines, la section d'orfèvrerie religieuse est la plus complète collection d'orfèvrerie religieuse française, s'étalant du IXe au XVIe siècle, avec en particulier des reliquaires dus à des artistes locaux et datant du XIe siècle.
La pièce maîtresse du trésor est la statue reliquaire de sainte Foy. Les moines de l’abbatiale ont vite compris que l’acquisition de reliques de saints leur permettrait de gagner en notoriété. Ils voulaient initialement obtenir les reliques de saint Vincent de Saragosse, mais en vain. Ils apprirent l’existence de celles de la jeune sainte Foy, martyre à 12 ans, situés à Agen.
Un moine nommé Ariviscus s’y rendit pendant plusieurs années, pour finalement voler ces reliques et les ramener à Conques en 866. Les reliques furent placées dans la petite statue reliquaire de sainte Foy, composée de plaques d'or et d'argent sur une âme en bois. Au cours des âges, elle a été incrustée de nombreux bijoux.
Dans l'ordre de la visite (et chronologique des pièces), on peut ainsi admirer entre autres objets :
- le reliquaire hexagonal, assemblage de pièces différentes du VIIe au XIIe siècle ;

- le reliquaire pentagonal, assemblage réalisé au XVIe siècle de fragments d'orfèvrerie datant du VIIe au XIIIe siècle ;

- le « A » de Charlemagne, que l'abbé Bégon III (1087-1107) a fait faire ;

- la châsse de Pépin, petit reliquaire qui comprend des éléments du IXe au XIe siècle avec quelques ajouts aux XIIe, XIIIe et XVIe siècles ;

- la plaque de la Crucifixion, découverte en 1954 sur la châsse de Pépin, date de la fin du VIIIe siècle ;

- la lanterne de Bégon, en forme de tombeau antique, date du XIe – XIIe siècle ;

- une Vierge à l'Enfant trônant de la fin du XIIIe siècle ;

- le reliquaire du pape Pascal, portant une inscription qui indique l'abbé Bégon III comme commanditaire et le pape Pascal II comme donateur des reliques ;

- un triptyque-reliquaire de la seconde moitié du XIIIe siècle ;

- le bras reliquaire de saint Georges, un moine de Conques devenu évêque de Lodève en 877[45];
- l'autel portatif de l'abbé Bégon du XIIe siècle ;
- l'autel portatif de sainte Foy au décor d'émaux, du XIIe siècle et remanié au XIVe siècle ;
- le coffre dit « de Boniface » du XIIe siècle et redécouvert au XIXe siècle ;
- une statuette-reliquaire de sainte Foy du XVe siècle.

Le A de Charlemagne est en argent doré sur âme de bois, selon la tradition, l'empereur dotait chaque abbaye d'une lettre de l'alphabet, il aurait attribué la lettre A à Conques, signe de son excellence. Pour qu'ils soient visibles sur toutes leurs faces, la châsse de Pépin, le A de Charlemagne et la lanterne de Bégon sont présentés sur des socles tournants, commandés par le visiteur.
Les grilles obturant les entrecolonnements de l'abside sont l'une des plus remarquables œuvres d'art de ferronnerie conservées de la période médiévale. Elles sont constituées d'un réseau de brindilles (qui tiennent le rôle des poteaux de bois) qui déterminent trois types de tracés : quatre volutes reliées par un losange central, quatre volutes soudées par des embrasses et un arbre stylisé à quatre branches. Les grilles sont couronnées de pointes, de dards et de tête de dragons.
La restauration d'un tableau où la Vierge donne la cordelière à François d'Assise, qui la remet lui-même, à gauche, à Élisabeth de Hongrie, et à droite, à Louis IX, a montré l'existence de stigmates révolutionnaires : la couronne, le sceptre et les ﬂeurs de lys sur la robe ont été grattés.

Trésor, ferronnerie
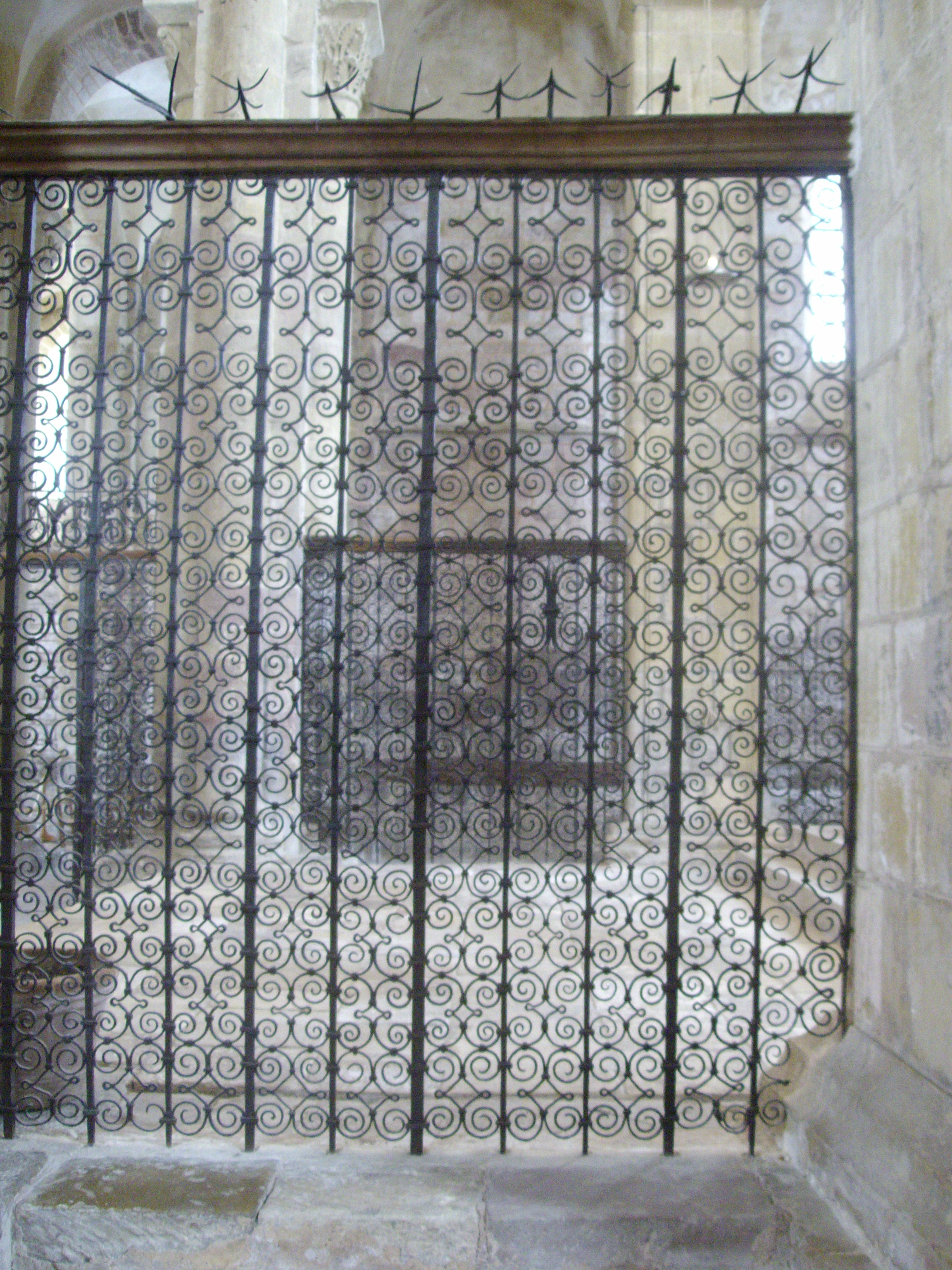
Grilles obturant les entrecolonnements de l'abside.
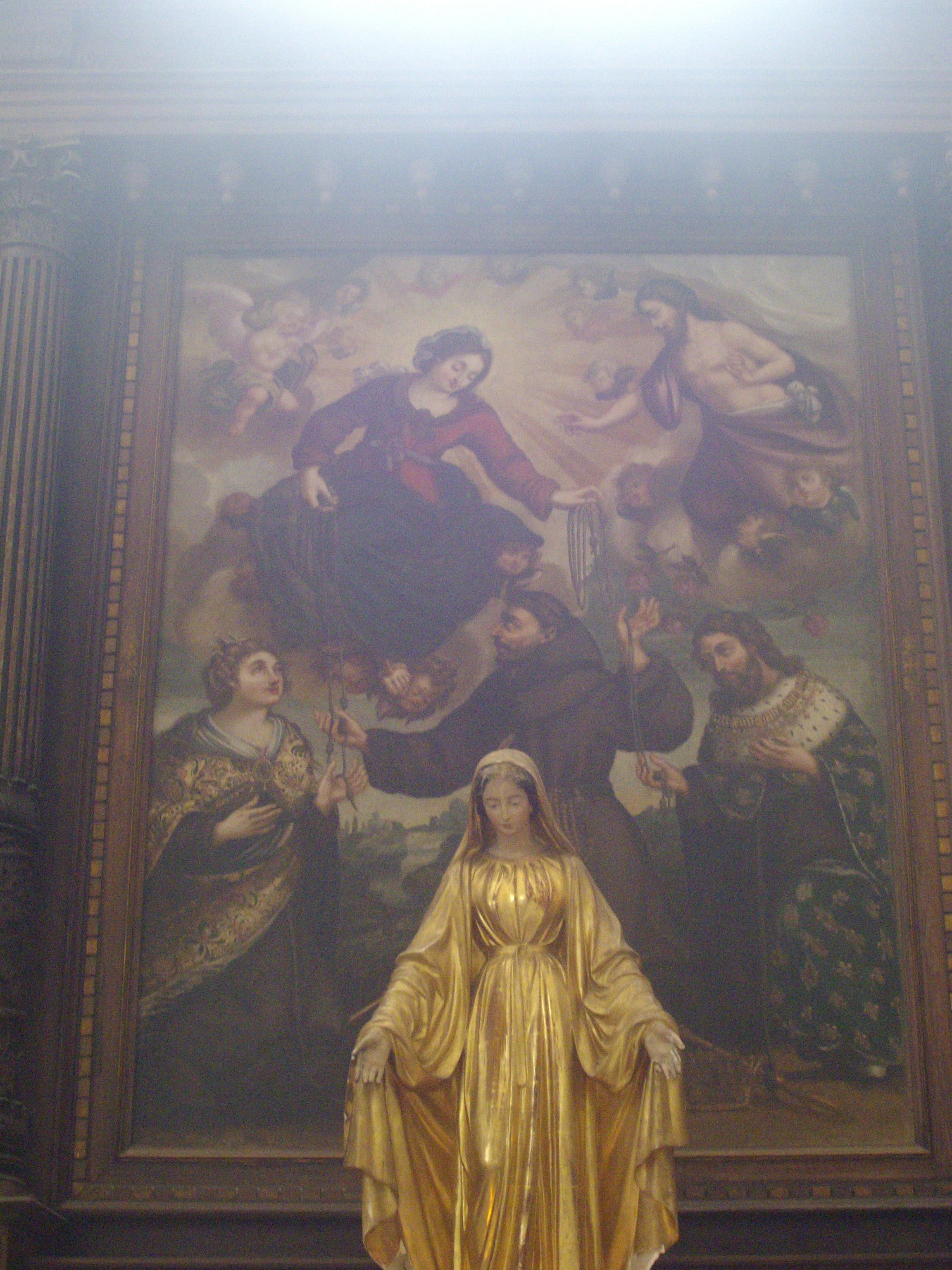
Tableau restauré, montrant François d'Assise, Élisabeth de Hongrie et Louis IX.
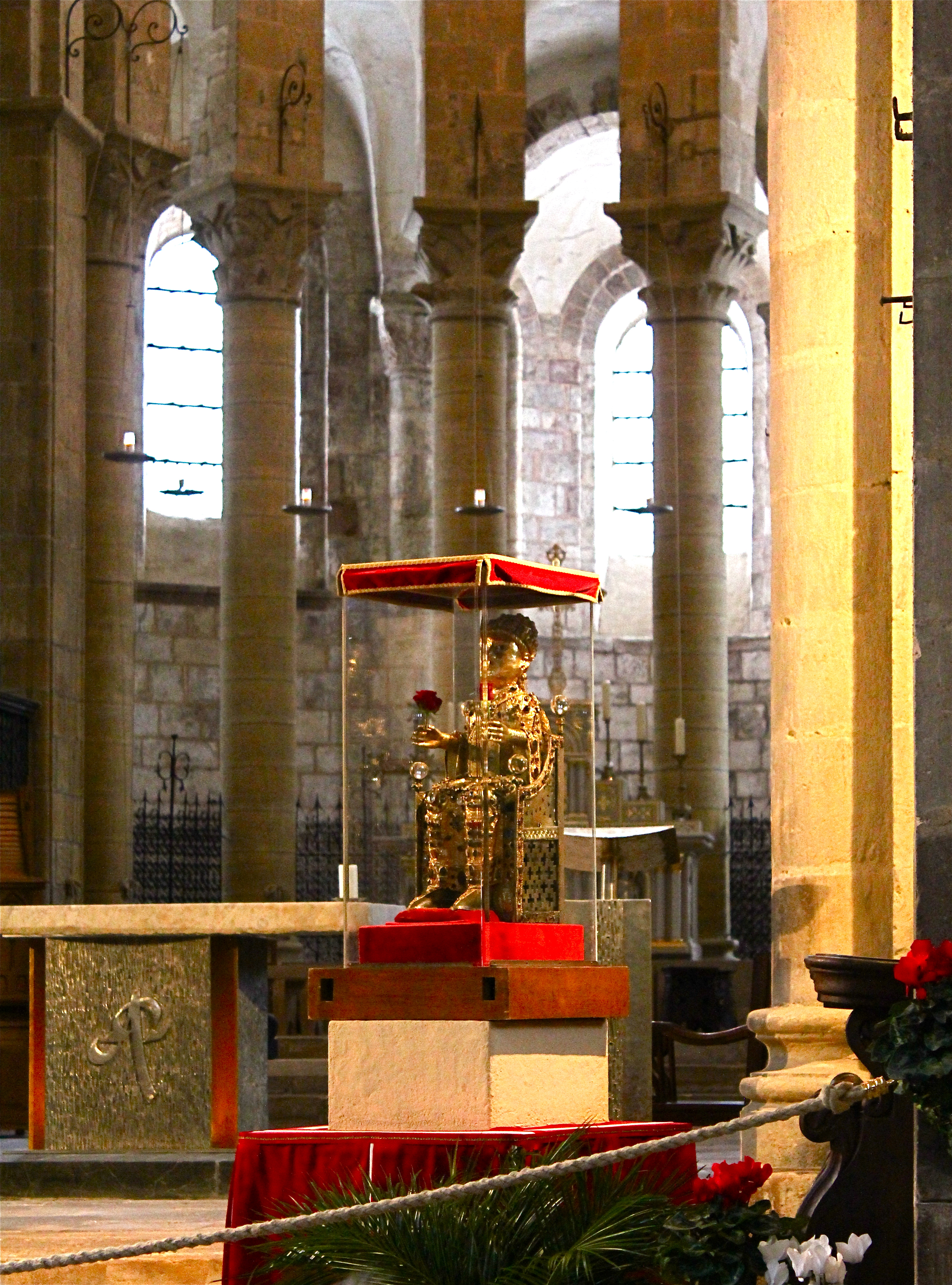
La statue reliquaire de sainte Foy dans le chœur de l'abbatiale.
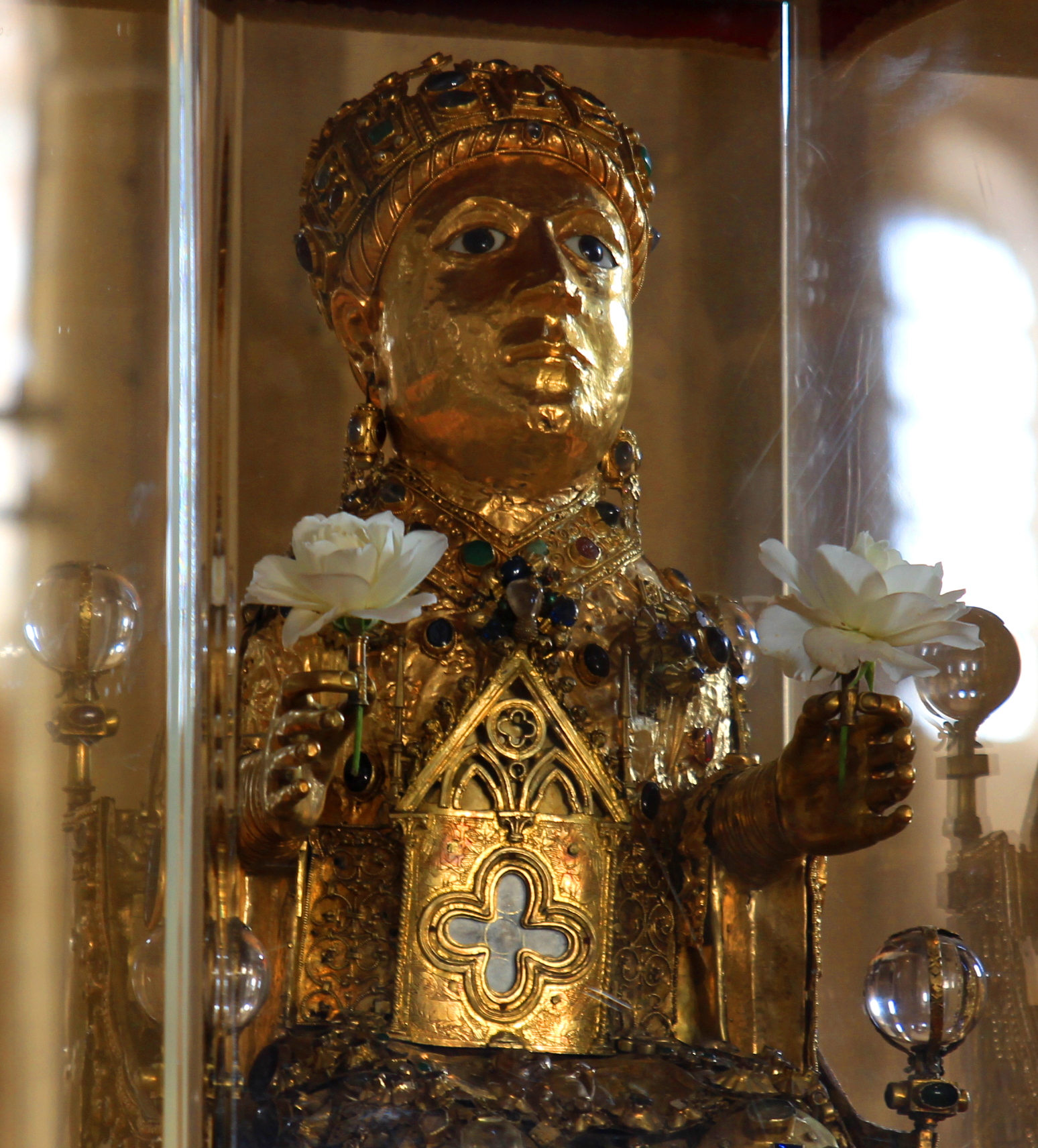
Statue reliquaire de sainte Foy.

### Vitraux
Dès 1986, Pierre Soulages, peintre ruthénois, travaille sur le verre pour doter l'abbatiale de Conques de nouveaux vitraux, destinés à remplacer les précédents éléments conçus par le verrier limousin Francis Chigot après la guerre, rapatriés ensuite au lycée Turgot de Limoges. L'artiste voulait un verre non teinté correspondant à la règle stricte des moines réguliers : les vitraux de cathédrales étaient destinés à enseigner la Bible au peuple illettré[réf. nécessaire], pas à distraire les moines érudits. Ne trouvant pas de verre à sa convenance, il a élaboré, après plusieurs centaines d'essais, un verre particulier : en faisant varier la granulométrie à l'intérieur des vitraux, il souhaitait obtenir des gradations de lumière ; des fragments de verre ont été soudés par cuisson, donnant un verre translucide. La commande est passée par le Ministère de la Culture et Jack Lang, en 1991, soulevant de vives protestations au sein de la population locale et de la commune. 
Le côté lisse est vers l'extérieur pour ne pas accrocher les impuretés et réfléchir la lumière, le côté rugueux vers l'intérieur, diffusant une lumière qui change avec les heures du jour. Le verre a été réuni en vitraux aux lignes droites et courbes à l'image des traits de peinture sur les tableaux de l'artiste. Les dessins du projet sont exposés au musée Soulages de Rodez.
Les vitraux ont été réalisés dans l'atelier de Jean-Dominique Fleury.

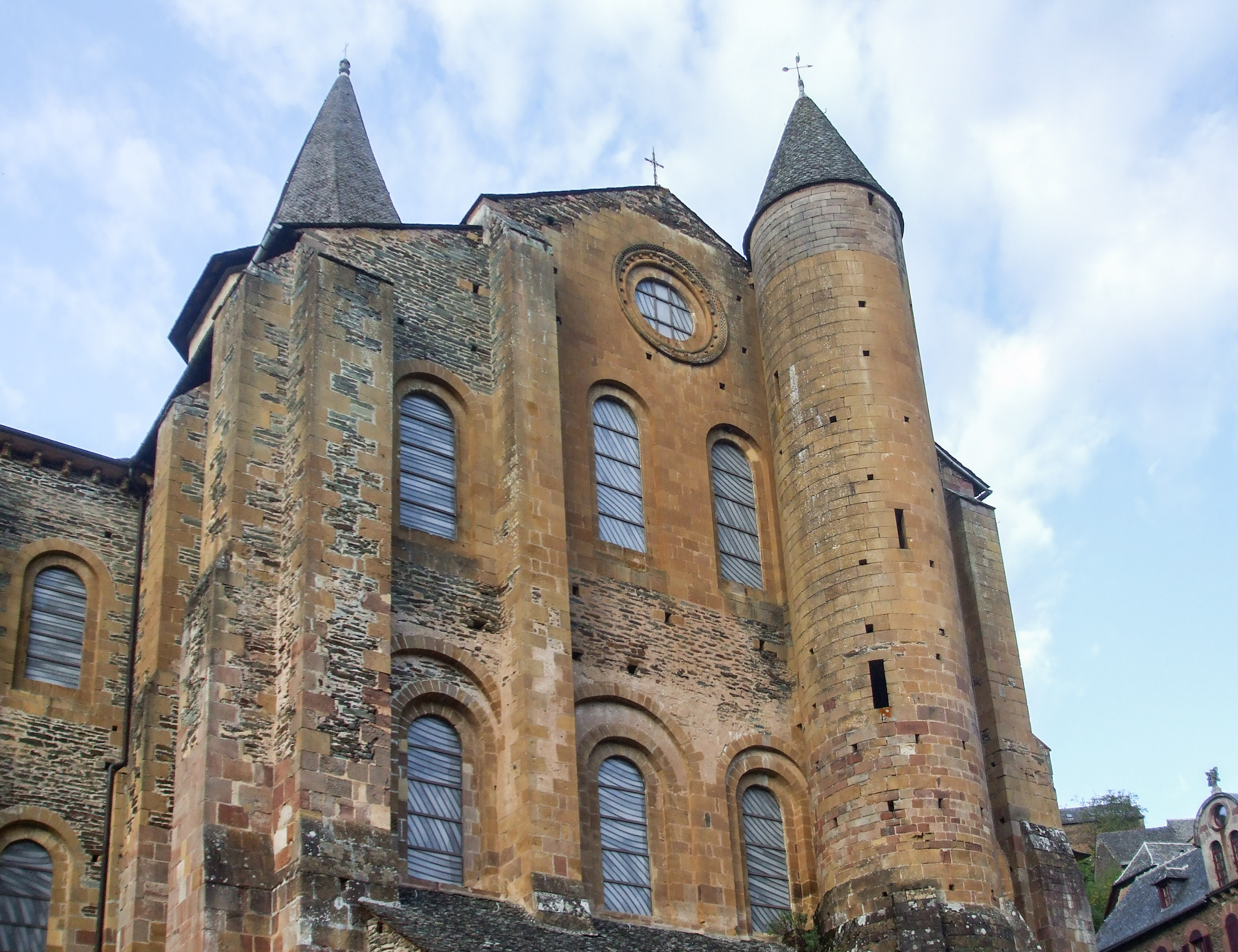
Extérieur de l'abbatiale avec les vitraux visibles.
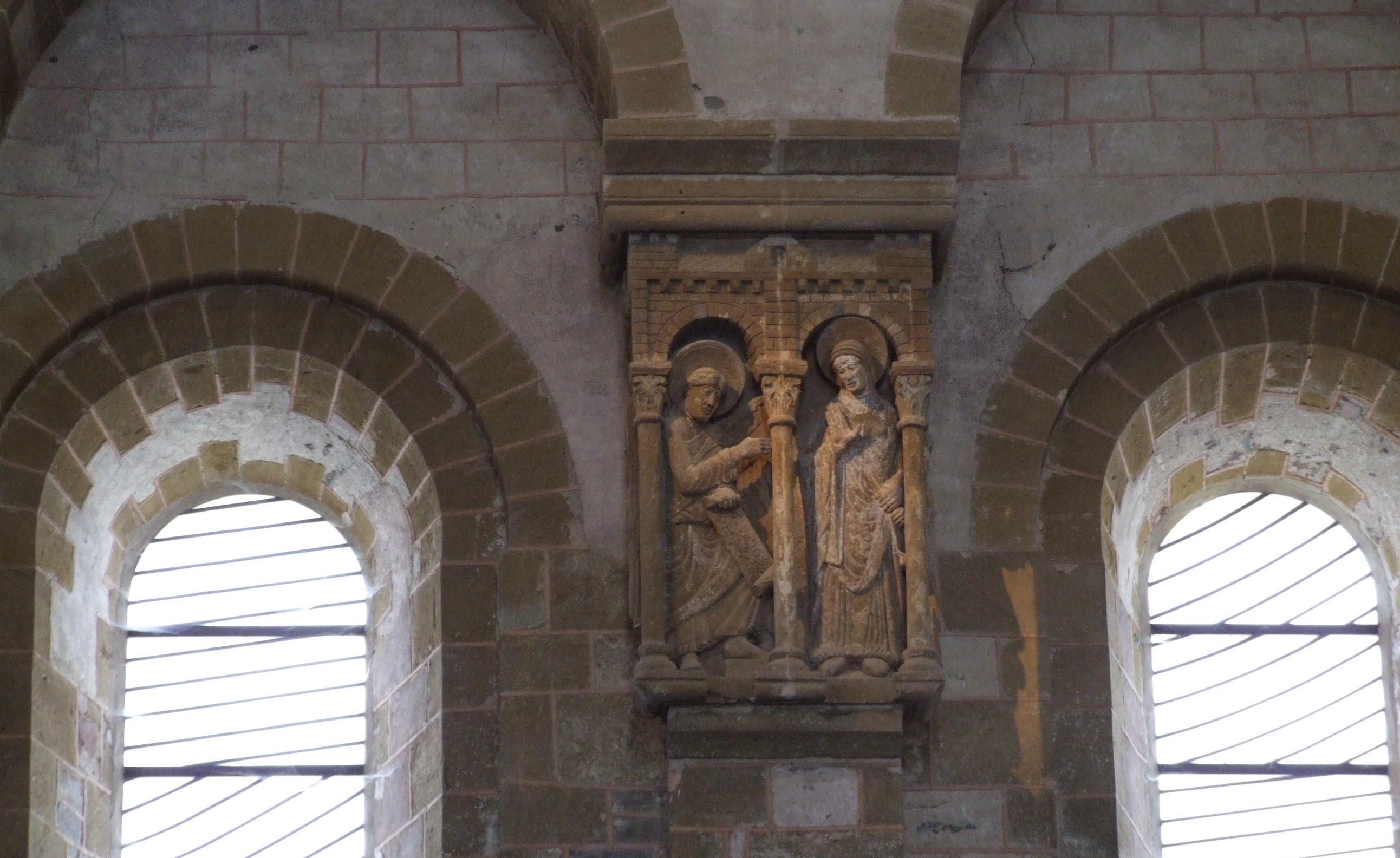
Vitraux.
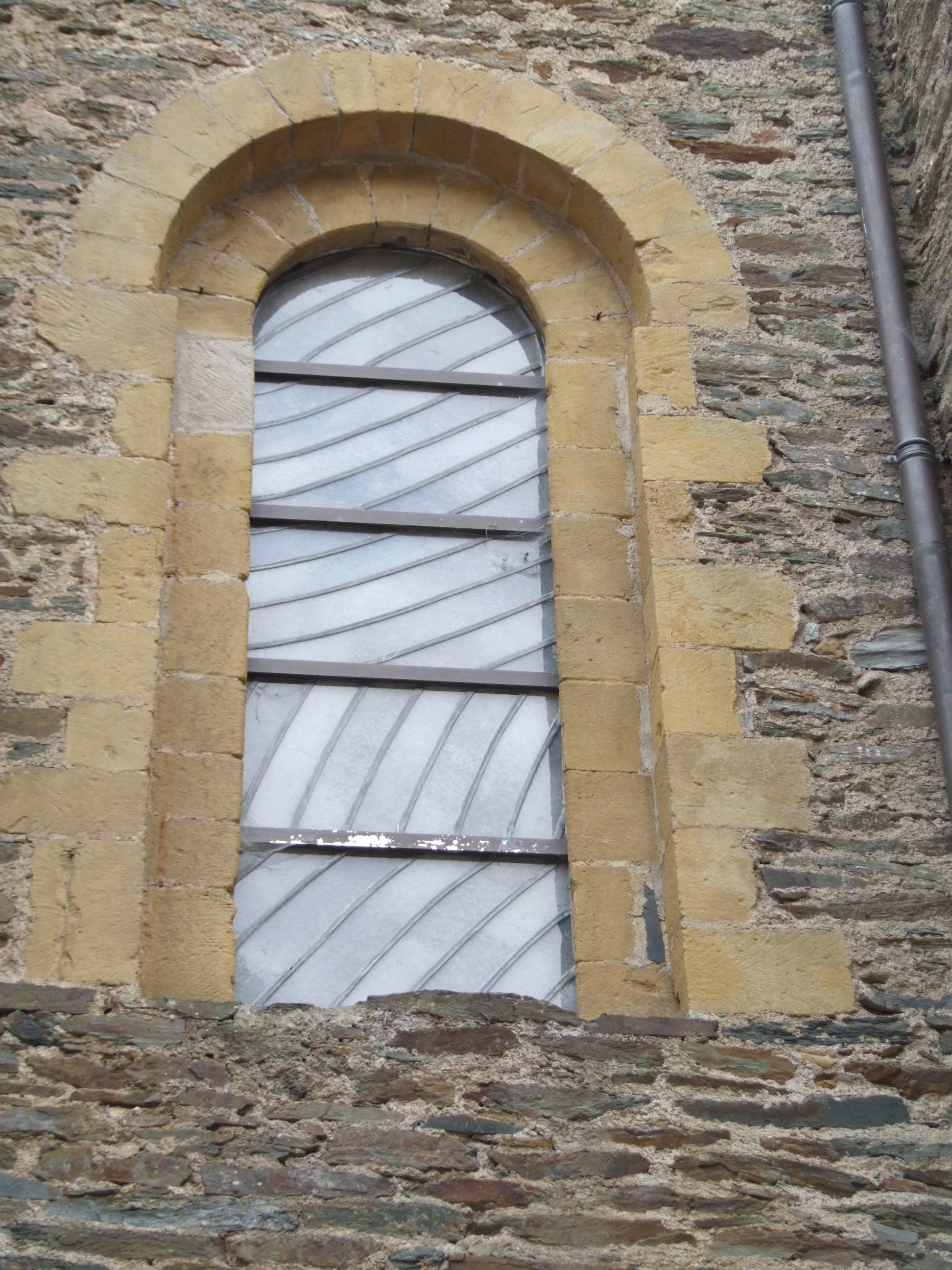
Vitrail de l'extérieur.

## Possessions, revenus

### Prieurés, églises et domeries
- Domerie d'Aubrac, fondée en 1108 et 1125, l'évêque de Rodez Pierre II lui donne son indépendance en 1162.